# Compagnie des mines d'Aniche
La Compagnie des mines d'Aniche était une compagnie qui exploitait des mines de charbon dans la région Nord-Pas-de-Calais en France et qui possédait aussi des usines et des lavoirs.

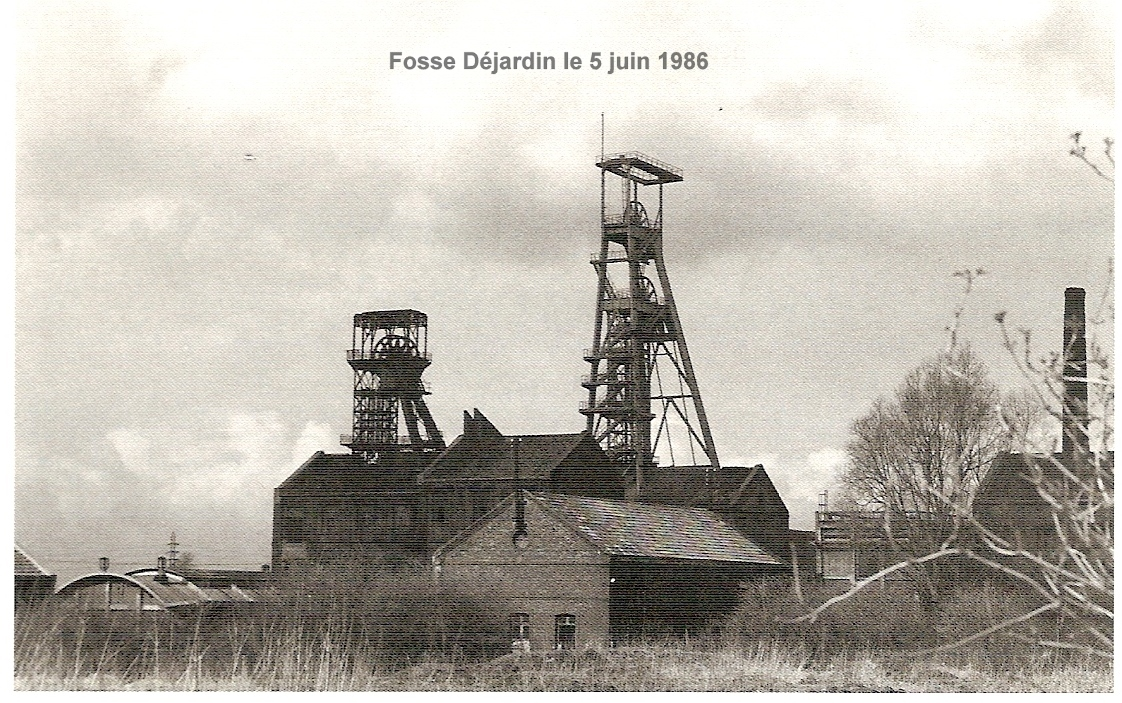
Fosse Déjardin en 1986, propriété de la Compagnie des mines d'Aniche

## Historique

### Premières recherches
Le Marquis de Traisnel, Claude-Constant Juvénal d'Harville des Ursins obtient auprès de la Cour une autorisation exclusive d'ouvrir et d'exploiter des mines de charbon sur un territoire compris entre la Scarpe au nord et à l'ouest, la Sensée au sud, et la route reliant Marchiennes à Bouchain à l'est.
L'ordonnance de l'Intendant de la Province du Hainaut lui accorde le 19 septembre 1773 une autorisation provisoire d'effectuer des travaux de recherche. Le 11 novembre 1773, huit directeurs créent une société. Il s'agit du Marquis de Traisnel, de M. Béranger, de Douai, de M. Dehault de Lussus, conseiller du Roi, et Trésorier Général du Hainaut, M. Desvignes père, de Valenciennes, M. Dusart, Trésorier de la ville de Valenciennes, Mathias Desvignes, fermier à Hordain, M. Léonard Louis Lanvin; le père d'Auguste-Louis Lanvin, fermier à Fressain et M. Deheugnies, de Condé.
La concession des mines d'Aniche est accordée par arrêté du Conseil d'État du 10 mars 1774 au Marquis de Traisnel, pour une durée de trente ans, prenant effet le 1er janvier 1775. Dès que la Compagnie est créée, les premiers travaux de recherche débutent. Un sondage et deux puits dénommés fosse de Fressain sont entrepris à l'angle du bois de Fressain. Ces derniers sont abandonnés à faible profondeur. En 1774, une autre fosse, possédant un seul puits, est ouverte à Monchecourt. Elle est abandonnée à la profondeur de 172 mètres en 1777.

### Découverte du charbon à Aniche

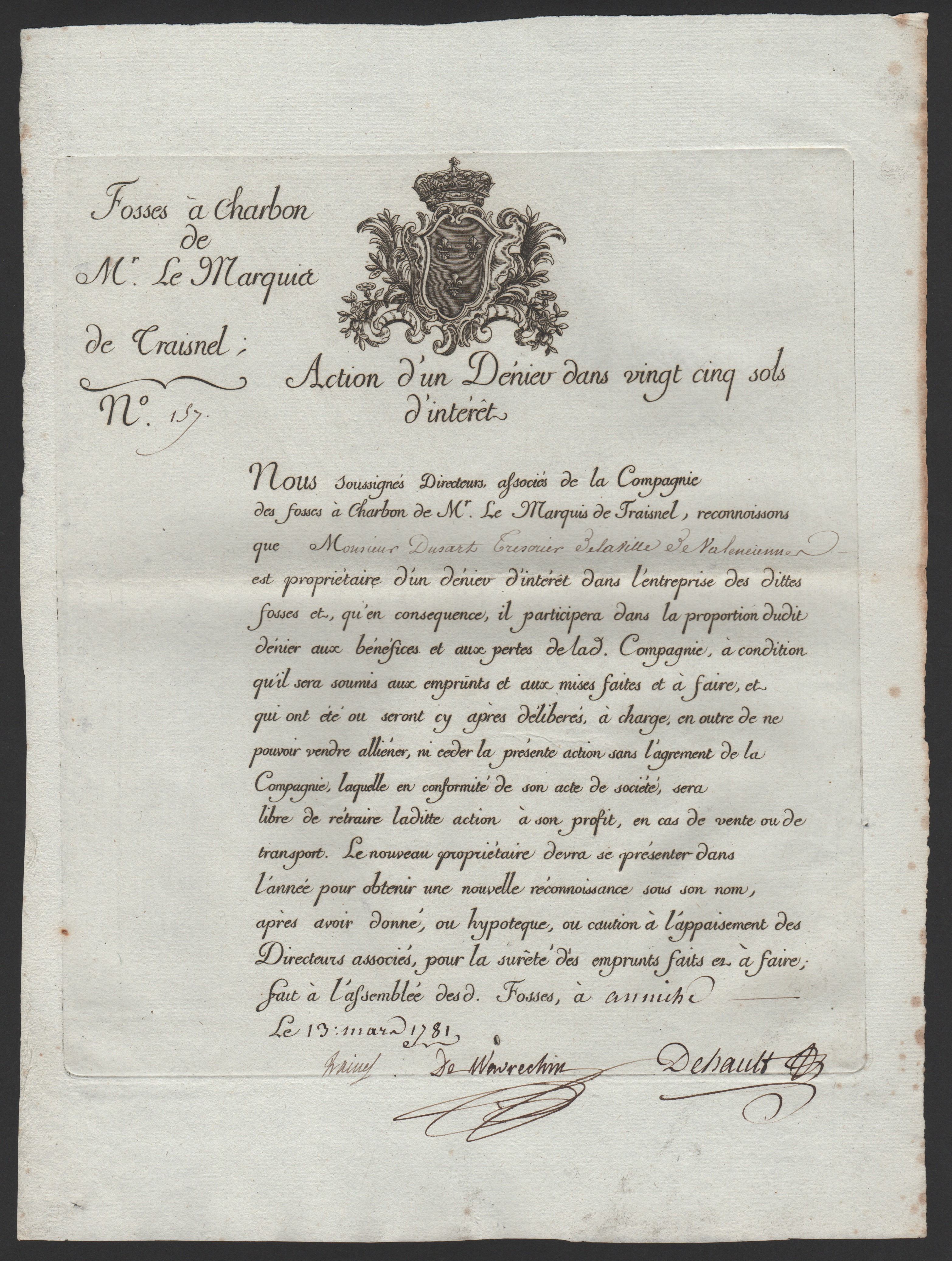
Action de la Comp. des Fosses à Charbon de Mr. Le Marquis de Traisnel d'Aniche en date du 13 mars 1781.

Sous les ordres de Prosper Quicampoix, premier directeur des travaux du fond, le matériel de fonçage est transporté à Aniche où sont ouvertes sur un même site les puits Sainte Catherine et Saint Mathias.
Aussitôt après la découverte de la houille, à Aniche, le 16 septembre 1778, la Compagnie d'Aniche ou du Marquis de Trainel, sollicite une augmentation du périmètre de sa concession s'étendant dans la province d'Artois. Dans la séance des directeurs du 27 avril 1779, il est communiqué une lettre, adressée par les députés des États d'Artois au Marquis de Trainel, au sujet de cette augmentation de périmètre, lettre à laquelle il a été répondu :
« Nous soussignés, directeurs de la Compagnie des fosses à charbon de M. le Marquis de Trainel, à Aniche, déclarons consentir et nous soumettre, de faire incessamment et dans le courant d'une année au plus tard, de rechercher et forager incessamment dans l'augmentation de démarcation que nous sollicitons au Conseil sur l'Artois, de manière à pouvoir établir dans un canton, des fosses en pleine exploitation dans l'espace de cinq années, date de l'arrêt qui sera expédié pour nous accorder ladite augmentation de démarcation dans ladite province d'Artois.  »
Les États ont consenti à l'augmentation de la concession demandée, et un arrêt du Conseil du 6 août 1779, accorde au Marquis de Trainel, ses hoirs ou ayant cause, l'augmentation de démarcation sollicitée, de sorte que la concession d'Aniche soit bornée :
« à l'est par la chaussée de Marchiennes à Bouchain et celle dudit Bouchain à Cambrai, au midi par le grand chemin de Cambrai à Arras jusque vers le village de Monchy-le-Preux, à l'ouest par une ligne directe à tirer dudit chemin de Cambrai à Arras et à diriger sur les clochers dudit Monchy-le-Preux et de Gavrelle jusqu'à la chaussée de Douai à Arras, depuis ledit village de Gavrelle jusqu'au dit Douai, et par la Scarpe depuis cette dernière ville jusqu'à Marchiennes.  »
Le 12 octobre on décide que l'arrêt ci-dessus serait affiché dans toutes les paroisses de la nouvelle démarcation et qu'on le ferait signifier à tous les seigneurs haut justiciers, ayant des fiefs dans lesdites paroisses : qu'un forage serait ouvert, sous l'inspection de l'un des directeurs, M Bérenger, qui serait maître d'en choisir l'emplacement. Ce sondage, no 393, est ouvert à Noyelles-sous-Bellonne, mais si l'on en juge par le peu de temps qu'on y a employé, il n'a été poussé qu'à une faible profondeur. Le matériel est ensuite transporté à Vitry, où l'on exécute un deuxième sondage no 394. Ces travaux sont commandés par la crainte de se voir disputer la partie de la concession qui s'étendait dans la province d'Artois. Et cette crainte a été jusqu'à un certain point justifiée. On assure en effet que la Compagnie Havez-Lecellier qui a suspendu ses travaux de recherches depuis 1774, vient de les reprendre. Aussi la Compagnie du Marquis de Trainel, dont l'intérêt est d'éloigner cette concurrence, s'empresse de faire signifier à la Compagnie Havez-Lecellier, l'arrêt du 6 août 1779. Le sondage de Vitry comme celui de Noyelle-sous-Bellonne n'a pas poursuivi suffisamment, et la Compagnie d'Aniche abandonne ses recherches dans l'Artois.
La houille est découverte à la profondeur de 70 toises dans la nuit du 12 septembre 1778 à la fosse Sainte Catherine. Deux autres puits sont creusés non loin sur le territoire d'Aniche, en 1779. Il s'agit de la Fosse Saint Laurent - Sainte Thérèse. Une machine à feu est installée dans cette dernière. Malgré l'ouverture de ces deux nouvelles fosses, la production reste très faible : 70 000 tonnes sont produites en 1785. Les veines de charbon sont peu épaisses et accidentées, et le gisement est pauvre. En 1786, à la suite d'une inondation des travaux au fond, l'extraction est interrompue. La Société est au bord de la ruine, la fosse Saint Laurent - Sainte Thérèse sont définitivement abandonnées. Des nouvelles fosse sont ouvertes après l'inondation : Sainte Barbe - Saint Waast à Aniche en 1786, Saint Hyacinthe à partir de 1793, à Aniche, près de la route de Douai, Aglaé à Auberchicourt (qui est une avaleresse). L'exploitation reprend en 1804, dix-huit ans après l'inondation, aux puits Sainte Catherine et Saint Mathias. L’avaleresse La Paix est ouverte en 1815 et abandonnée en 1817 à l'ouest d'Auberchicourt. Une pièce de cuvelage a rompu à 80 mètres de profondeur et provoque l'inondation du puits. En 1817, quelques décamètres à l'ouest est creusé le puits de l'Espérance.
En 1835, la fosse de Mastaing est creusée en dehors de la concession, au sud du territoire de Mastaing, le long de la route reliant Aniche à Bouchain. Un puits est creusé jusqu'à 143 mètres de profondeur, mais le charbon n'y est pas découvert. La fosse est abandonnée en 1838. En 1836 débute le fonçage du puits d'Aoust, à l'est d'Aniche.

### Développement de l'entreprise
Un groupe d'associés de Cambrai parvient à se rendre maître de la Compagnie en janvier 1839. Une réorganisation complète est entreprise. Toutes les fosses sont alors abandonnées, à l'exception de l'Espérance. M. Lefrançois est nommé agent général, M. Fourret, ingénieur-directeur des travaux. Le fonçage du puits d'Aoust est poursuivi. Quatre sondages seront effectués au sud du territoire de Somain en 1839 et 1840. Le premier, le sondage A - 1er de Somain, débute en avril 1839. Il est profond de 136 mètres et rencontre le terrain houiller à 129 mètres. Une veine de charbon haute de 89 centimètres est découverte en juillet 1839 à 136 mètres. Le sondage est alors abandonné, et la fosse La Renaissance est foncée à partir de septembre 1839, elle entre en exploitation en 1841. Ce puits ne suffisant pas, il est décidé en 1843 d'ouvrir un peu plus au sud, la fosse Saint Louis, qui commence à produire en 1845.
Cette même année, Émile Vuillemin entre à la Compagnie en tant qu'ingénieur-directeur des travaux. En 1847, au sud de la fosse Saint Louis, sur le territoire d'Aniche, proche de la limite avec Somain, le fonçage de la fosse Fénelon débute. L'extraction débute deux ans plus tard. En 1848, à l'ouest des fosses précédentes est entreprise la fosse Traisnel à Aniche. Elle entre en exploitation huit ans plus tard, à la suite de grandes difficultés d'épuisement des eaux. En 1849, les fosses sont desservies par des lignes de chemins de fer à la gare de Somain. La Compagnie des chemins de fer du Nord ouvre en 1847 la ligne Douai - Blanc-Misseron. Une première ligne allant du nord au sud relie à la gare de Somain les fosses La Renaissance, Saint Louis, Fénelon et Aoust. Un embranchement part de cette ligne peu avant la fosse La Renaissance en direction de l'ouest et dessert la fosse Traisnel. Au fil des ouvertures de fosses, cette ligne s'est poursuivie vers Douai et est devenue la ligne Somain - Douai (Sud).
En 1852 débute à Waziers le fonçage de la fosse Gayant, qui commence à produire quatre ans plus tard. En 1854, à Aniche, à quelques centaines de mètres au sud de la fosse Traisnel est ouverte la fosse Archevêque, elle entre en exploitation en 1857. En 1855, M. Vuillemin est nommé directeur général, et devient le gérant de la Compagnie. Cette dernière produit 219 000 tonnes cette même année. L'année suivante, au nord d'Auberchicourt est entrepris le fonçage de la fosse Sainte Marie, qui entre en exploitation sept ans plus tard. En même temps, à Waziers, au sud-ouest de la fosse Gayant et à la limite ouest de Sin-le-Noble est ouverte la fosse Notre Dame. Elle entre en exploitation en 1860. Les fosses sont désormais ouvertes à l'ouest de la concession. En 1859, la fosse Dechy est ouverte sur le territoire de Dechy. Elle commence à extraire en 1863. Deux ans plus tard, à Guesnain, le long de la route reliant Douai à Aniche est foncée la fosse Saint René et commence à produire en 1871. En 1866, au nord-est de la fosse Gayant, sur le territoire de Waziers, est entrepris le fonçage du puits Bernicourt no 1. Des éboulements obligent l'abandon du puits, qui devient donc une avaleresse. En 1872, le puits Bernicourt no 2 est mis en chantier, et commence à extraire en 1877.
En 1873, la production totale des Mines d'Aniche est de 618 000 tonnes. En 1875, dans le village de Roucourt, le creusement d'une fosse à deux puits est entrepris. La fosse Roucourt est destinée à exploiter les veines de charbon découvertes plus au sud par la fosse Saint René à Guesnain, dans le but que la Compagnie produise plus d'un million de tonnes de charbon par an. Les deux puits, profonds respectivement de 198 et 210 mètres n'ont jamais donné lieu à l'extraction, puisqu'ils débouchent sur le conglomérat : des terrains sans houille. Elle n'a servi qu'à l'aérage de la fosse Saint René. De 1770 à 1877, les Mines d'Aniche ont produit 12 325 000 tonnes
En 1891 débute le fonçage de la fosse Vuillemin à Masny, le long de la route reliant Douai à Aniche, tout comme la fosse Saint René, située plus à l'ouest. L'extraction débute quatre ans plus tard. En 1894, 880 000 tonnes de charbon ont été produites par la Compagnie, dont 480 000 tonnes de charbon gras, et 400 000 tonnes de demi et quart gras. 3 998 ouvriers sont embauchés par la Compagnie.
Le cinquantenaire de l'entrée de M. Vuillemin au sein de la Compagnie est fêté le 4 août 1895. Un attentat anarchiste interrompt les festivités. C'est l'attentat d'Aniche. M. Vuillemin est gravement blessé, mais il se rétablit. Il se retire de sa fonction de gérant le 26 janvier 1896, il est remplacé par l'ingénieur M. Paul Lemay.
En 1899, à proximité de la fosse Gayant, une immense usine de lavage est installée à Waziers, ainsi que des fours à coke. Au sud de Somain, près du quartier de La Renaissance, une usine à briquettes est rachetée, puis une installation de lavage y est aussi installée.
La fin du XIXe siècle voit également le creusement de seconds puits aux fosses Dechy et Saint René, qui sont respectivement foncés en 1898 et 1899, et productifs en 1901 et 1902. Le début du XIXe siècle voit quant à lui l'ouverture de puits sur la partie nord de la concession, jusqu'alors encore inexploitée. Le fonçage de la fosse Déjardin débute en 1900 et se termine le 8 septembre 1902 au nord de Sin-le-Noble. L'extraction débute en 1904. En 1901, la fosse De Sessevalle est ouverte au nord de Somain, le premier puits est productif en 1904, il est situé sur le territoire de Villers-Campeau, à quelques mètres des limites de Somain. En revanche, le second puits est commencé en 1905 sur le territoire de Somain. Il est productif à partir de 1908.
En 1904 débute le fonçage de la fosse Sébastopol à l'est du village d'Erchin, quelques centaines de mètres au nord de la fosse no 2 de la Compagnie des mines d'Azincourt. Elle doit servir à l'aérage de la fosse Vuillemin, et à la circulation du personnel. La profondeur de 200 mètres est atteinte en 1905, la fosse est mise en service, mais n'assure pas l'extraction.
En 1906, la Compagnie emploie 7 600 ouvriers, dont 5 033 au fond, et 2 567 au jour. Elle possède dix puits d'extraction, cinq puits d'aérage, deux usines de lavage, 205 fours à coke, quarante kilomètres de chemins de fer, et un rivage sur la Scarpe.
Le 21 octobre 1906 Mademba Seye, roi de Sensending (actuel Mali) est présent à Auberchicourt pour visiter la compagnie. Il est accompagné de son neveu Iba Diaye et de l'explorateur Chevalier et reçu par le maire M. Poteau et M. Paul Lemay, gérant des mines d'Aniche.
La décennie 1900 voit également le creusement de puits supplémentaires sur certains carreaux de fosse : Le puits Notre Dame no 2 commence à être foncé la même année que le puits De Sessevalle no 2. L'année 1907 voit débuter le fonçage de trois nouveaux puits : Gayant no 2, Déjardin no 2, Sainte Marie no 2. 1 900 000 tonnes de charbon sont produites en 1908, la Compagnie est l'une des plus puissantes de France.
En 1911 est foncée la fosse Bernard à Frais-Marais, un hameau de Douai, au nord de la fosse Déjardin. L'exploitation débute en 1913. En 1911 également débute le fonçage de la fosse Delloye, au sud de Lewarde et de la fosse Vuillemin, non loin de la limite avec la concession de la Compagnie des mines d'Azincourt. La Première Guerre mondiale interrompt le fonçage qui ne reprendra qu'en 1921. En 1912, la Compagnie décide d'ouvrir la fosse Lemay dans une partie jusqu'alors encore inexploitée du nord de la concession, à l'ouest de la fosse De Sessevalle, à Pecquencourt. Le puits Lemay no 2 commence à être foncé en 1913, mais la guerre interrompt les travaux de ce puits, qui en sera productif qu'en 1921. La fosse commence à produire en mars 1914. En 1913 et 1914 débute respectivement le creusement des puits Bonnel nos 1 et 2 à Lallaing, entre les fosses Déjardin à l'ouest et Lemay à l'est.
À la fin de la guerre 1914-1918, toutes les installations de la Compagnie des mines d'Aniche sont détruites. À partir de 1919, les fosses les moins affectées recommencent à assurer une production, qui reste assez faible. M. Lemay, ingénieur en chef, entreprend la remise en état des établissements anéantis. Des nouveaux chevalements remplacent ceux qui ont été détruits, et toutes les fosses sont opérationnelles à partir de 1921. Le fonçage du puits Bonnel no 1 est repris le 15 juillet 1921 et est achevé le 10 décembre, à la profondeur de 300 m. Les travaux du puits Bonnel no 2 sont repris la même année, mais le puits est fonctionnel en 1925. Ceux du puits Delloye no 1 reprennent aussi en 1921, mais le puits n'est opérationnel qu'en 1927.
La Compagnie rachète le 13 janvier 1922 la Compagnie des mines de Flines et ses deux puits : la fosse no 1 Saint Charles, à Lallaing, au nord de la Scarpe, et la fosse no 2 dite de Flines à Anhiers, sur le territoire d'Anhiers. Ces deux fosses servent respectivement à l'aérage des fosses Bonnel et Bernard.
En 1925, 2 917 152 tonnes de charbon sont produites par la Compagnie, ainsi que 690 000 tonnes d'agglomérés et 244 000 tonnes de coke. Elle possède alors douze sièges d'extraction, deux usines de lavage (à Waziers et Somain), deux usines à boulets à la fosse Bernard et au sud de Somain, cinq presses à briquette, 180 fours à coke, deux centrales électriques, et 154 kilomètres de voies ferrées. Le rivage Gayant est l'un des plus importants de France. Il permet d'exporter le charbon par péniches. 16 805 ouvriers travaillent pour la Compagnie, qui possède également une caisse de secours, et 5 198 maisons.
En 1927, alors que débute le fonçage du puits Delloye no 2, la Compagnie d'Aniche creuse également sa dernière fosse, Barrois, du nom du célèbre géologue Charles Barrois, entre la fosse Lemay à l'est, et la fosse Bonnel à l'ouest. le fonçage du puis Barrois no 2 débute en 1928. La fosse entre en exploitation en 1931.
En 1939, M. Riollot est le directeur de la Compagnie, M. Condamin, ingénieur principal. Treize sièges d'extraction et sept siège d'aérage permettent de produire 3 180 000 tonnes de charbon, un million de tonnes d'agglomérés, et 289 000 tonnes de coke. 15 342 ouvriers sont employés, dont 10 054 au fond et 5 288 au jour. La Compagnie possède également une caisse de secours, 7 000 maisons, neuf dispensaires, deux écoles ménagères, et 187 kilomètres de voies ferrées.
Après la Seconde Guerre mondiale, l´ensemble des mines de charbon est nationalisé. L´État devient le seul propriétaire, à même de décider des objectifs et de l´organisation de la production du charbon, énergie cruciale dans le contexte de reconstruction du pays. Dans ce cadre, la Compagnie des mines d'Aniche disparaît au profit du Groupe de Douai, dont fait également partie la Compagnie des mines de l'Escarpelle. La concession de Flines, appartenant aux Mines d'Aniche en fait partie, ainsi que la concession d'Azincourt, inexploitée depuis septembre 1936 et la fermeture suivie du remblaiement des puits Saint Roch, no 2 et no 3.
En 1947, le Groupe de Douai ouvre à Sin-le-Noble sur l'ancienne concession d'Aniche son seul nouveau puits : Puits du Midi. La puits est opérationnel en 1950, mais la fosse est mise en sommeil et garde son chevalement de fonçage jusque 1957, date à laquelle les installations sont construites, la fosse entre en exploitation l'année suivante. La dernière fosse de l'ancienne Compagnie à avoir cessé d'extraire est la fosse Barrois, le 30 juin 1984. Des deux puits ainsi que les puits de Lemay, Bonnel et Déjardin de l'unité de production Barrois sont remblayés en 1985. En 1984, la fosse Delloye rouvre en tant que Centre historique minier de Lewarde.

## Les fosses
La Compagnie des mines d'Aniche a possédé cinquante-cinq puits de mines, répartis en une trentaine de sièges d'exploitation mais aussi à des époques différentes. Parmi ces puits, deux ont appartenu à la Compagnie des mines de Flines jusque le 13 janvier 1922, date à laquelle ils ont été rachetés par la Compagnie des mines d'Aniche.

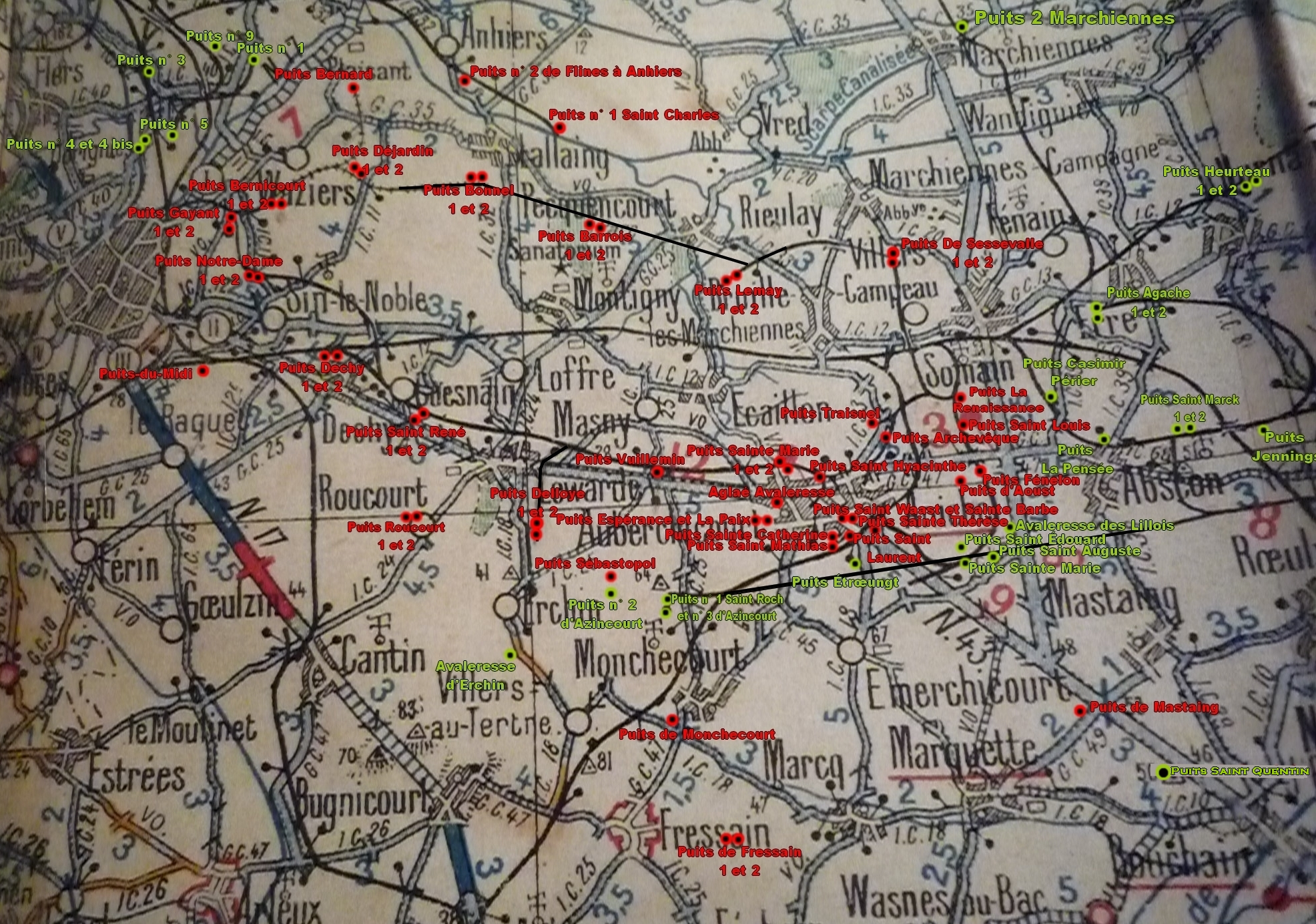
Localisation des puits de la Compagnie des mines d'Aniche.
Puits de la Compagnie des mines d'Aniche.
Puits des compagnies minières voisines, Escarpelle au nord-ouest, Anzin à l'est et Azincourt au sud.

### Fosse Fressain
Puits Fressain no 1
1773 - 1774
50° 17′ 07″ N, 3° 12′ 42″ E
Puits Fressain no 2
1773 - 1774
50° 17′ 06″ N, 3° 12′ 47″ E

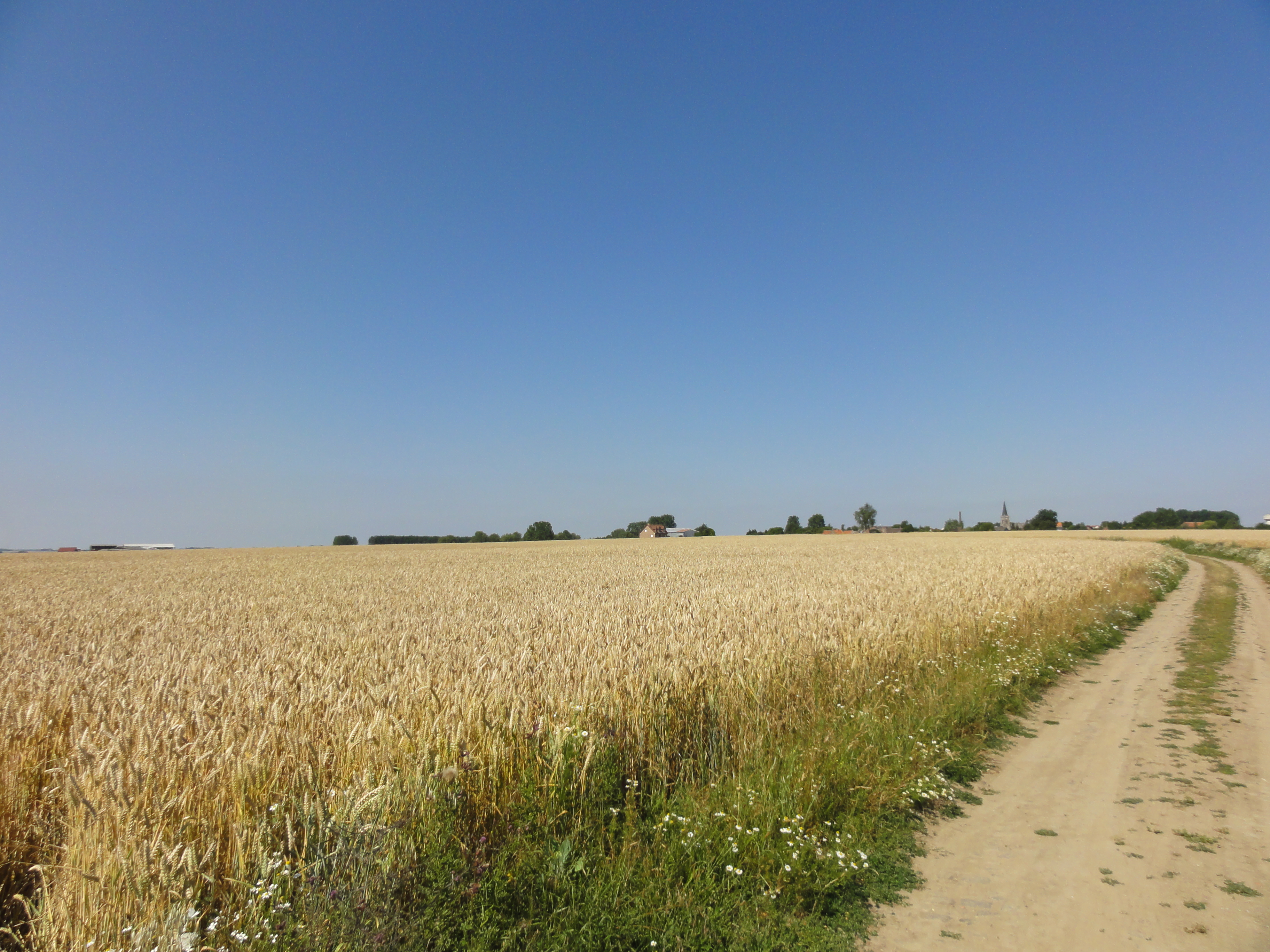
Le champ dans lequel les puits de Fressain ont été creusés.

Il s'agit des tout  premiers puits de la Compagnie des mines d'Aniche. Ils furent creusés en 1773 à l'est du village de Fressain. Pour des raisons inconnues, l'exploitation est arrêtée l'année suivante et le matériel est réutilisé pour la fosse de Monchecourt. Les puits sont placés sur un axe est-ouest et sont localisés rue du Bois, au sud de la route. Un champ a pris la place de la fosse, les puits ne sont pas signalisés.

### Fosse Monchecourt

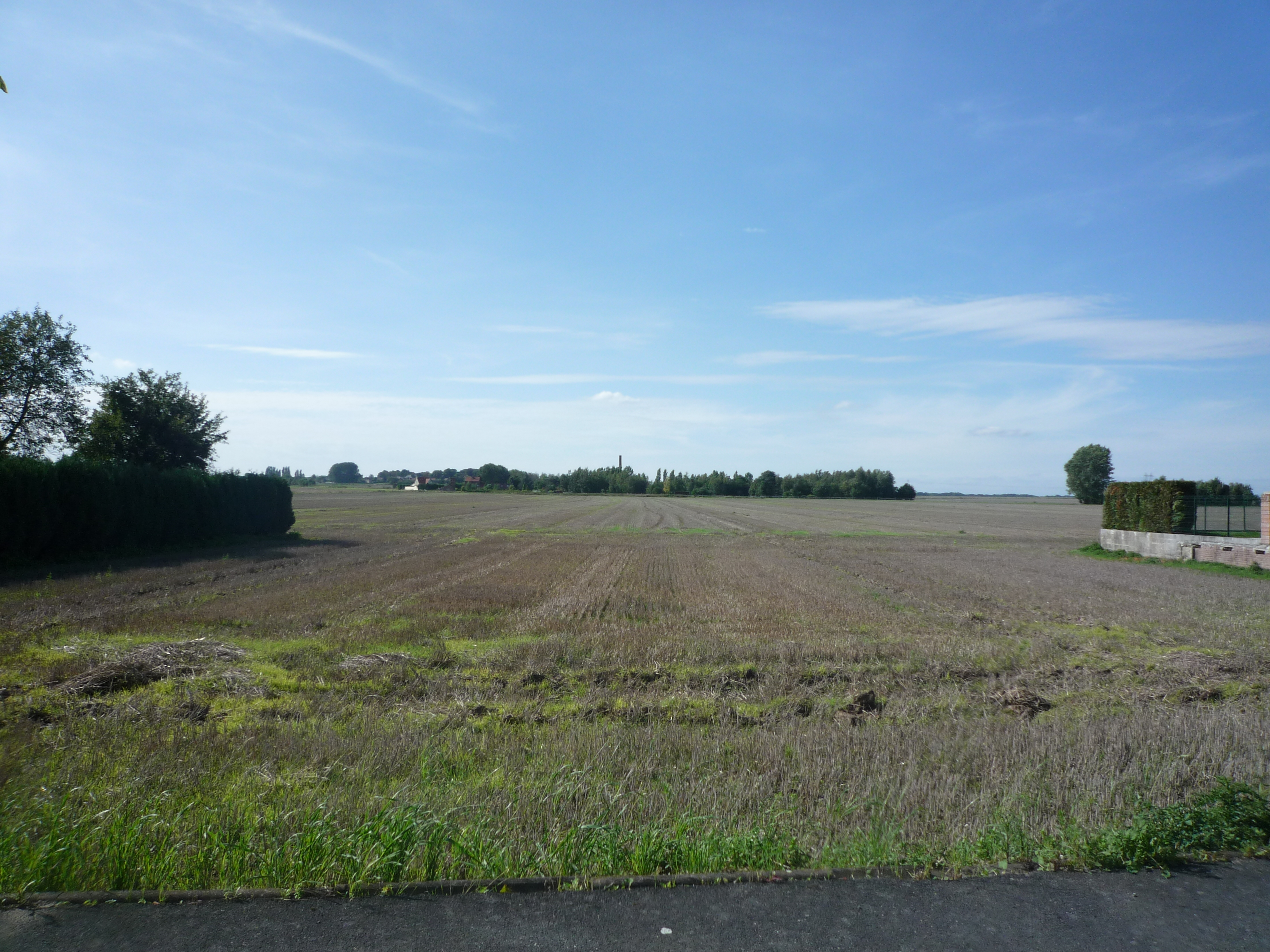
Localisation approximative de la fosse de Monchecourt.

50° 17′ 59″ N, 3° 12′ 12″ E
La fosse de Monchecourt a été ouverte de 1774 à 1777 puis rouverte de 1837 à 1839.
La Fosse de Monchecourt est proche de la chapelle qui est sur le chemin qui conduit de Villiers à Marcq, entre Fressain et Monchecourt, sur le territoire de Monchecourt, au sud de la commune. Elle est située à 1 000 mètres environ au sud du sondage de 1875. Ouverte en 1774 par le Marquis de Traisnel, elle est abandonnée en 1777 à 152 mètres (129 mètres selon Olry) de profondeur après exécution de galeries dans le rocher. Il s'agissait de la deuxième fosse creusée par la Compagnie des mines d'Aniche, Elle est située en dehors de la concession. Reprise en 1837 par la Compagnie de Monchecourt, deux galeries ont été exécutées. une au nord de 100 mètres (71 mètres selon Vuillemin), l'autre vers le sud de 60 mètres, dans des schistes verdâtres qui ne peuvent pas être rapportés au terrain houiller. La bowette du nord est terminée par un bure de 85 mètres de hauteur. La fosse est abandonnée en 1839. Le niveau fut passé sans l'aide d'une machine d'épuisement.

### Fosse Sainte Catherine - Saint Mathias
Puits Sainte Catherine
50° 19′ 38″ N, 3° 14′ 40″ E
1777 - 1840.
Puits Saint Mathias
50° 19′ 35″ N, 3° 14′ 41″ E
1777 - 1840.

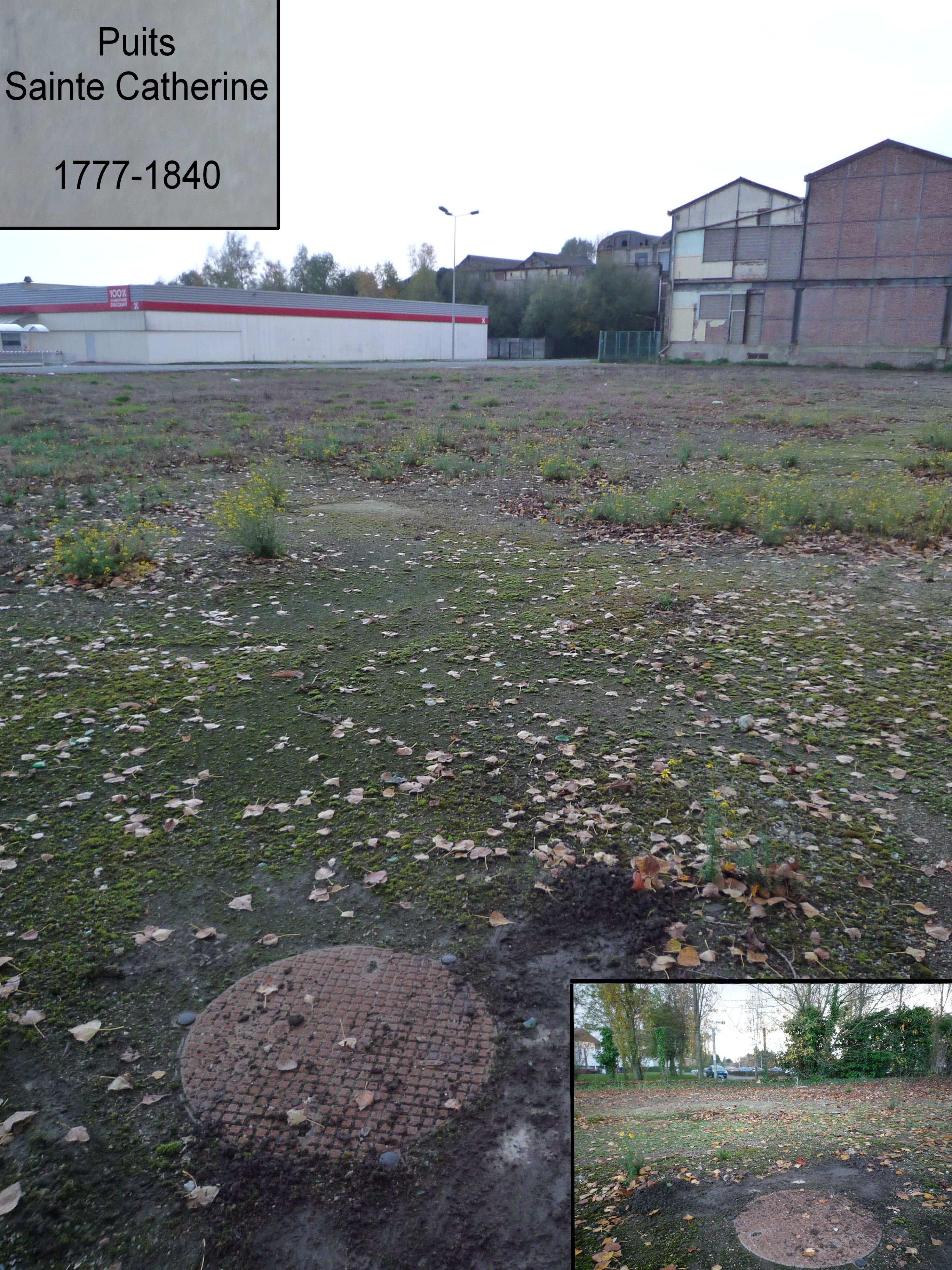
Sépulture du Puits Sainte Catherine en 2009.

Prosper Quicampoix, le premier directeur des travaux du fond décide de faire transporter le matériel de fonçage à Aniche, où les puits Sainte Catherine et Saint Mathias sont creusés en même temps. Le charbon est découvert à la fosse Sainte Catherine dans la nuit du 11 au 12 septembre 1778 à la profondeur de 70 toises,. Les fosses ne sont pas très productives, à cause d'un gisement médiocre et accidenté. Le puits Saint Mathias est utilisé pour l'exhaure, grâce à huit pompes. Six sont dans le puits, deux sont dans un bure, mues par un balancier. Le puits, profond de 205 m est prolongé par un bure de 71 m. L'exploitation est poursuivie jusqu'en 1786, date à laquelle elle est envahie par les eaux, à la suite de l'arrêt de l'exhaure au puits Saint Laurent. L'extraction reprend en 1804. La fosse est relativement assez productive. Les deux puits sont abandonnés en 1839 et serrementés en 1840. Un groupe d'associés devenus maîtres de la Compagnie a décidé de fermer tous les puits à l'exception de l'Espérance.
Le diamètre du puits Sainte Catherine est de 2,60 mètres, sa profondeur de 350 mètres. La composition du cuvelage est inconnue. Le terrain houiller a été atteint à 128 mètres. Il y a eu quatre étages de recette aux profondeurs de 210, 231, 279 et 323 mètres. Le puits Saint Mathias à le même diamètre, mais sa profondeur de 276 mètres. Le cuvelage est en briques. Le terrain houiller a été atteint à la même profondeur qu'au puits Sainte Catherine. Il y a eu trois étages de recette aux profondeurs de 200, 231 et 276 m.
À la fin du XIXe siècle, la verrerie Boussois est installée sur le site. Les bâtiments sont alors construits par-dessus les puits. En 2007, la démolition d'un bâtiment laisse apparaître la tête de puits signalisée Sainte Catherine. Celle de Saint Mathias est à proximité dans un bâtiment désaffecté. Sur une partie du carreau de la fosse est installé le parking du magasin Dia. La fosse Sainte Catherine possédait un petit terril, aujourd'hui aplani et indécelable.

### Fosse Saint Laurent - Sainte Thérèse
- À Aniche[JLH 3].

Puits Saint Laurent
50° 19′ 35″ N, 3° 14′ 53″ E
1779 - 1786

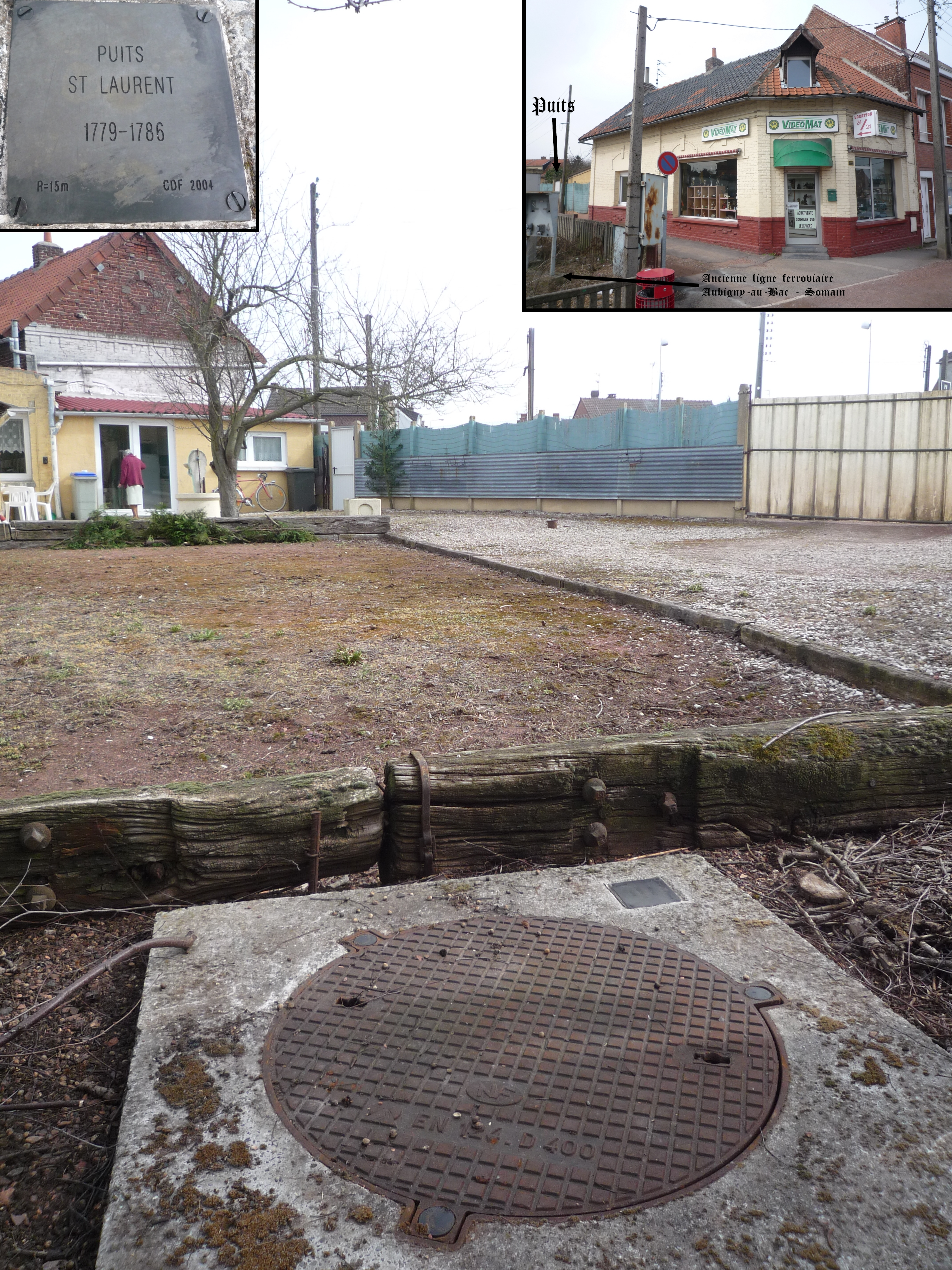
Le puits Saint Laurent en mars 2010.

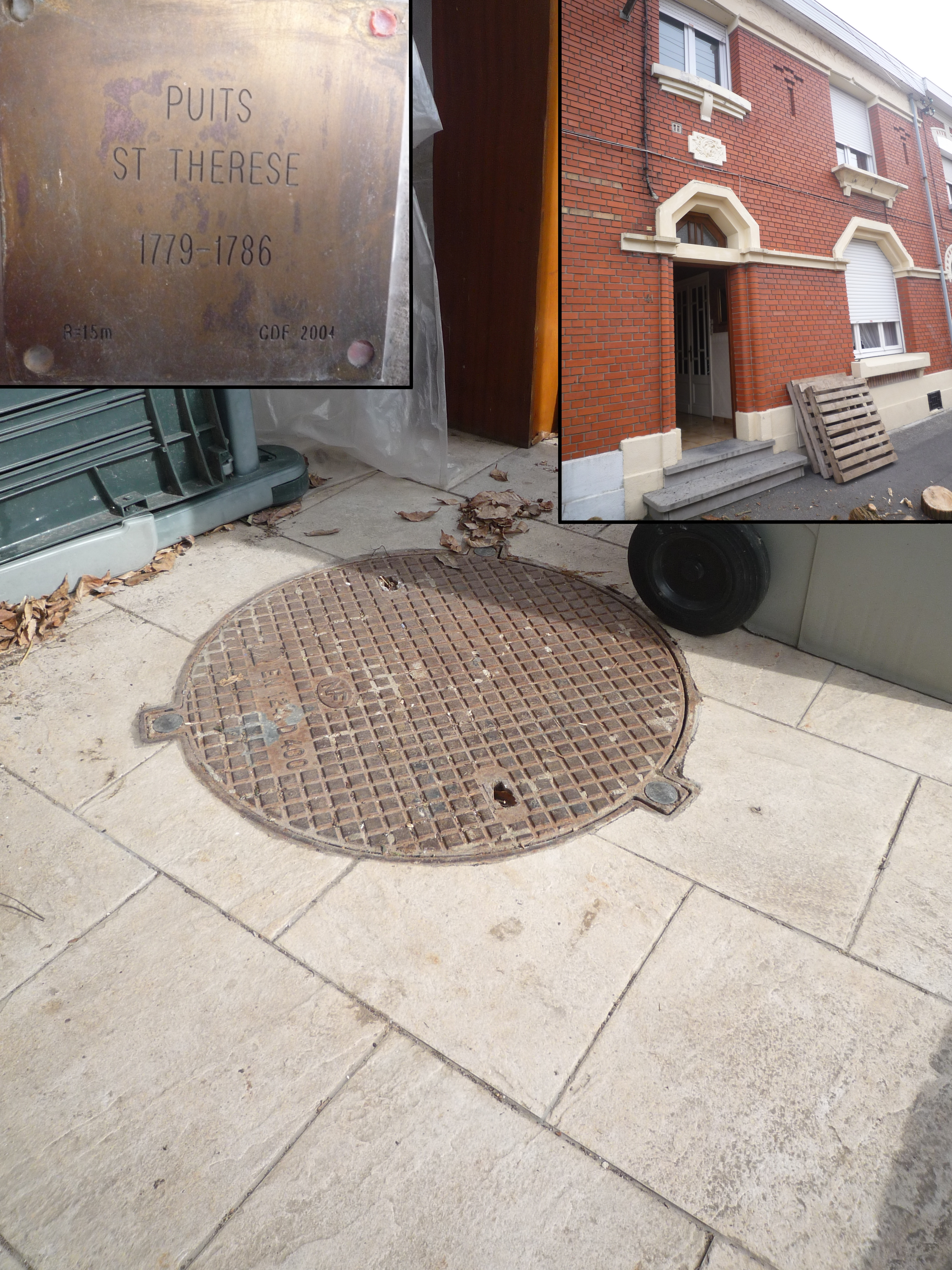
Le puits Sainte Thérèse en mars 2010.

Le diamètre du puits est de 2,15 m, sa profondeur de 248 m. Le cuvelage est en briques. Il y avait deux étages de recette aux profondeurs de 180 m et 200 m.
Puits Sainte Thérèse
50° 19′ 35″ N, 3° 15′ 05″ E
1779 - 1786
Le diamètre du puits est de 2,10 m, sa profondeur de 200 m. Le cuvelage est en briques. Il y avait un étage de recette à la profondeur de 174 m.
Les puits Saint Laurent et Sainte Thérèse sont ouverts en 1779, sur un axe est-ouest, et séparés d'un peu moins de 250 m. Le puits Saint Laurent n'a servi qu'à l'épuisement des eaux. C'est sur cette fosse que fut montée, en 1780, la première machine à feu d'Aniche. Elle fut fournie par une entreprise de Boussu pour le prix de 45 000 livres. En 1786, les deux puits sont abandonnés. L'exhaure cesse au puits Saint Laurent, ce qui a pour conséquence d'inonder les quatre fosses. La Compagnie est au bord de la faillite.

### Fosse Sainte Barbe - Saint Waast
- À Aniche[JLH 4].

Puits Sainte Barbe
50° 19′ 47″ N, 3° 14′ 39″ E
1786 - 1850

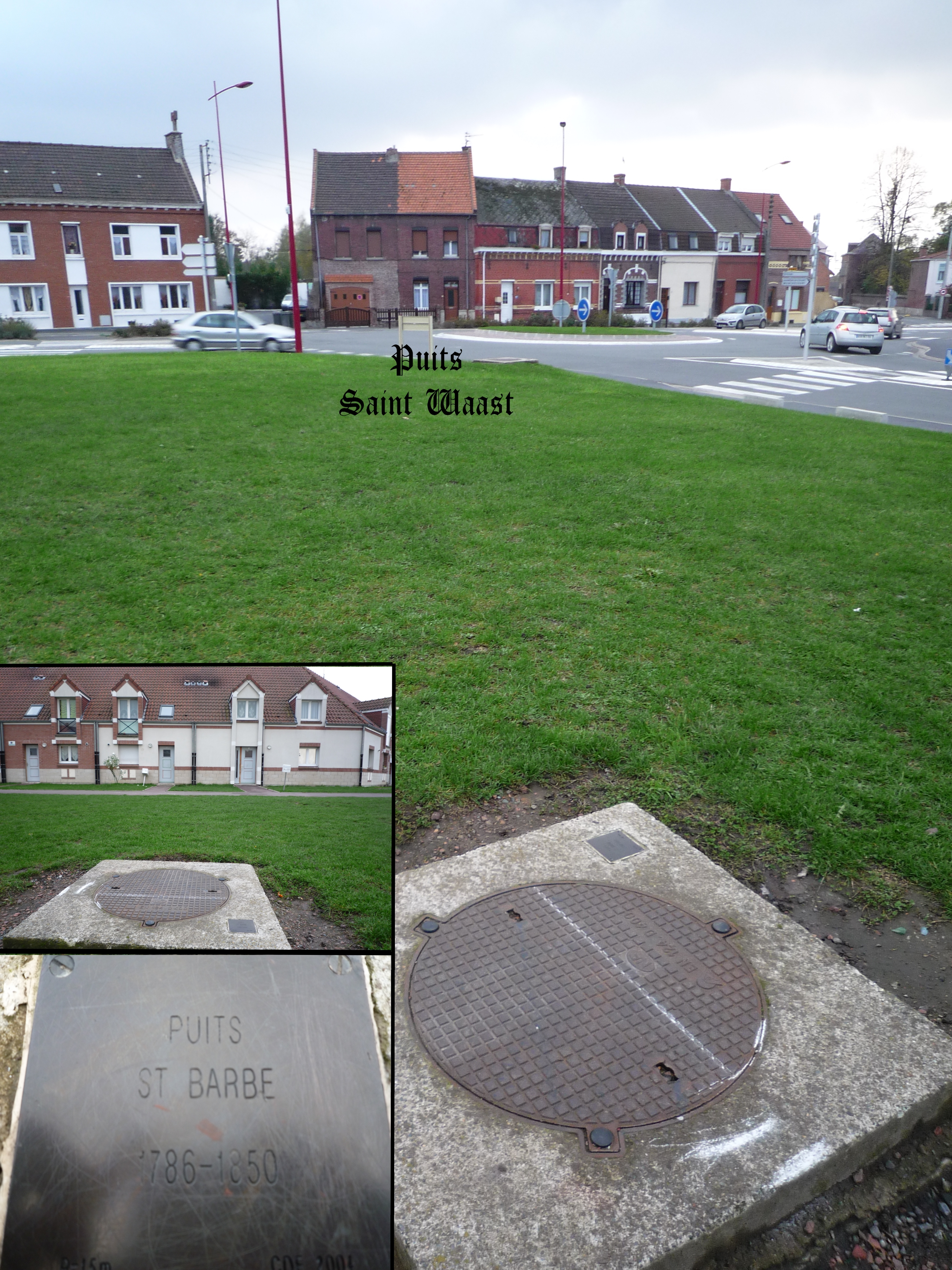
Le puits Sainte Barbe en 2009.

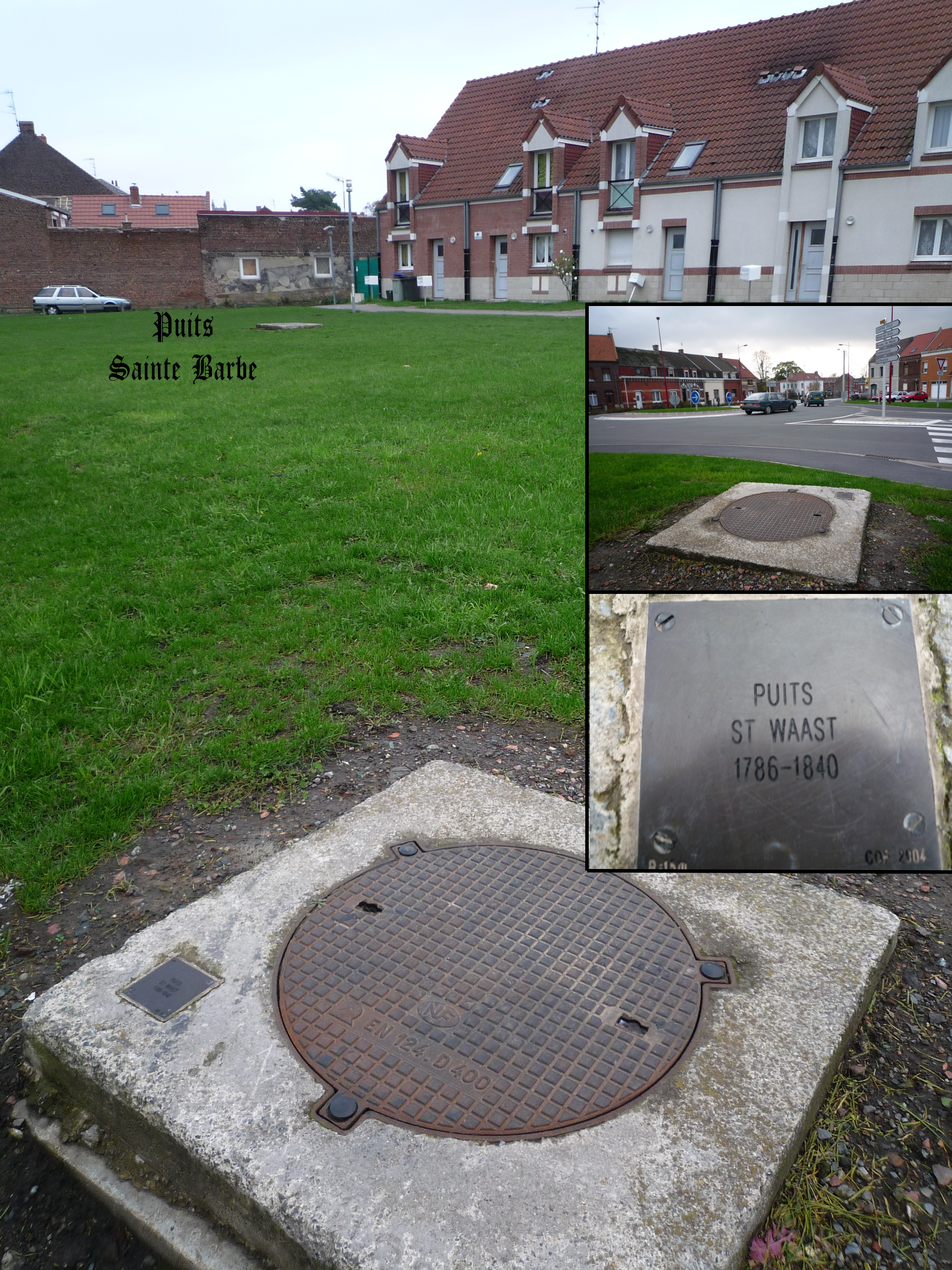
Le puits Saint Waast en 2009.

Le diamètre du puits est de 2,60 m, sa profondeur de 350 m. La composition du cuvelage est inconnue. Le terrain houiller a été atteint à 129 m. Il y avait cinq étages de recette aux profondeurs de 150 m, 197 m, 213 m, 269 m et 293 m.
La fosse Sainte Barbe fut ouverte en 1786, après que les puits Saint Laurent et Sainte Thérèse furent abandonnés. Le charbon fut découvert en 1787, l'extraction commença en 1788. La fosse fut abandonnée et noyée pendant l'invasion des Autrichiens en 1793. L'exploitation fut reprise au bout d'un an, la fosse donna des bénéfices en 1796. On y établit une machine à rotation pour l'extraction en 1810. Il s'agit du plus productif des anciens puits. L'exploitation fut abandonnée en 1839 ou 1840, à 350 mètres de profondeur. Le puits fut ensuite consacré à l'épuisement des eaux avec une machine de Cornouailles jusqu'en 1850, époque à laquelle cette fosse fut comblée après exécution d'un serrement. L'aérage cesse en 1845.
Puits Saint Waast
50° 19′ 47″ N, 3° 14′ 38″ E
1786 - 1840
Le diamètre du puits est de 2,60 m, sa profondeur de 230 m. Le cuvelage est en briques. Le terrain houiller a été atteint à 129 m. Il y avait un étage de recette à la profondeur de 210 m.
La fosse Saint Waast ouvrit en 1786, une machine à feu y fut montée en 1789. Ce puits n'a jamais servi qu'à l'épuisement des eaux. En 1840, on élevait l'eau de 350 m au moyen de onze pompes en répétition, dont sept placées dans le puits Saint Waast, deux dans le puits Sainte Barbe et deux dans un bure. Le mouvement était donné aux pompes de Sainte Barbe par trois balanciers de 6,40 m et aux pompes du bure par un autre balancier. Le puits fut abandonné en 1840 après exécution d'un serrement.

### Fosse Saint Hyacinthe
50° 20′ 05″ N, 3° 14′ 43″ E
1793 - 1840

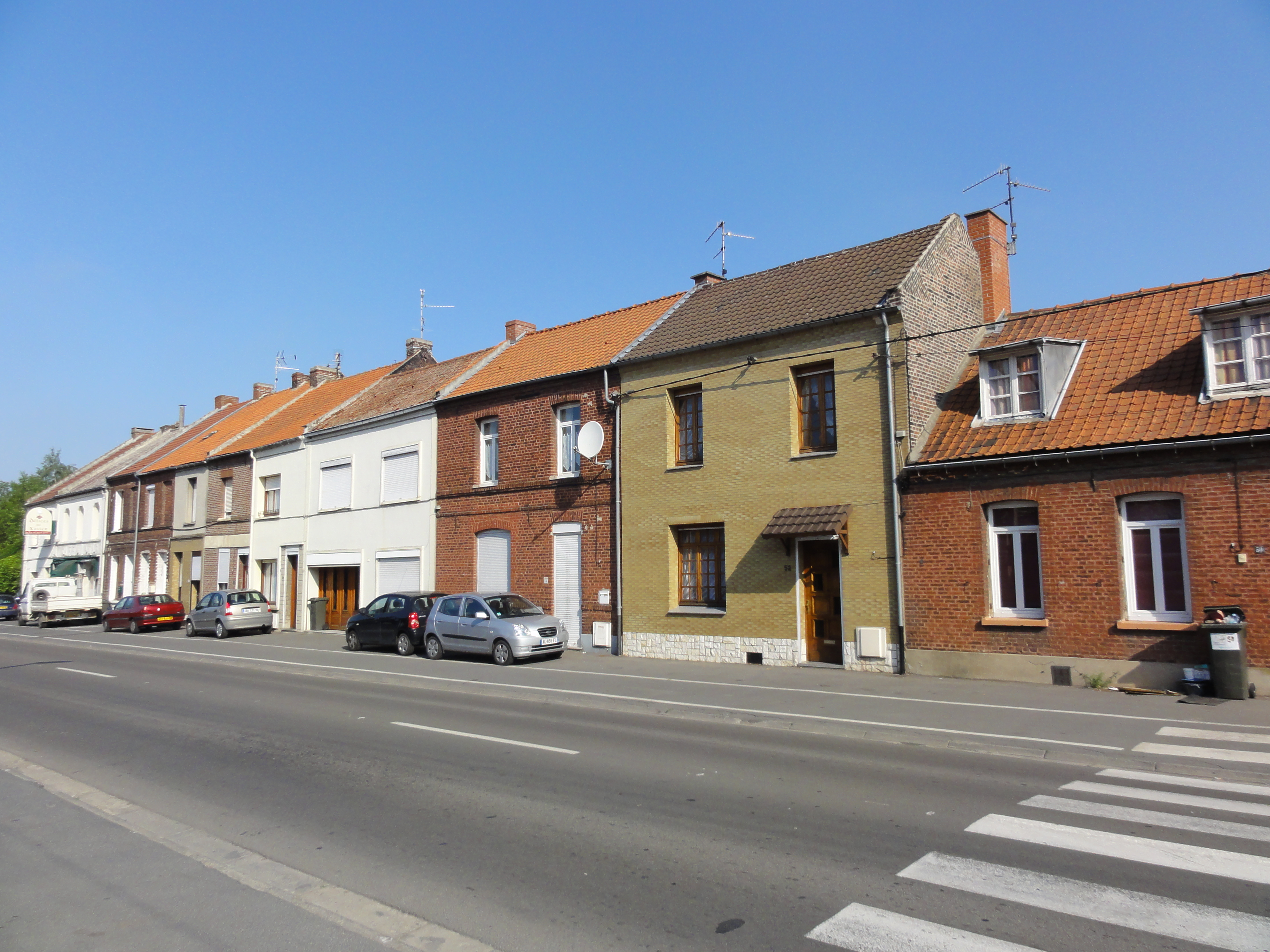
Le puits Saint Hyacinthe se trouve dans la cour d'une de ces maisons.

En 1793 est commencé le puits Saint Hyacinthe à Aniche, avec un diamètre de 2,40 mètres puis 3,20 mètres. Le terrain houiller est atteint à 130 mètres.
Le 7 février 1827, dans la matinée, un foyer qu'on avait l'habitude d'entretenir a communiqué le feu aux échafaudages d'accès au puits de descente des ouvriers. La fumée s'est répandu en abondance à l'intérieur de la mine, elle a asphyxié 46 ouvriers occupés dans les veines à l'extraction de la houille. Sept jeunes gens et deux pères de familles ont été retirés morts. La fosse possède trois étages de recette aux profondeurs de 197, 213 et 233 mètres. Le puits profond de 273 mètres est abandonné en 1840.

### Avaleresse Aglaé
50° 19′ 59″ N, 3° 13′ 52″ E
1798 - 1800

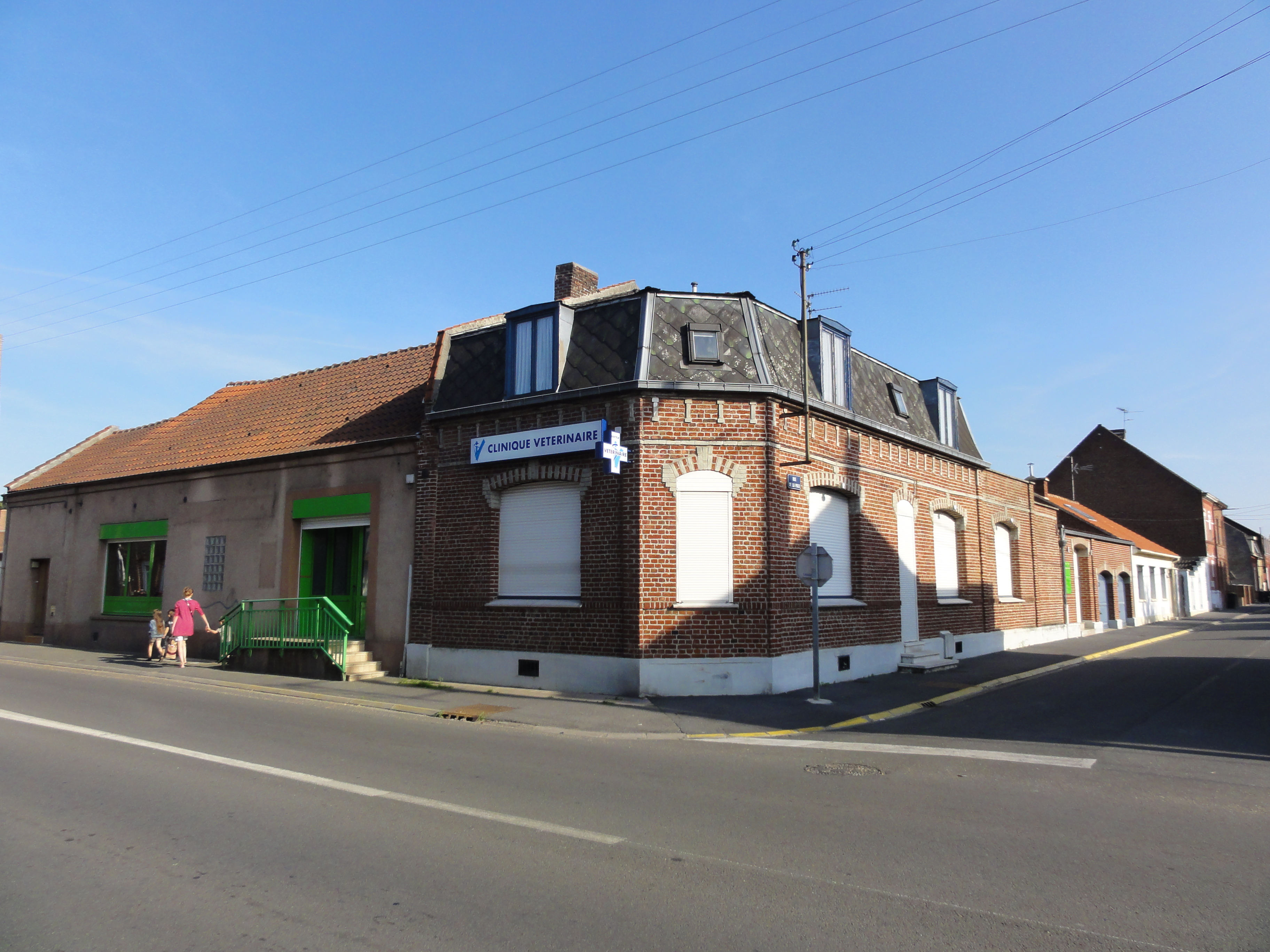
Le terrain sur lequel a été installée la fosse Aglaé.

Le puits Aglaé est commencé en 1798 à Auberchicourt, son diamètre est de 2,60 mètres. La composition du cuvelage est inconnue. L'abondance des eaux entraîne l'abandon du puits en 1799. L'avaleresse, profonde de 60 mètres, est serrementée en 1800. Le terrain houiller n'a pas été atteint, par conséquent, aucun étage de recette n'a pu être ouvert.

### Avaleresse La Paix
50° 19′ 51″ N, 3° 13′ 33″ E
1815 - 1817

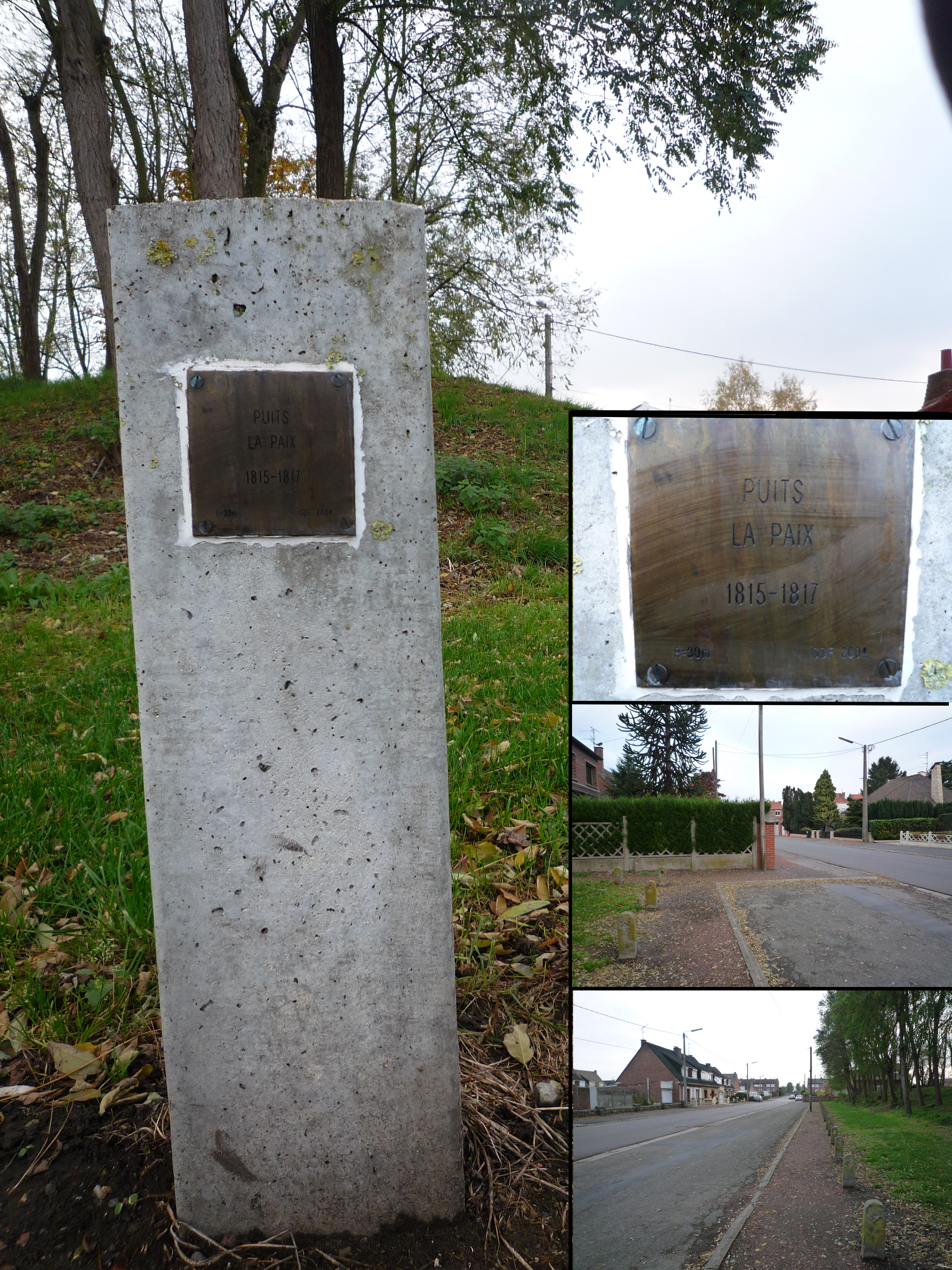
Tête de puits non matérialisée La Paix en 2009.

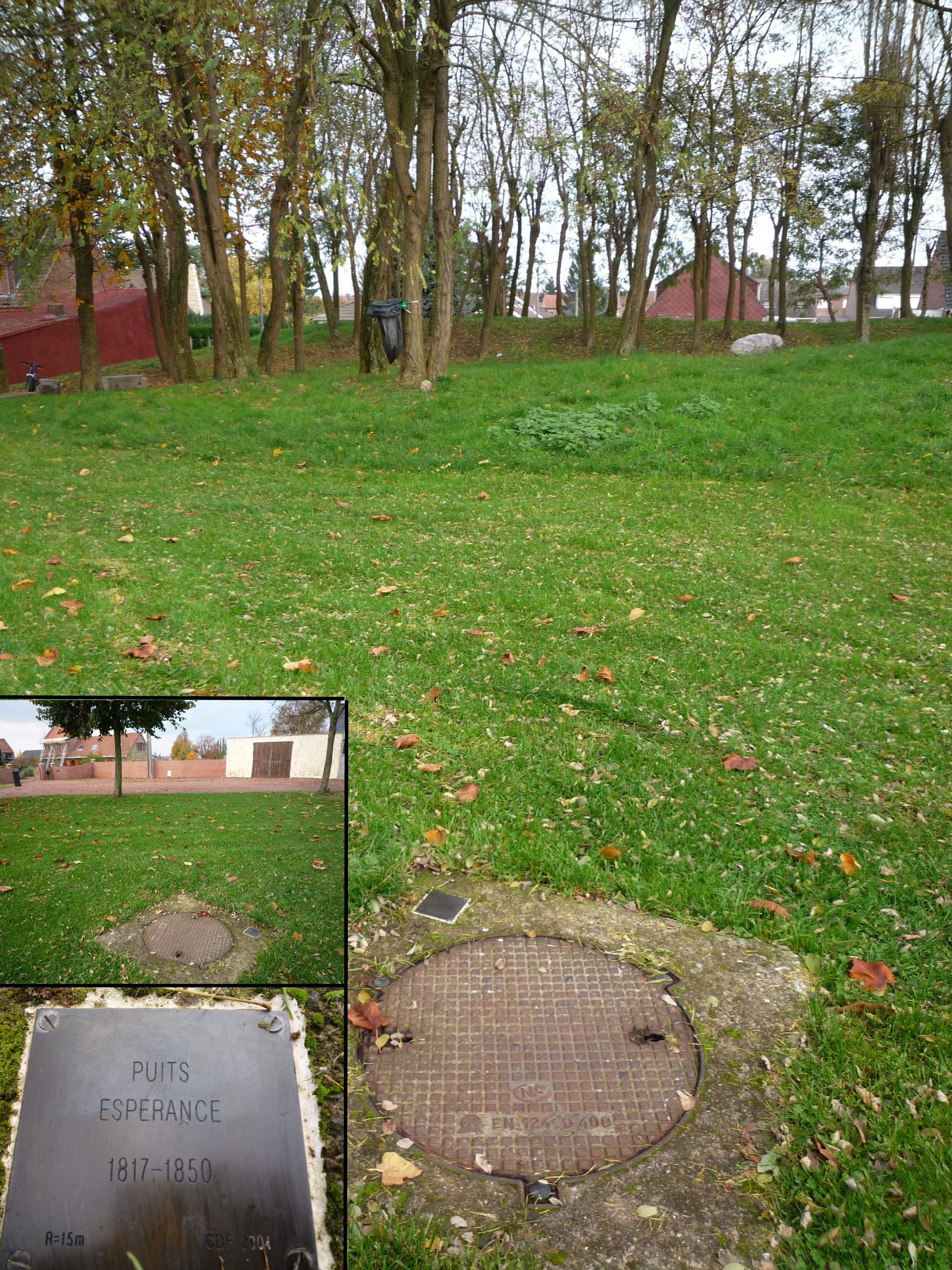
Le puits Espérance en 2009.

Le puits La Paix est ouvert à partir de 1815 à Auberchicourt, avec un diamètre de 2,60 mètres. La composition du cuvelage est inconnue. En 1817, une pièce du cuvelage rompt, et cause l'inondation de la fosse. Le puits, alors profond de 80 mètres est abandonné. Le terrain houiller n'a pas pu être atteint, et aucun étage de recette n'a pu être établi. La même année, un nouveau puits est entrepris.

### Fosse Espérance
50° 19′ 51″ N, 3° 13′ 30″ E
1817 - 1850
Après l'inondation de l'avaleresse La Paix, un nouveau puits, dénommé l'Espérance, est ouvert à Auberchicourt, une cinquantaine de mètres plus à l'ouest. Son diamètre est de 2,50 mètres, son cuvelage est en bois, la section du puits est octogonale et comporte à chaque fois huit pièces de 1,035 mètres de longueur. Le terrain houiller a été atteint à 185 mètres.
Trois étages de recette ont été établis aux profondeurs de 228, 273 et 293 mètres. Le puits, profond de 333 mètres, est abandonné en 1850.

### Fosse Mastaing
50° 17′ 58″ N, 3° 17′ 27″ E
1835 - 1838

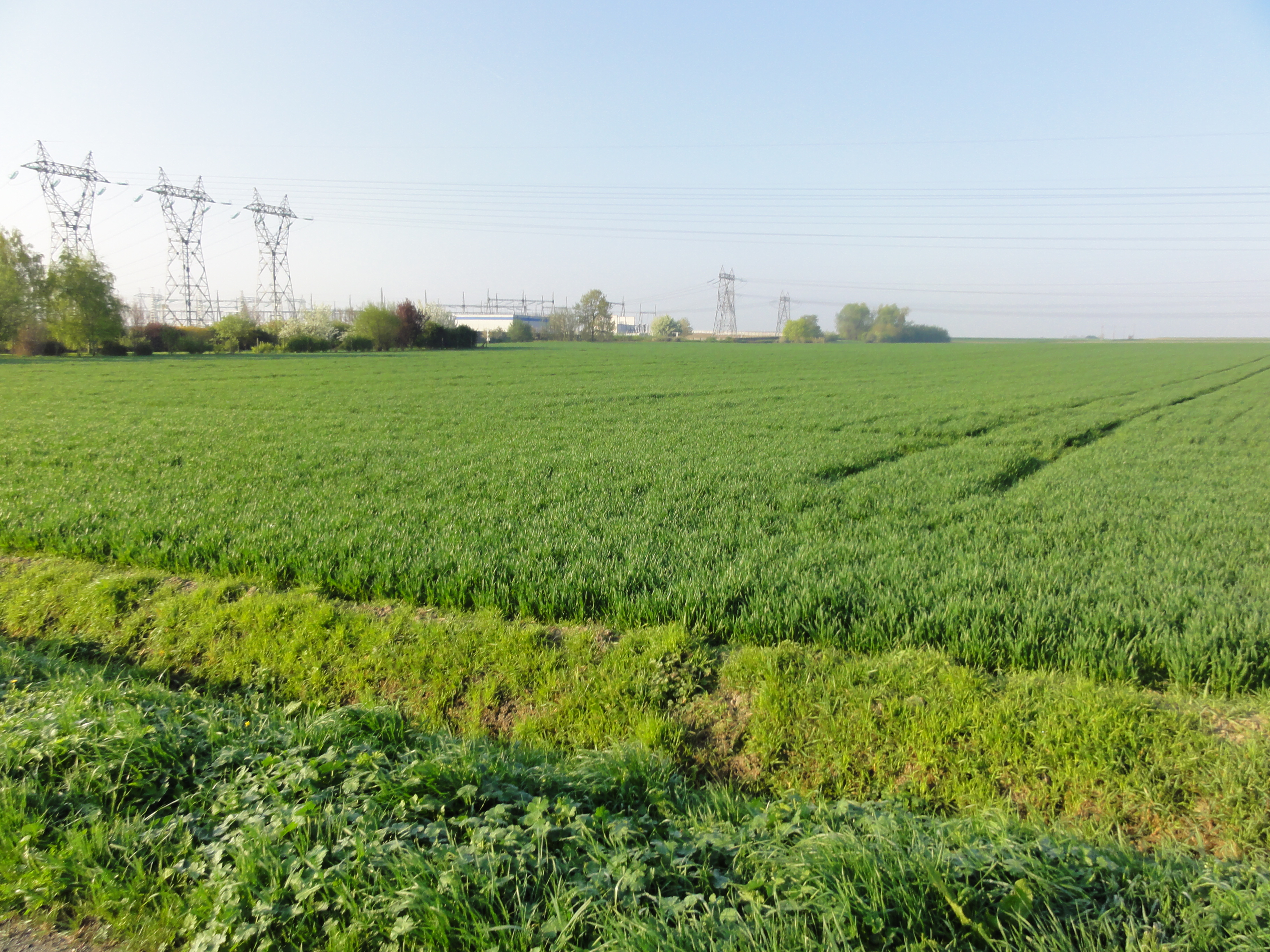
Le champ dans lequel a été creusée la fosse de Mastaing.

Dans le but de trouver un nouveau gisement, à l'est des fosses existantes, un puits dénommé fosse de Mastaing est creusé jusqu'à 143 m de profondeur, à Mastaing. Il est aussi nommé sondage de la ferme Lestoquoi. Plusieurs centaines de mètres de galeries sont creusés : 109 m de galeries vers le sud, 82 m vers l'est, et 108,50 m vers le nord. Les galeries donnent de l'eau, mais elle est épuisée par un manège à chevaux. La houille n'y est pas découverte. La fosse est par conséquent abandonnée en 1838. Un sondage fut effectué à proximité de la fosse, un peu plus au nord, et amené jusque 110 m, mais il n'est pas daté.

### Fosse Aoust
50° 20′ 00″ N, 3° 15′ 58″ E
1836 - 1871

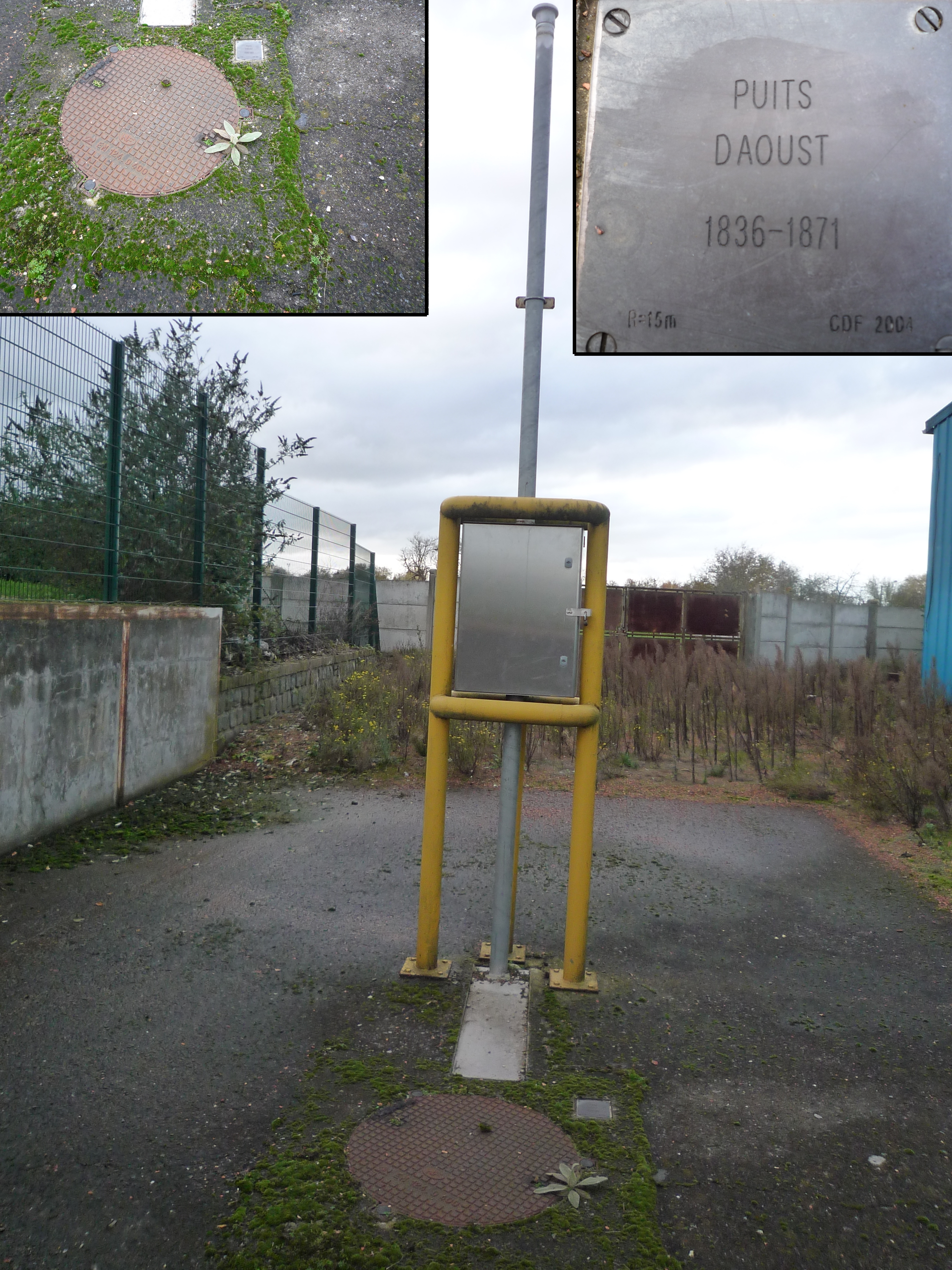
La sépulture du puits d'Aoust en 2009.

Le diamètre du puits est de 2,60 m, sa profondeur de 353 m. La composition du cuvelage est inconnue. Le terrain houiller a été atteint à 148 m. Il y avait deux étages de recette aux profondeurs de 242 m et 295 m.
Le puits de la fosse d'Aoust est foncé en 1836 à Aniche, non loin de la limite avec la concession de la Compagnie des mines d'Anzin, à l'est des veines de la fosse Sainte Barbe. Le puits a été approfondi jusqu'à 357 m de profondeur mais les ouvriers sont tombés sur des terrains brouillés et la fosse n'est entrée en production qu'en 1845, soit neuf ans après le début des travaux et n'a produit que jusqu'en 1860. 158 080 tonnes de charbon furent produites en tout. Les couches rencontrées appartenaient au faisceau des anciennes fosses d'Aniche. La fosse fut abandonnée en 1871, après exécution d'un serrement. Sur le site de cette fosse se trouve désormais un hangar, le puits se situe juste derrière, à l'extérieur. Sur le terril (no 132) a été installée la déchèterie d'Aniche.

### Fosse La Renaissance
50° 20′ 45″ N, 3° 16′ 25″ E
1839 - 1890

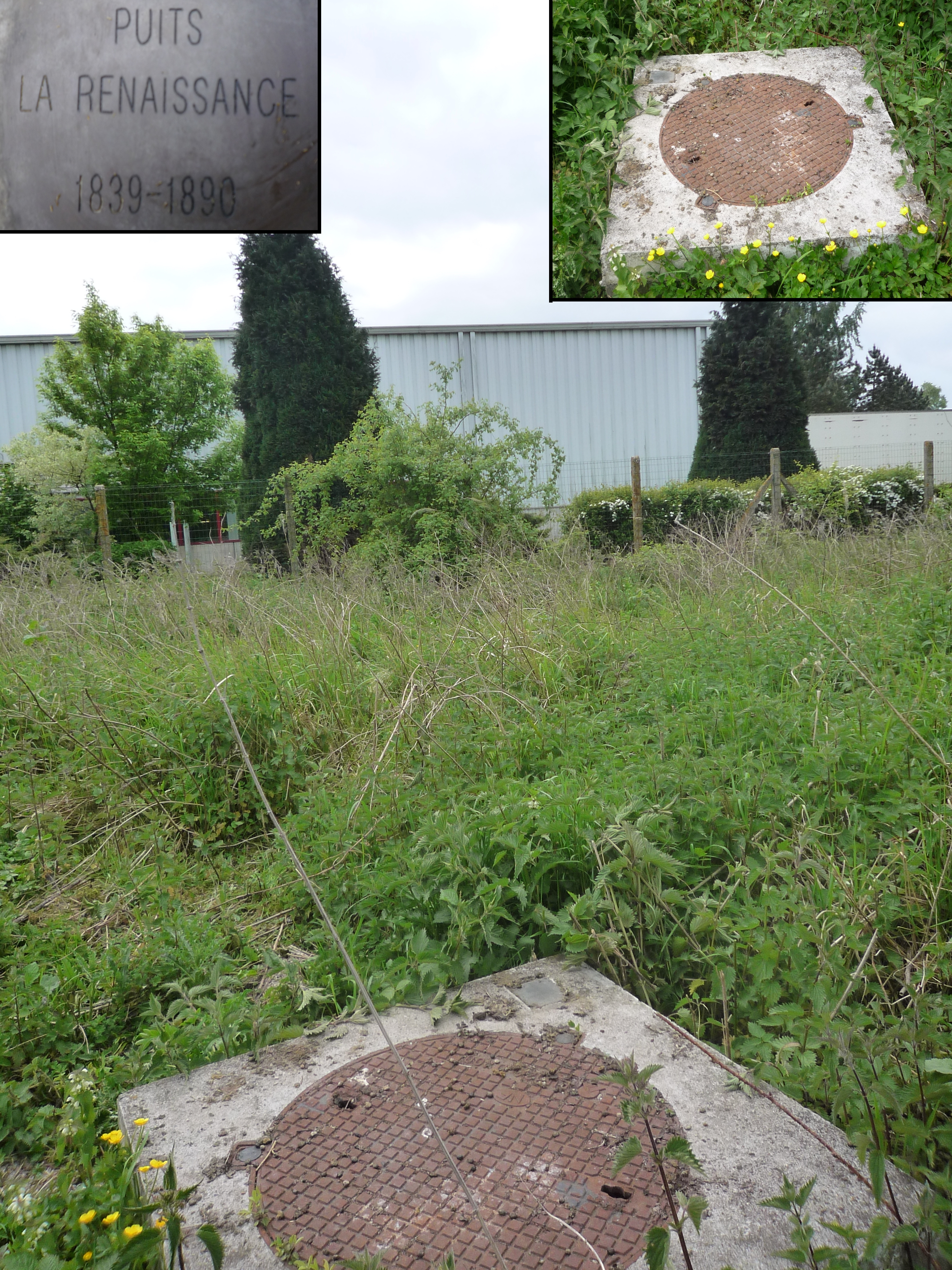
Sépulture du Puits La Renaissance en 2009.

Le diamètre du puits est de 2,60 m, sa profondeur de 380 m. Il y a une chemise en fonte dans le cuvelage. Le terrain houiller a été atteint à 140 m. Il y avait six étages de recette aux profondeurs de 170 m, 182 m, 196 m, 222 m, 306 m et 347 m.
Le puits est foncé en 1839 sur le territoire de Somain. La fosse commence à extraire en 1841. En raison de la productivité de cette fosse, un second puits nommé Saint Louis est creusé à 460 m au Sud. Elle s'arrête en 1862 par suite d'une rencontre d'eau. Après 1872, ce puits est utilisé pour l'aérage et le personnel. Il fut remblayé en 1890 après avoir produit 480 336 tonnes de charbon.
Situé sur la Zone Industrielle du même nom, le puits n'est pas remblayé sur ses quarante premiers mètres de profondeur, sauf au niveau du sol par une dalle de béton. Il est localisé entre l'usine Faurécia et la rocade.

### Fosse Saint Louis
50° 20′ 30″ N, 3° 16′ 25″ E
1843 - 1925

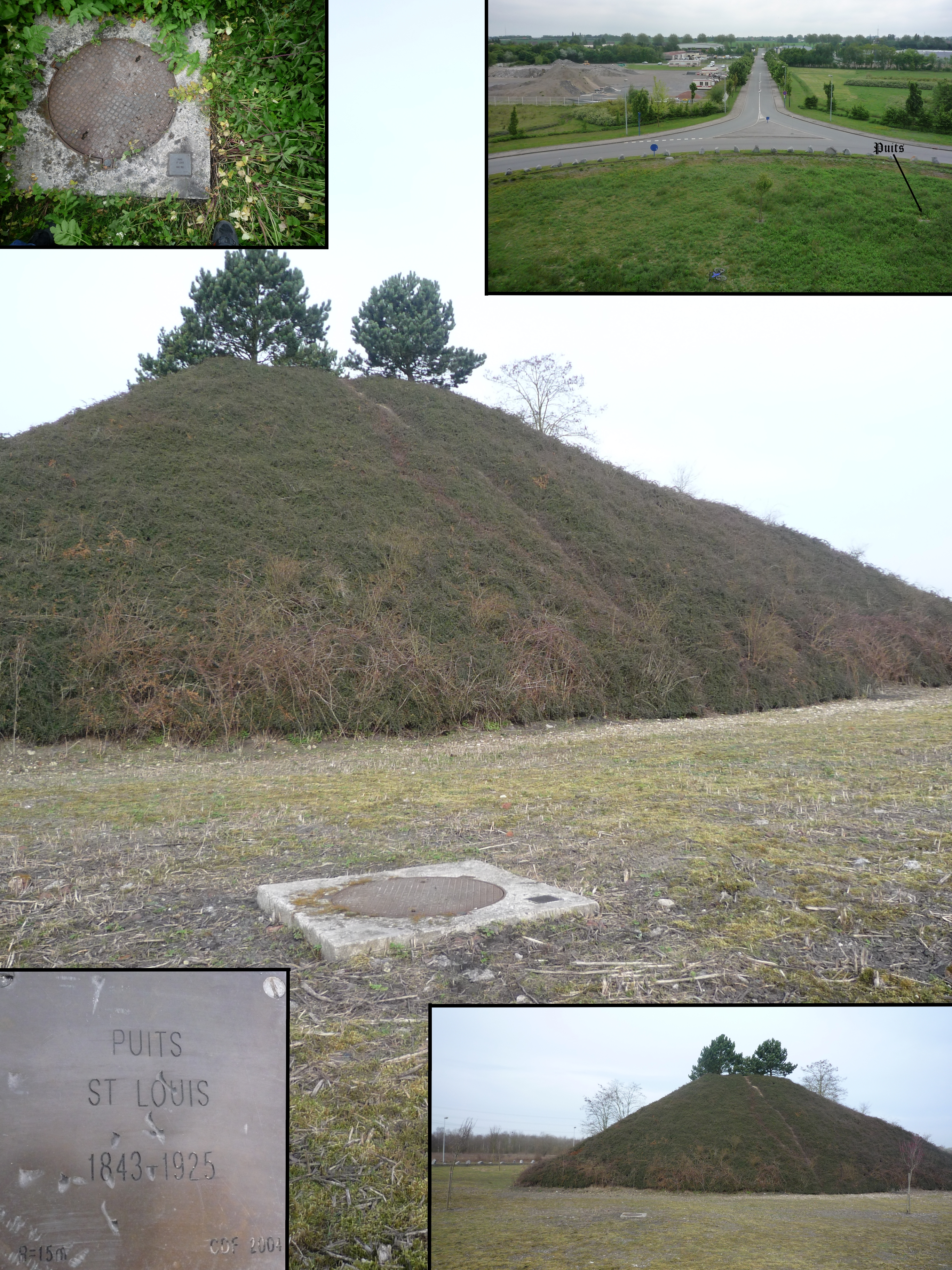
La tête de puits matérialisée Saint Louis en mars 2010.

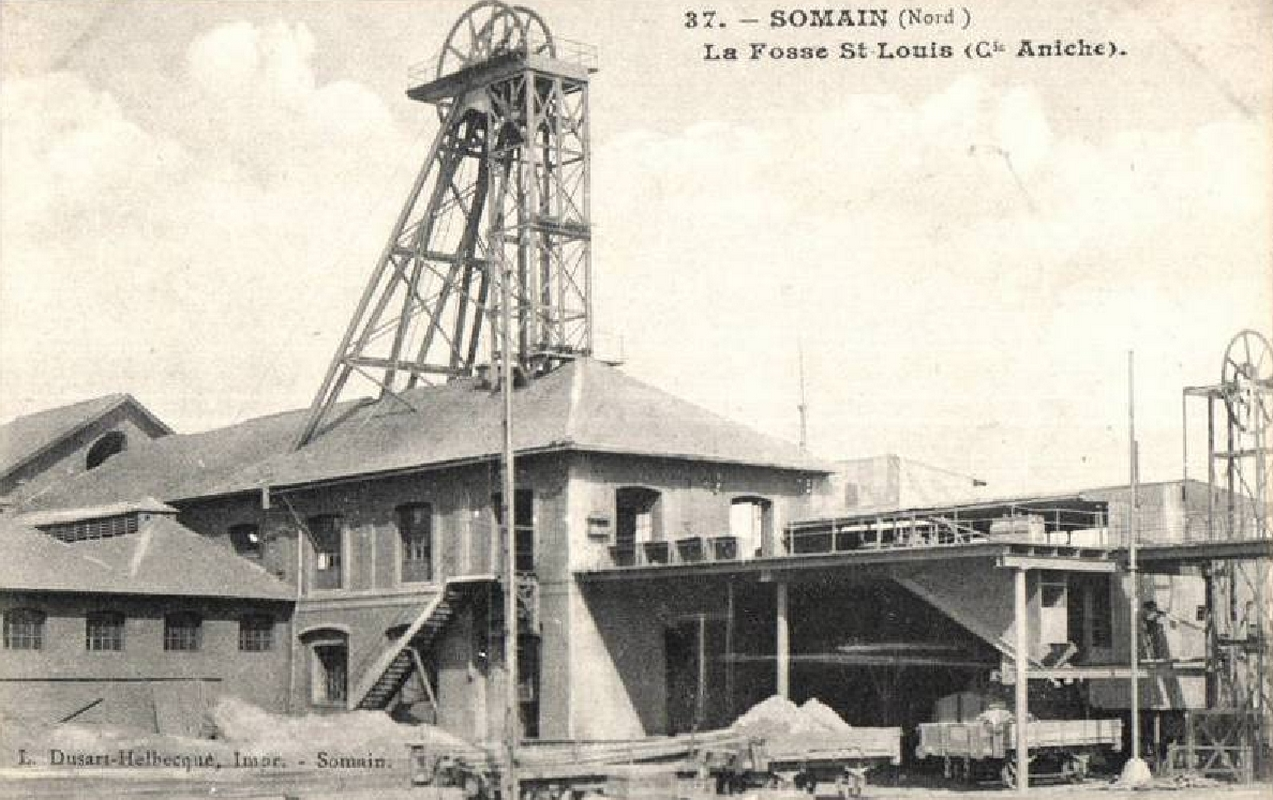
La fosse Saint Louis vers 1910.

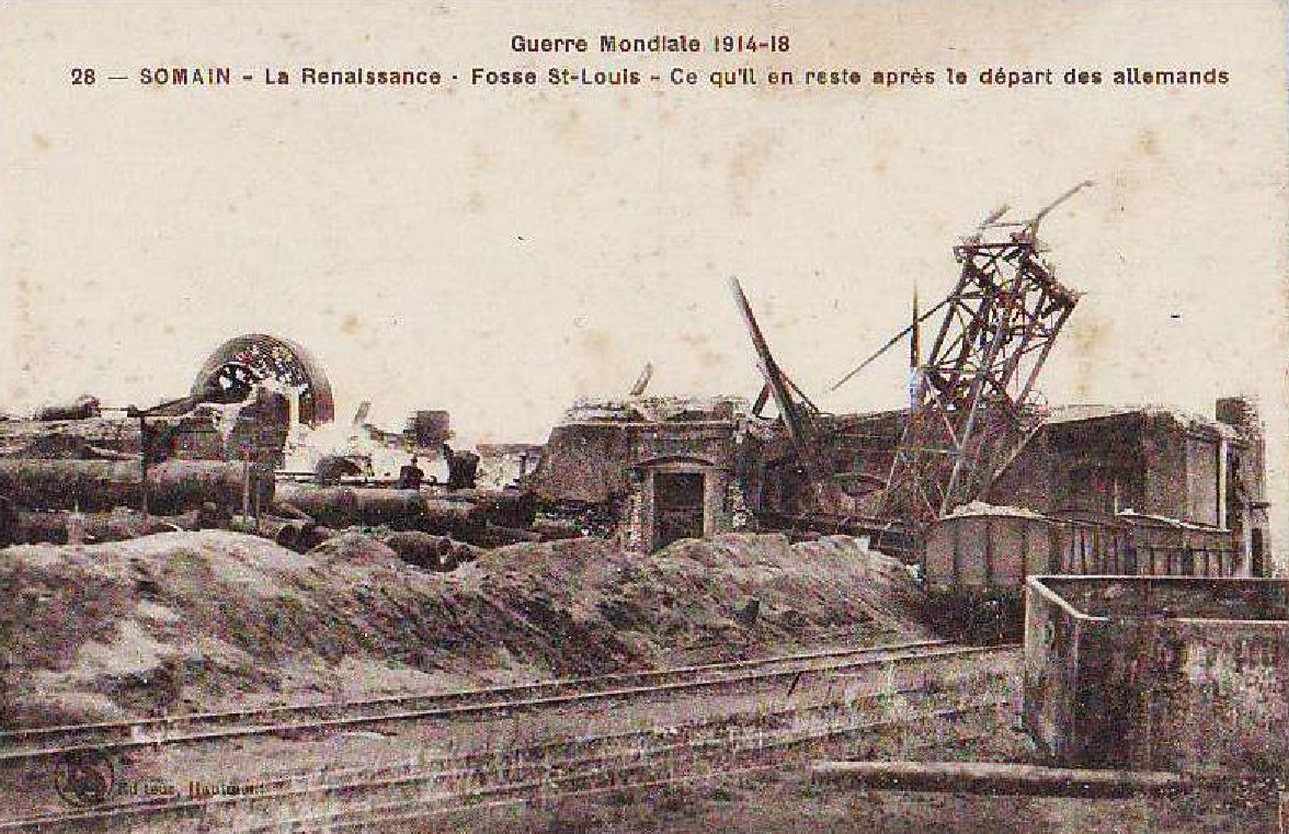
Après la Première Guerre mondiale.

Le puits est foncé en 1843 sur le territoire de Somain, au sud de la ville, avec pour la première fois un diamètre de trois mètres,. Le cuvelage est en bois de 12,20 à 88,20 mètres. Le terrain houiller a été atteint à 156 mètres. La fosse extrait du charbon en 1845 et dès 1849, les cuffats sont remplacés par des cages. Il y a neuf étages de recette établis aux profondeurs de 197, 234, 266, 306, 347, 360, 414, 500 et 595 mètres.
En 1883, toutes les installations sont modernisées. En 1885, le guidage en bois est remplacé par un guidage métallique, et un triage est installé. Le puits cesse son activité en 1914 à cause de la Première Guerre mondiale, après avoir produit 4 641 042 tonnes, ses 606 mètres sont remblayés en 1925.
Cette fosse se situe sur la zone industrielle La Renaissance, juste au pied du petit terril conique Saint Louis (no 126), au centre du rond-point. Ce dernier a été en partie exploité et était à l'origine plus étendu.

### Fosse Fénelon
50° 20′ 12″ N, 3° 16′ 26″ E
1847 - 1925

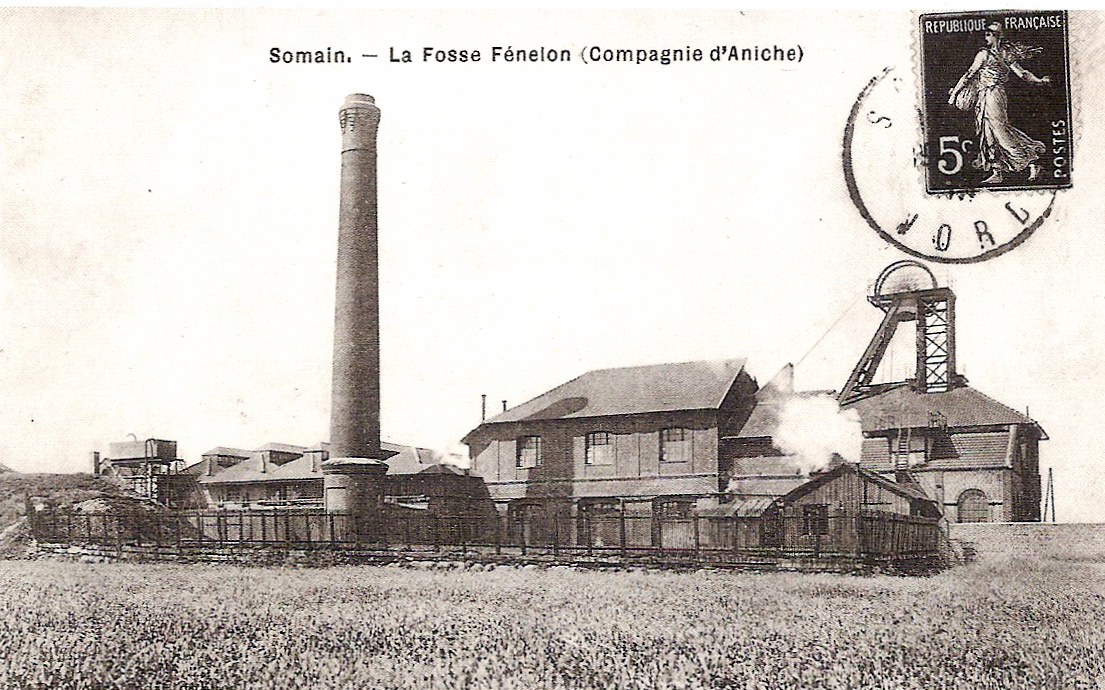
La fosse Fénelon vers 1900.

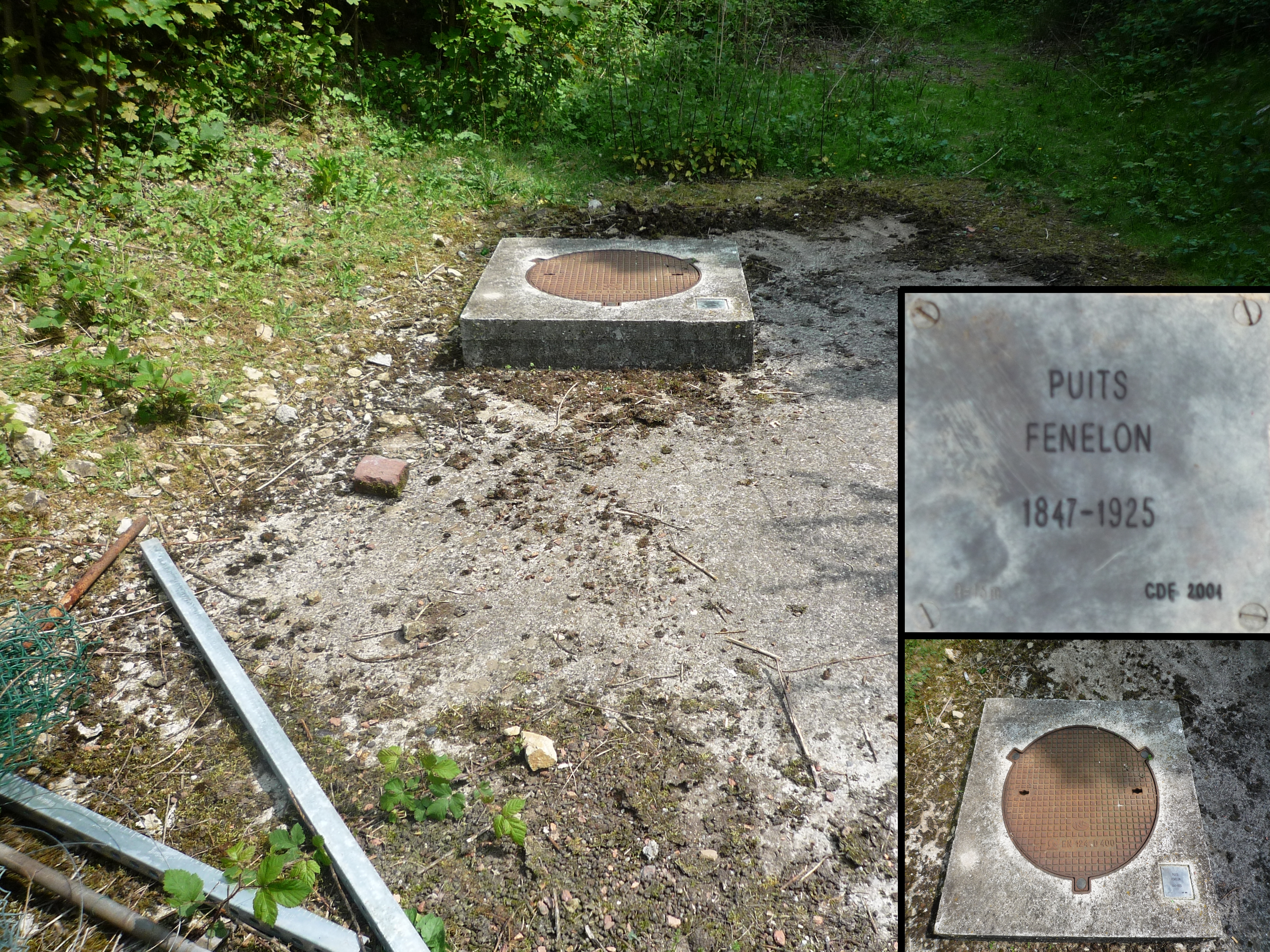
Tête de puits matérialisée Fénelon en 2009.

Le diamètre du puits est de 3 m, sa profondeur de 724 m. Le cuvelage est en bois de 11,30 m à 78,30 m. Le terrain houiller a été atteint à 160 m. Il y avait onze étages de recette aux profondeurs de 185 m, 217 m, 251 m, 285 m 319 m, 360 m, 414 m, 500 m, 579 m, 595 m et 715 m.
Située à l'extrême sud de Somain, dans le bosquet près de la route de Douai, sur le territoire d'Aniche.
Le 28 novembre 1900, vingt-et-un ouvriers sont tués par l'explosion de 148 kg dynamite à la fosse Fénelon.

### Fosse Traisnel
50° 20′ 38″ N, 3° 15′ 23″ E
1848 - 1952

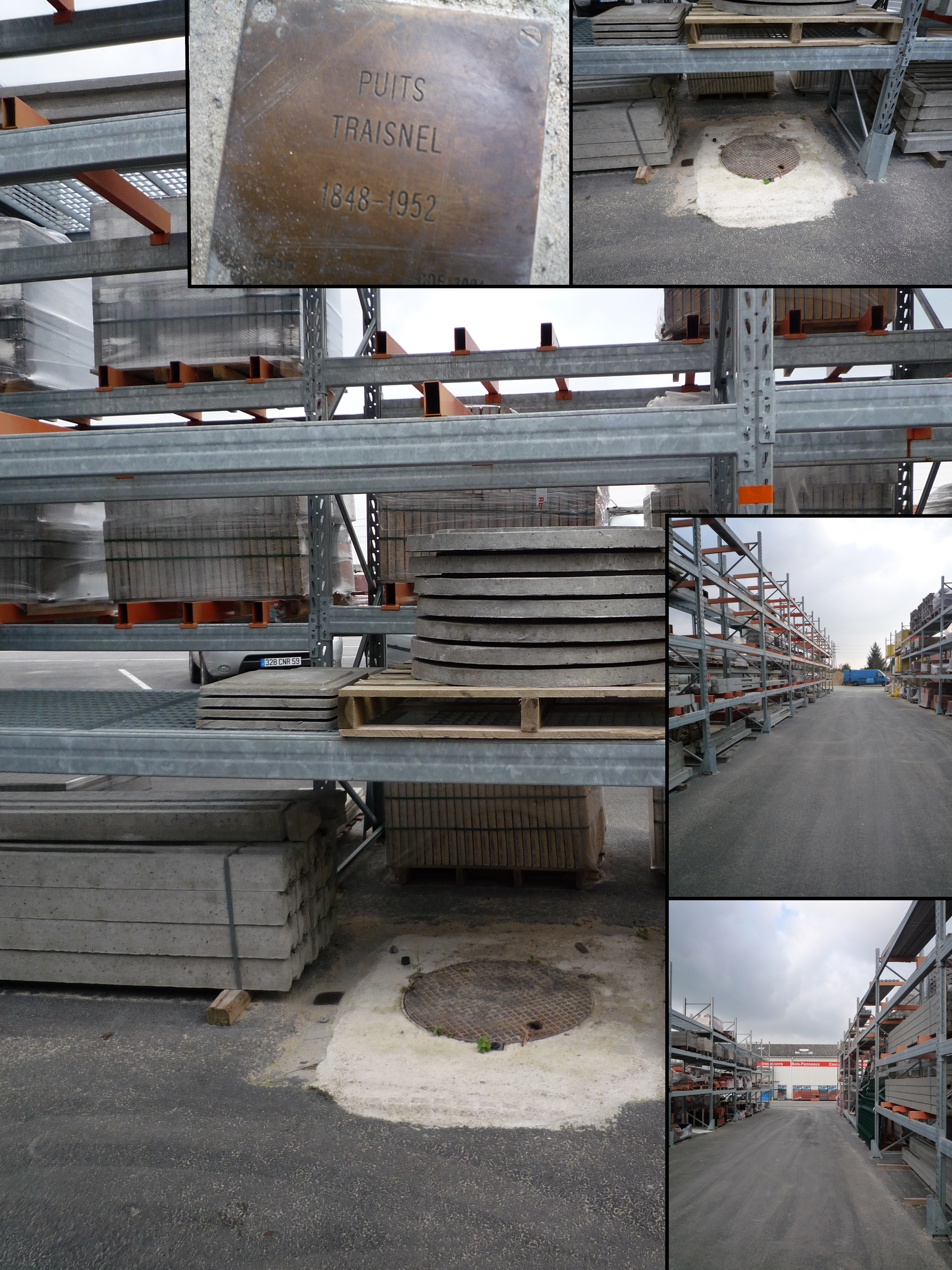
Sépulture du Puits Traisnel en 2009.

Le diamètre du puits est de 3 m, la profondeur atteinte de 393 m. Le terrain houiller a été atteint à 126 m. Il y avait cinq étages de recettes : 180 m, 214 m, 277 m, 330 m et 393 m. Le cuvelage est en bois de 8,40 m à 68,20 m.
Le puits Traisnel est foncé à partir de 1848 à Aniche. En 1850, on rencontre l'eau dans des grès, et on est obligé de monter une machine d'épuisement à traction directe de 60 chevaux. Les eaux diminuent petit à petit et, en 1856, on peut les épuiser avec les terres. L'extraction y est suspendue depuis 1876, la fosse sert à l'aérage de la fosse Archevêque. Le puits a été remblayé en 1952. Il a été bouché en 1980 lors de la construction du bâtiment de Point P par deux dalles de béton. La dalle basse est suspendue par des chaines à la dalle supérieure. Il se situe au centre dans la partie gauche de l'entrée, au niveau de la zone de stockage des matériaux. Des terrils, il ne subsiste plus rien.

### Fosse Gayant
Avaleresse Gayant
1852 - 1852
Puits Gayant no 1
50° 22′ 52″ N, 3° 06′ 12″ E
1852 - 1978

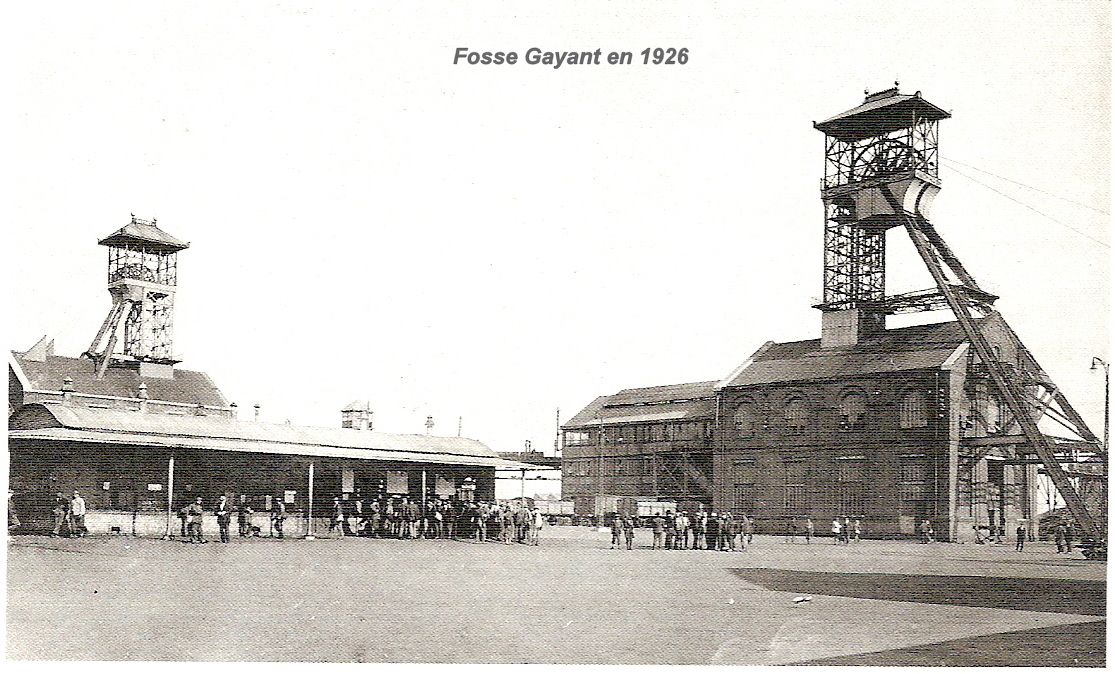
La fosse Gayant en 1926.

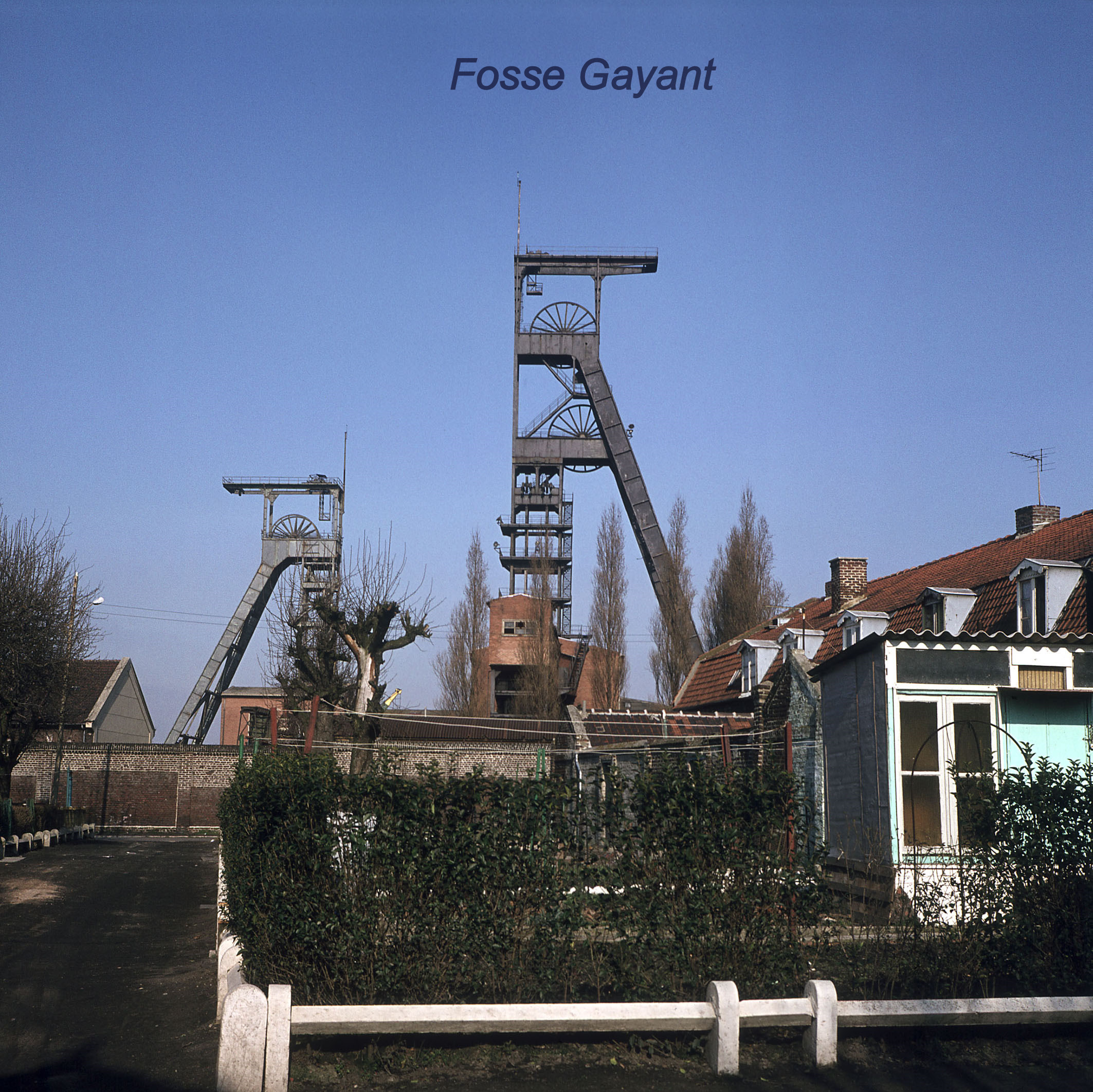
La fosse Gayant en 1975.

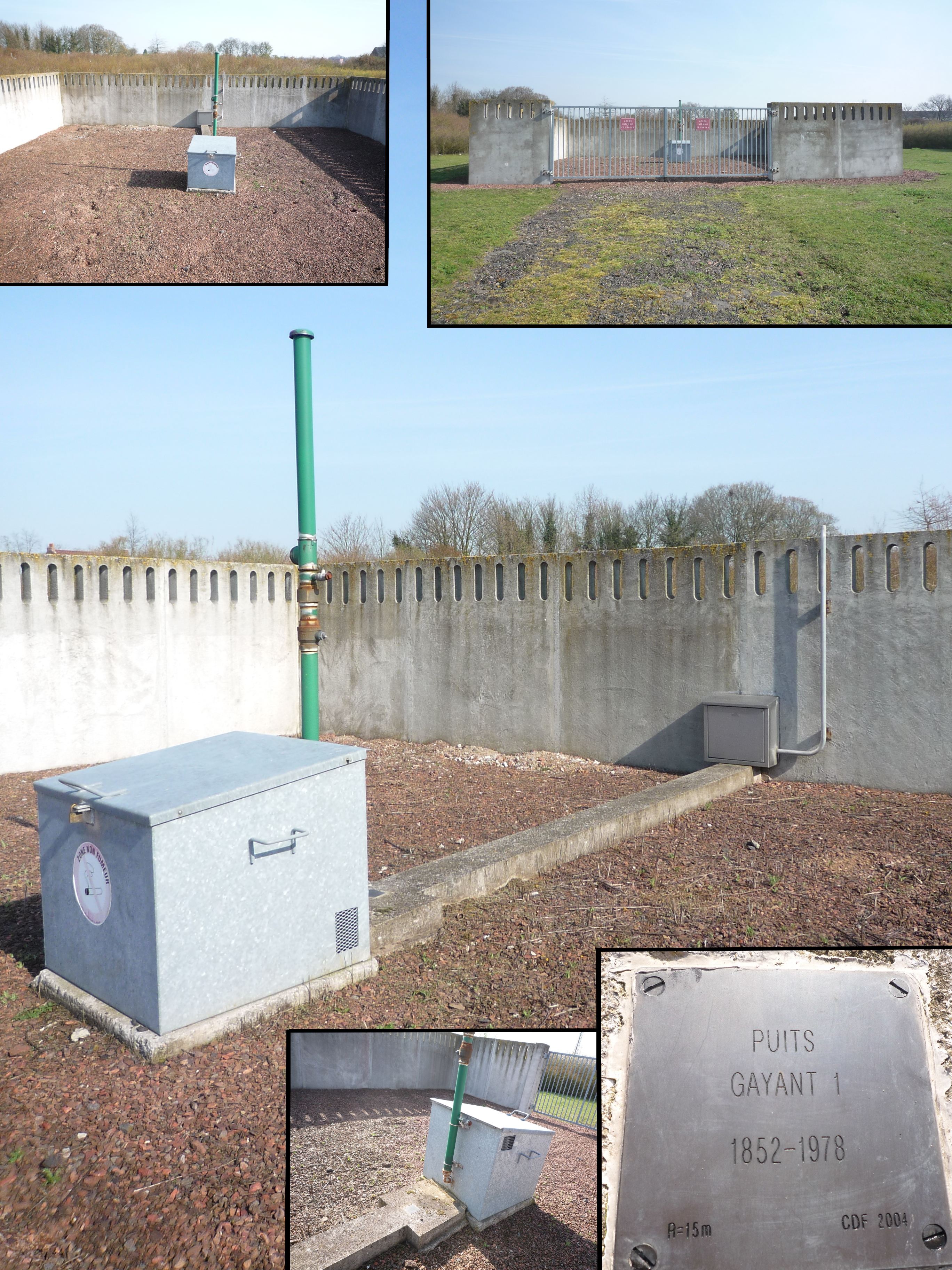
Tête de puits matérialisée Gayant no 1.

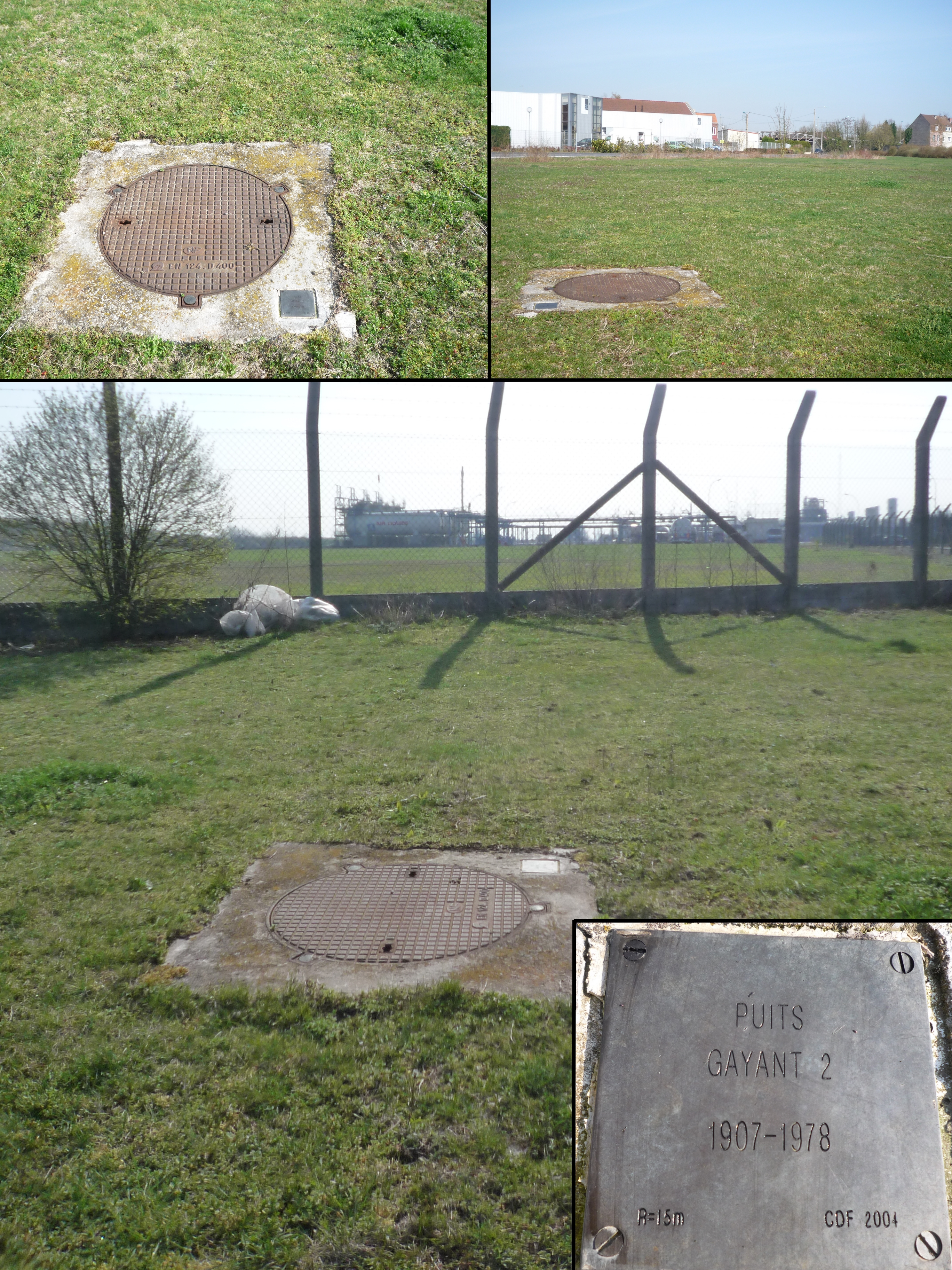
Tête de puits matérialisée Gayant no 2.

Le diamètre du puits est de 5,10 m, sa profondeur de 853 m. Le cuvelage est en fonte de 3,06 m à 83,33 m. Le terrain houiller a été atteint à 153,30 m. Il y avait neuf étages de recette aux profondeurs de 183 m, 254 m, 314 m, 374 m, 440 m, 450 m, 540 m, 650 m et 700 m.
Puits Gayant no 2
50° 22′ 49″ N, 3° 06′ 11″ E
1907 - 1978
Le diamètre du puits est de 5,10 m, sa profondeur de 703 m. Le cuvelage est en fonte de 1,32 m à 85,42 m. Le terrain houiller a été atteint à 153,30 m. Il y avait neuf étages de recette aux profondeurs de 183 m, 254 m, 314 m, 374 m, 440 m, 450 m, 540 m, 650 m et 700 m.
La fosse Gayant est située à Waziers. Gayant est devenu dans les années 1960 un siège de concentration notamment avec les puits Notre-Dame, situés à peine un kilomètre plus loin. Sur son site se trouvaient également des fours à coke et un lavoir.
Le puits no 1 cesse de fonctionner le 3 mars 1978 avec l'arrêt de la fosse Dechy. Le no 2 arrête le 31 mars 1978. Près de 26 000 000 tonnes ont été extraites de la concentration de Gayant auxquelles il faut ajouter les 13 428 000 tonnes de charbon remontés avant la concentration. Les puits no 1 et no 2 sont remblayés en septembre 1978.
Les chevalements, derniers symboles encore debout sur le site sont abattus. Le no 2 tombe le 14 avril 1981 et le no 1 resté seul au milieu d'un immense champ de ruines, est foudroyé le 3 juin 1981.

### Fosse Archevêque
50° 20′ 23″ N, 3° 15′ 22″ E
Le Journal Le Courrier Douaisien du 21 juin 1854 écrit : « La fosse de la Compagnie d'Aniche, qui a été bénie récemment par Mgr l'Archevêque de Cambrai portera le nom de Fosse de Mgr Régner. La même compagnie houillère a déjà une fosse qui porte le nom de Fénélon. Ce sont là pour nos braves travailleurs de biens doux patronages. »
1854 - 1969

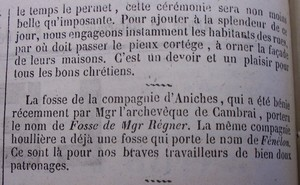
Article du journal "Le Courrier Douaisien" du 21-6-1854
(Le haut de l'article ne concerne pas la fosse)

Le diamètre du puits est de 4 m, il est profond de 589 m. Le terrain houiller a été atteint à 126 m. Il y avait sept étages de recettes : 199 m, 214 m, 277 m, 330 m, 400 m, 490 m et 590 m. Le cuvelage est en bois de 5,65 m à 70,65 m.
La fosse est entreprise à Aniche. C'est la fosse ayant eu la plus longue durée d'exploitation de la compagnie. À côté de son puits se trouve le Terril Archevêque (no 217)
Ancienne fosse des Mines d'Aniche arrêtée depuis 1938, elle devait être approfondie et modernisée. La guerre ne permit pas la réalisation de ce projet et la fosse ne servit plus à l'extraction. Elle n'assure plus que l'aérage et l'exhaure pour la fosse Sainte Marie, située environ deux kilomètres à l'ouest. Le puits est remblayé en 1969. Le carreau sert de dépôt de matériel pour le Groupe de Douai. Le chevalet est abattu le 13 mai 1976.

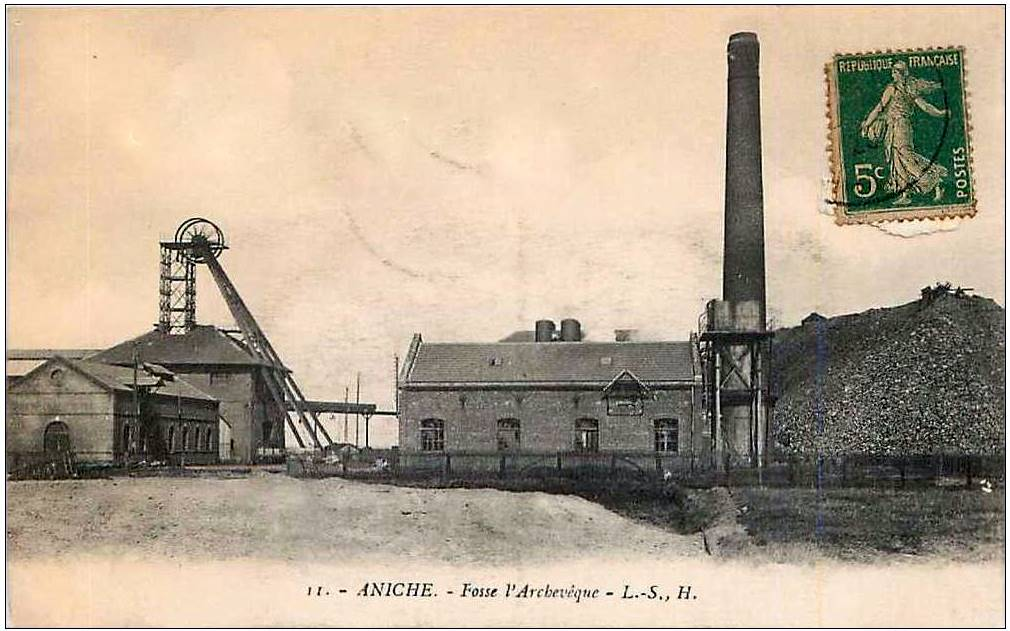
La fosse l'Archevêque vers 1920.
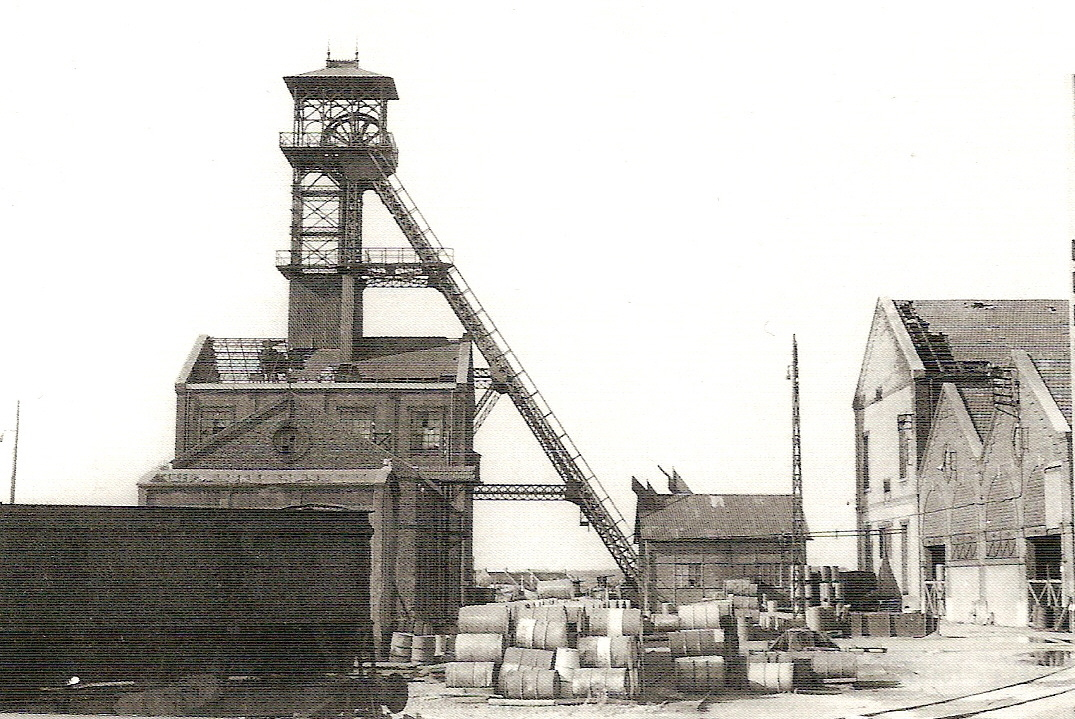
La fosse l'Archevêque en 1975.
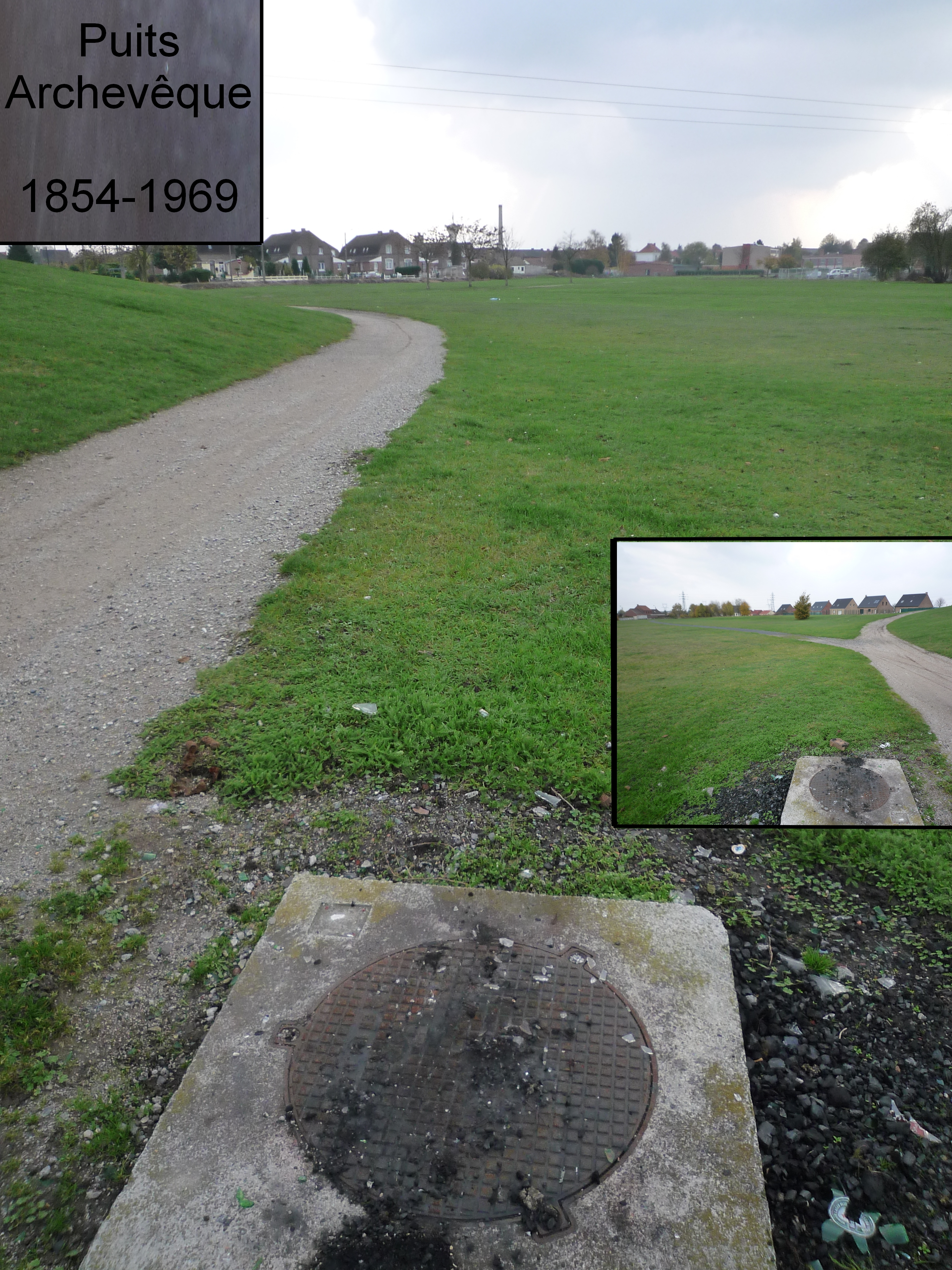
La sépulture du Puits Archevêque en 2009.

### Fosse Sainte Marie
- À Auberchicourt[JLH 16].

Puits Sainte Marie no 1
50° 20′ 27″ N, 3° 13′ 49″ E
1857 - 1969

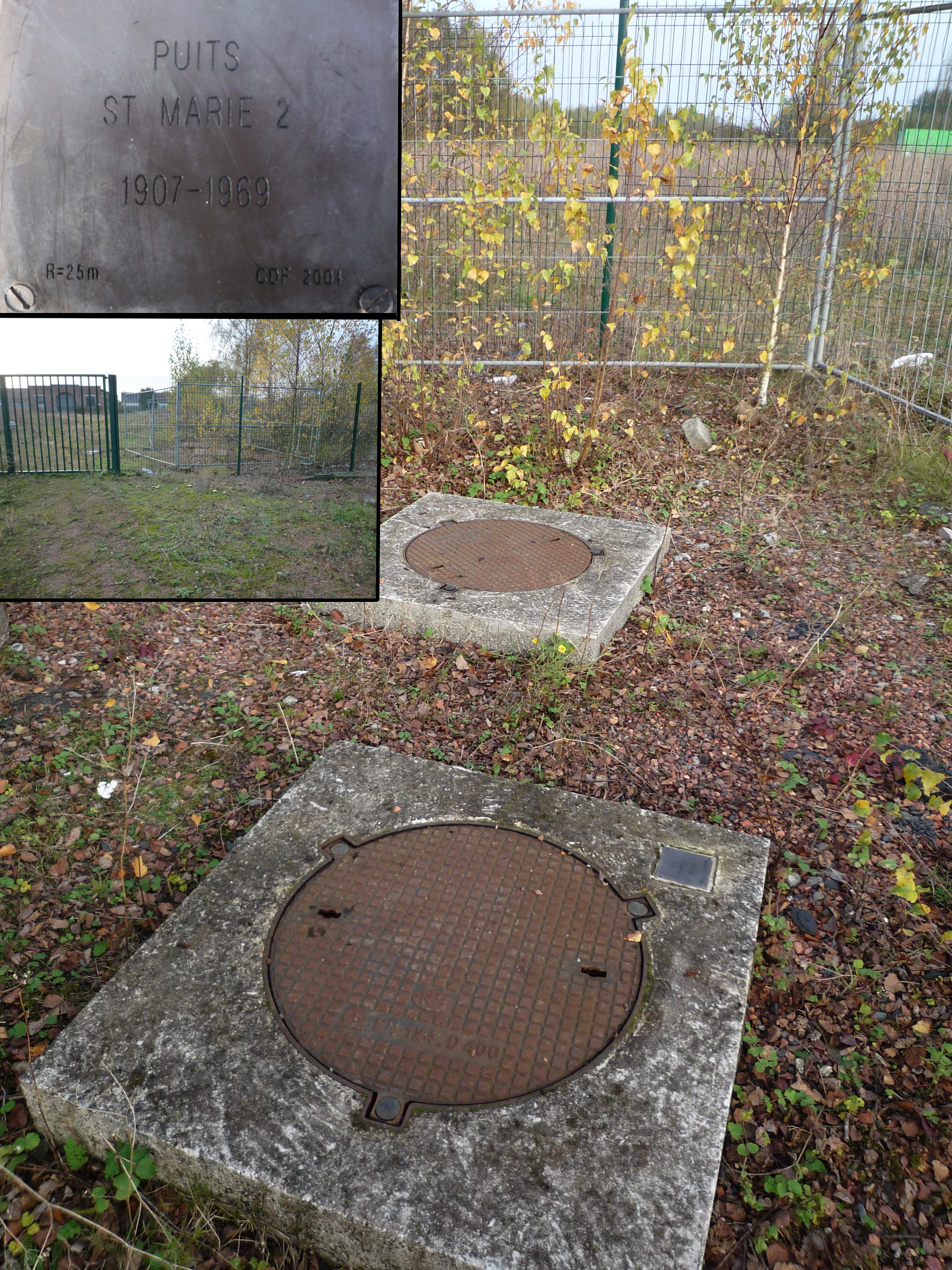
La sépulture du Puits Sainte Marie no 2 en 2009.

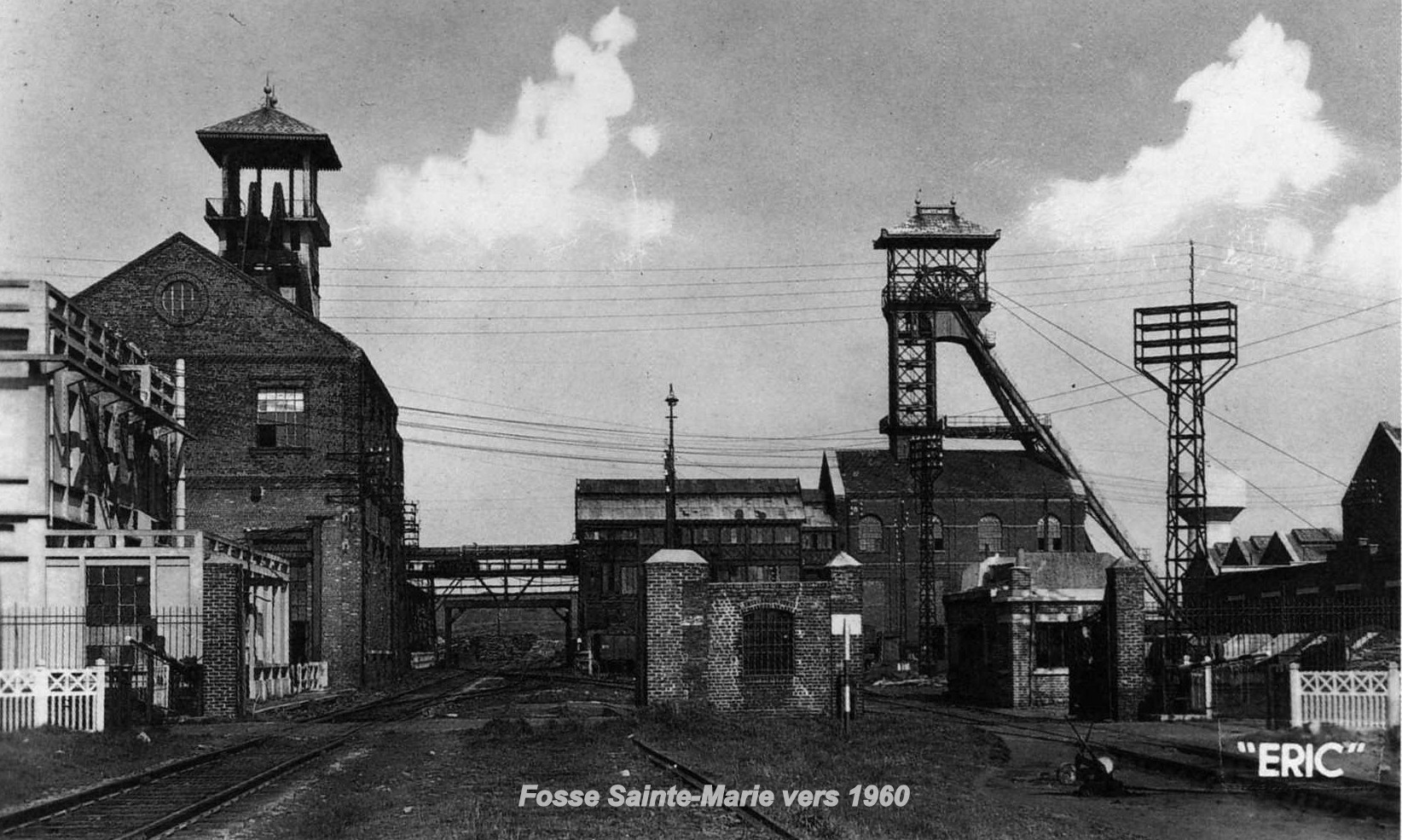
La fosse Sainte Marie vers 1960.

Le diamètre du puits est de 4 m, sa profondeur de 516 m. Le cuvelage est en bois de 3 m à 57,70 m, en fonte de 57,70 m à 89,70 m et en bois de 89,70 m à 92,70 m. Le terrain houiller a été atteint à 230,50 m. Il y avait quatre étages de recette aux profondeurs de 265 m, 348 m, 428 m et 508 m.
Puits Sainte Marie no 2
50° 20′ 27″ N, 3° 13′ 53″ E
1907 - 1969
Le diamètre du puits est de 4,20 m, sa profondeur de 523 m. Le cuvelage est en fonte de 1,12 m à 99,60 m. Le terrain houiller a été atteint à 230,60 m. Il y avait quatre étages de recette aux profondeurs de 265 m, 348 m, 428 m et 508 m.
Cette fosse possède deux terrils en partie exploités : le premier est plat, le second, plus récent est conique.

### Fosse Notre Dame
Puits Notre Dame no 1
50° 22′ 22″ N, 3° 06′ 39″ E
1856 - 1978

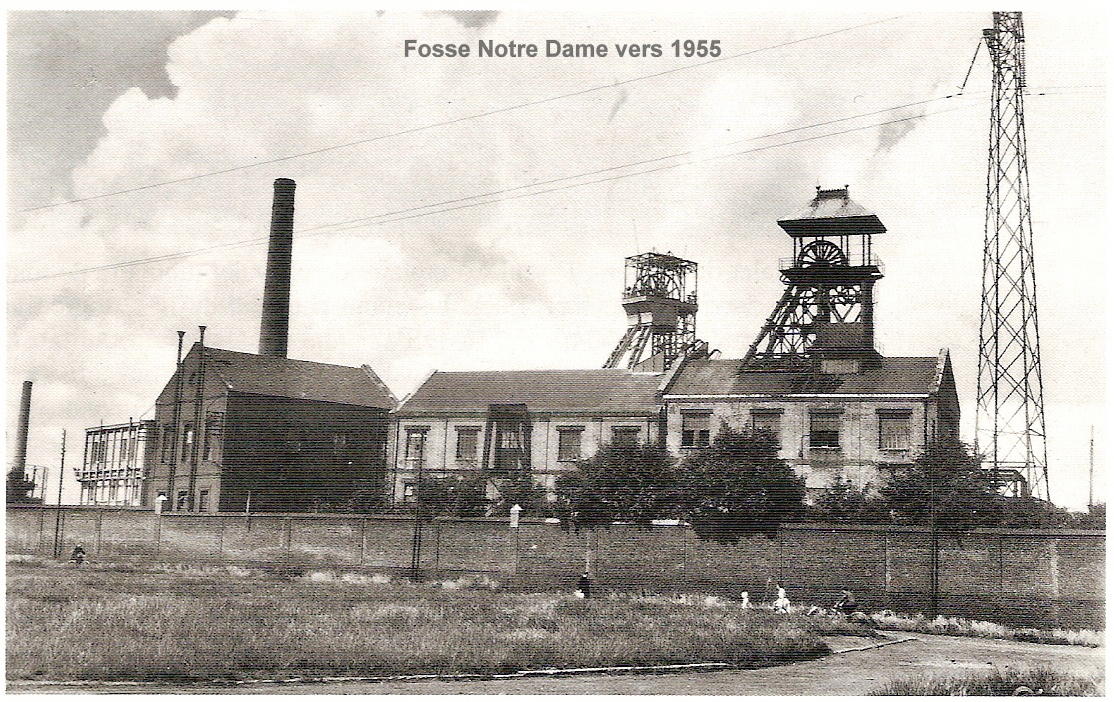
La fosse Notre Dame vers 1955.

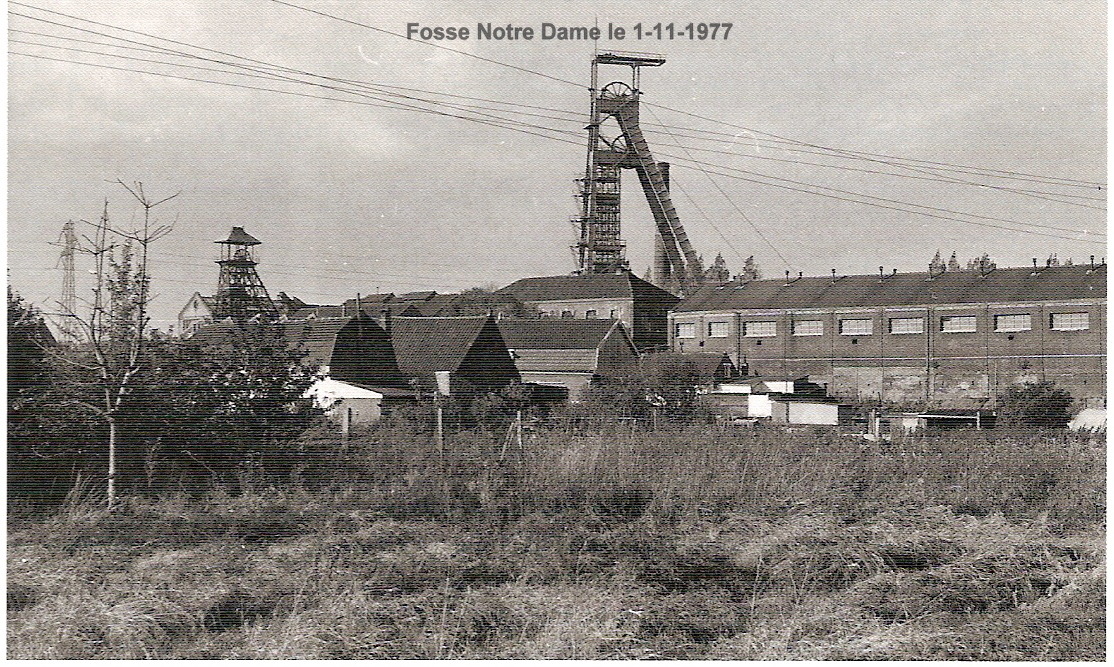
La fosse Notre Dame en 1977.

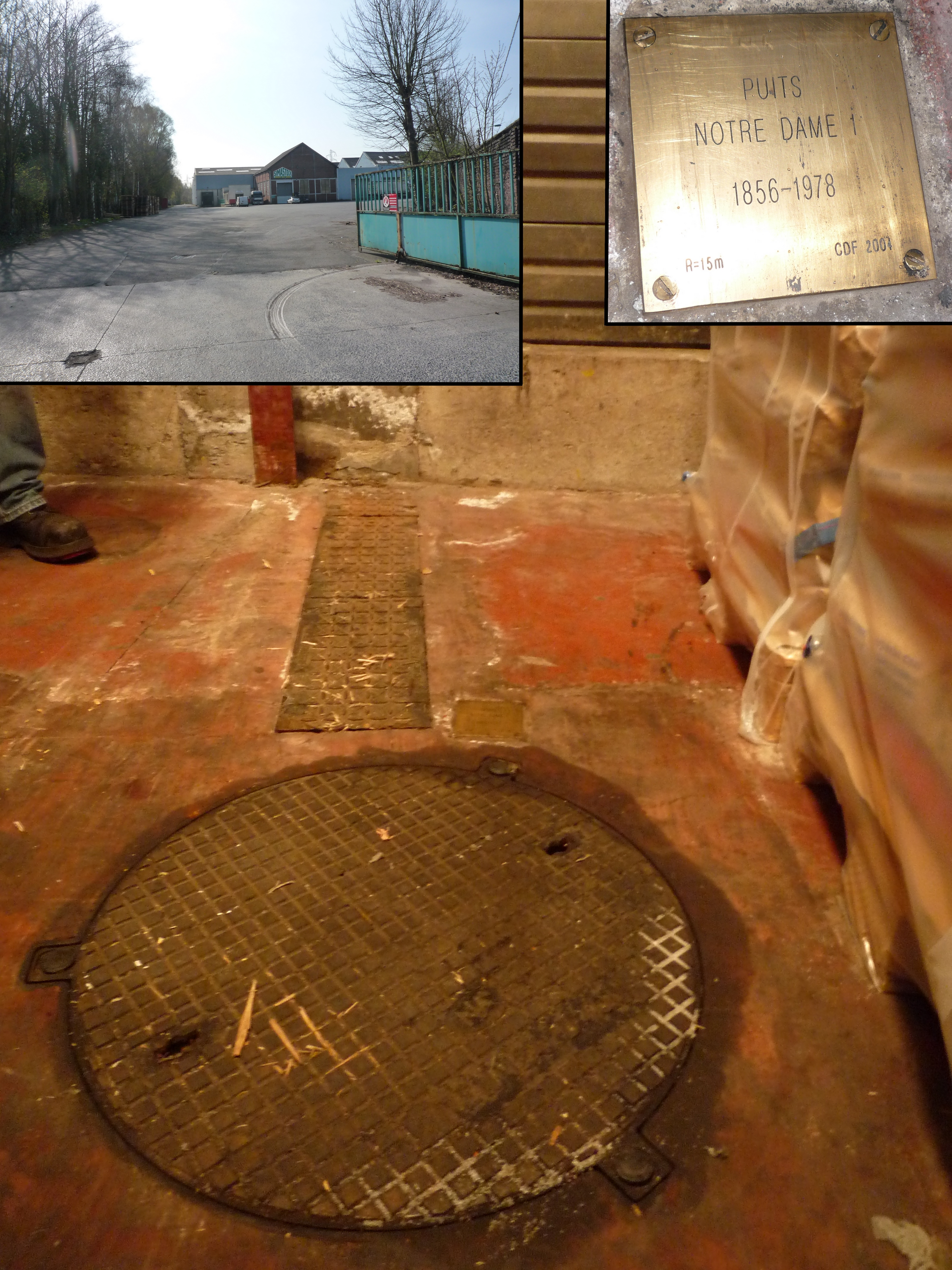
La tête de puits matérialisée Notre Dame no 1.

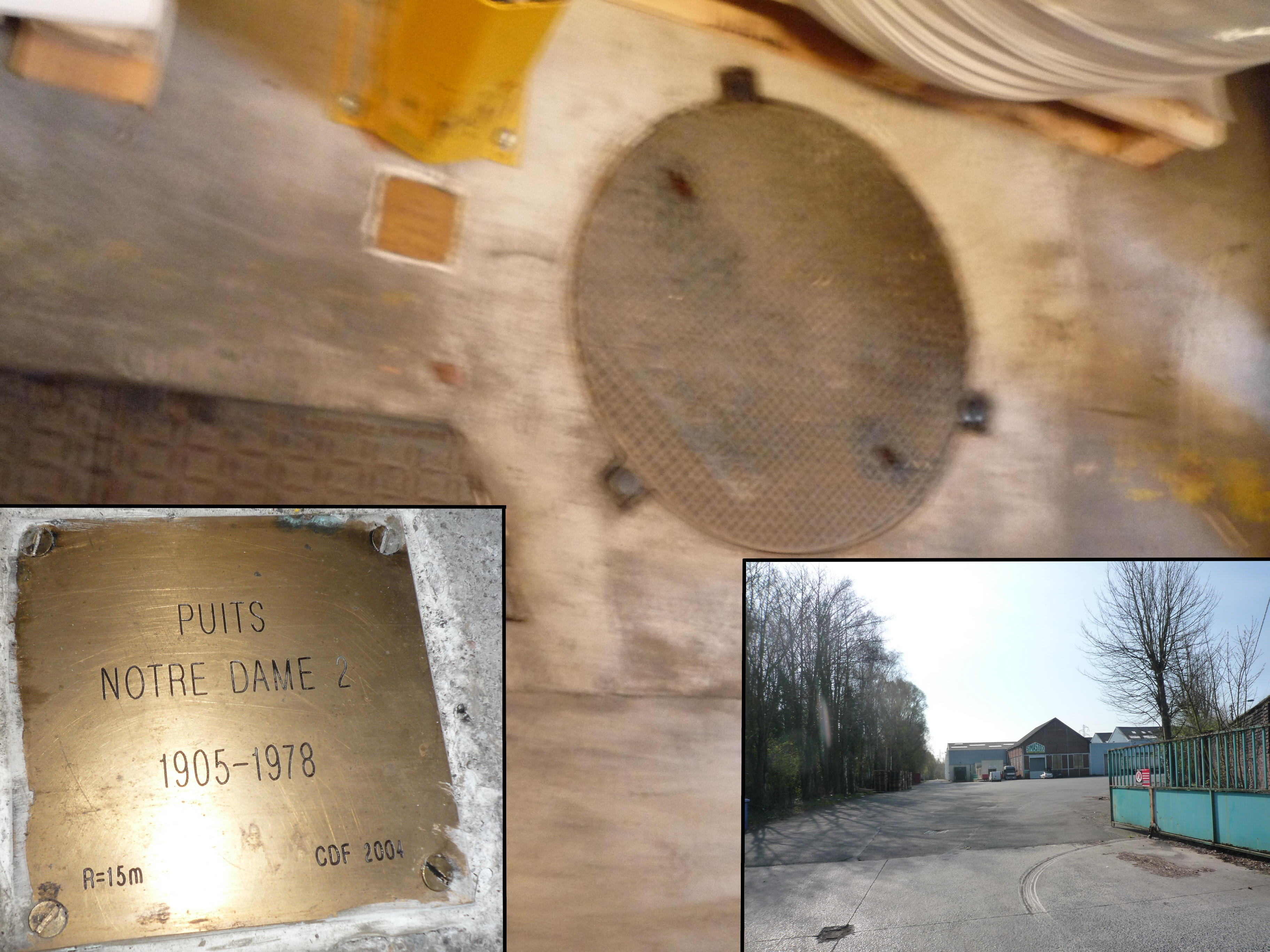
La tête de puits matérialisée Notre Dame no 2.

Le diamètre du puits est de 3,60 mètres dans la partie cuvelée et 4,20 mètres dans sa partie non cuvelée, sa profondeur de 542 mètres. Le cuvelage est en fonte de 4,10 à 88,55 mètres. Le terrain houiller a été atteint à 166,70 mètres. Il y avait six étages de recette aux profondeurs de 198, 235, 281, 341, 441 et 541 mètres.
Puits Notre Dame no 2
50° 22′ 25″ N, 3° 06′ 39″ E
1905 - 1978
Le diamètre du puits est de 5,10 mètres, sa profondeur de 834 mètres, c'est le plus profond des mines d'Aniche. Le cuvelage est en fonte de 1,30 à 87,20 mètres. Le terrain houiller a été atteint à 166,70 mètres. Il y avait douze étages de recette aux profondeurs de 198, 235, 281, 341, 441, 541, 576, 613, 650, 677, 727 et 777 mètres.
La fosse Notre Dame est foncée en 1856 à Waziers, près de la limite ouest de Sin-le-Noble, au sud-ouest de la fosse Gayant entreprise quatre ans plus tôt. Le terrain houiller est atteint à la profondeur de 166,70 mètres. L'extraction commence en 1860, la fosse exploite des charbons gras et demi-gras. Un second puits y est adjoint en 1907, au nord du premier puits.
La fosse cesse toute activité en 1977. Les puits nos 1 et 2, respectivement profonds de 542 et 834 mètres, sont remblayés au cours de l'année suivante. Le chevalement du premier puits est abattu au mois d'octobre 1981, celui du second puits au mois de décembre de la même année. Quelques bâtiments de la fosse sont préservés.

### Fosse Dechy
Puits Dechy no 1
50° 21′ 31″ N, 3° 07′ 39″ E
1859 - 1978

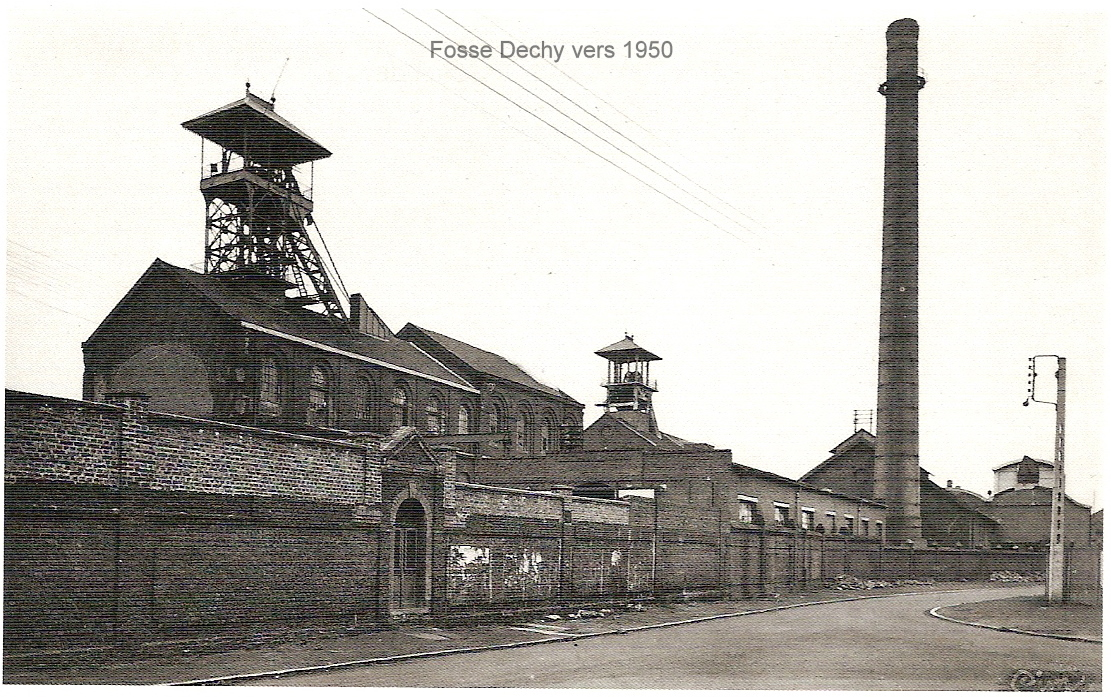
La fosse Dechy vers 1950.

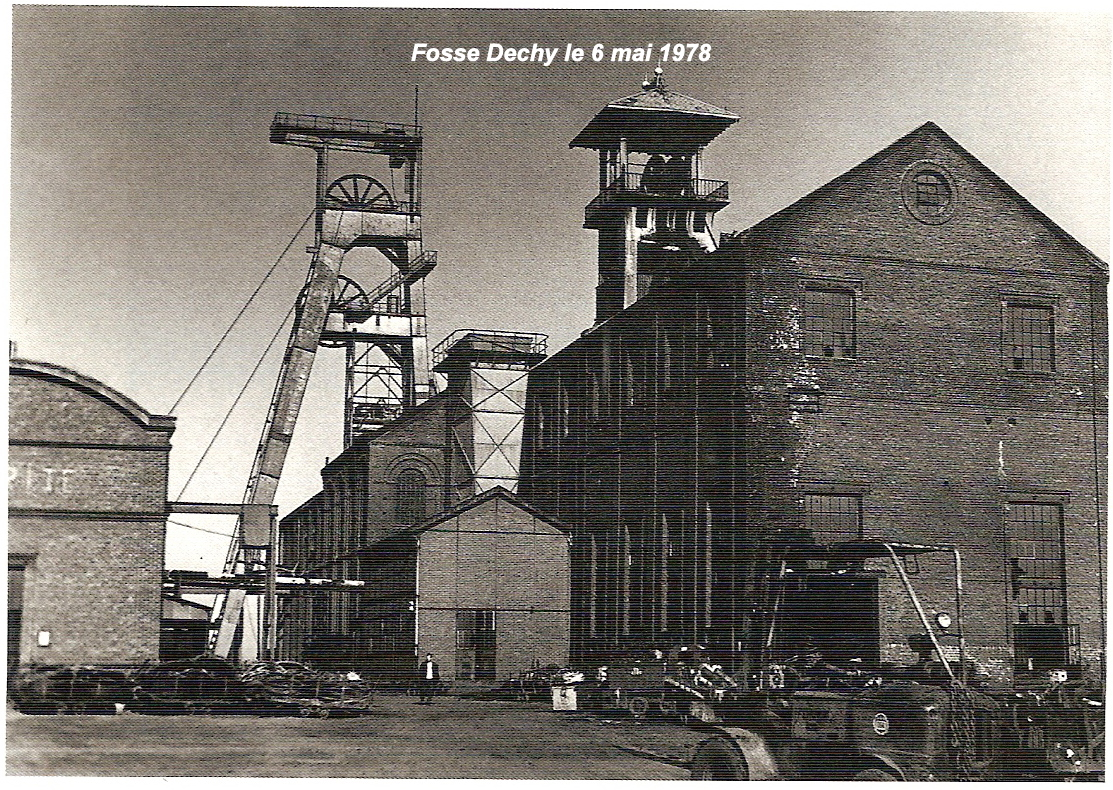
La fosse Dechy en 1978.

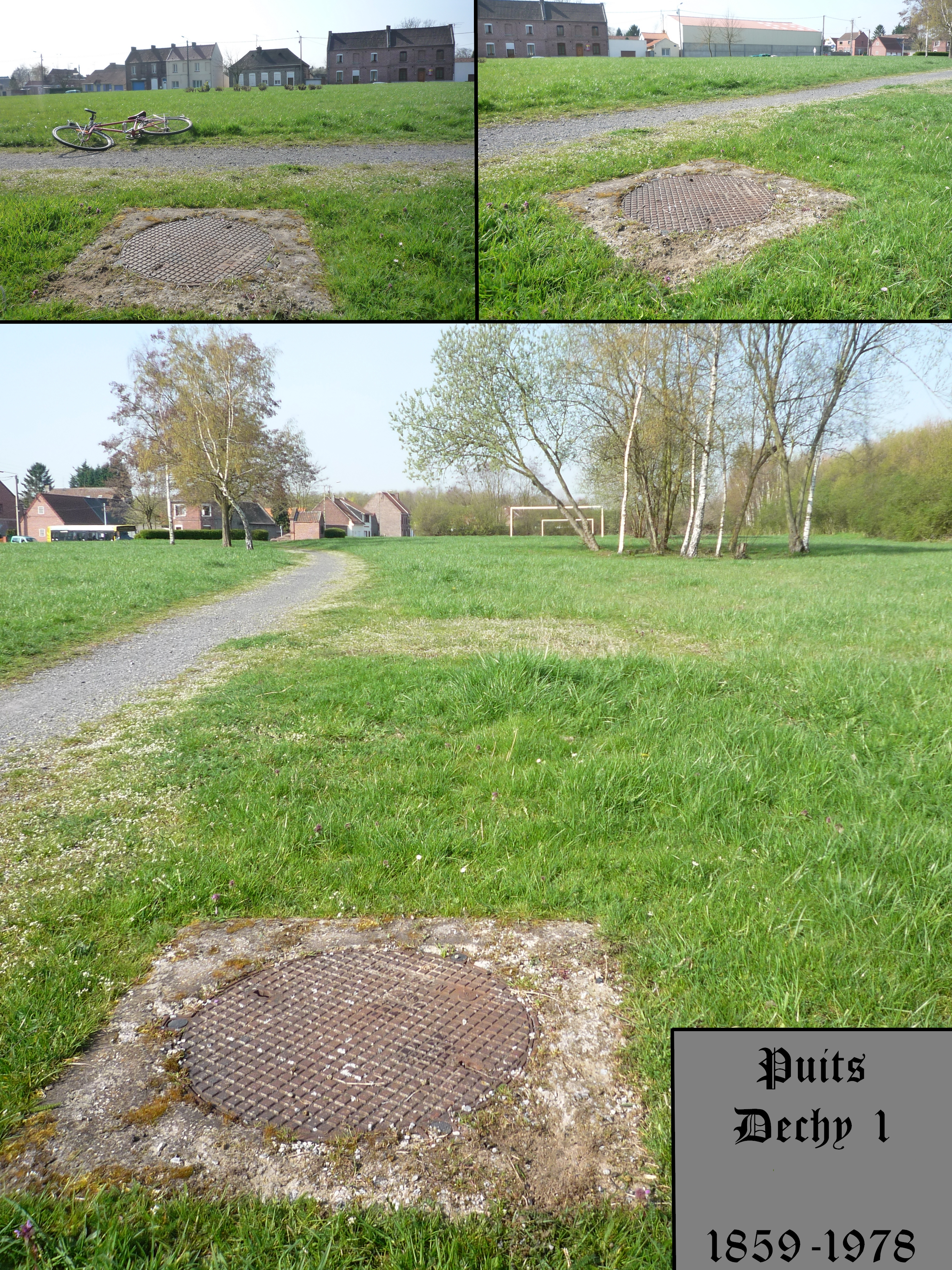
La tête de puits matérialisée Dechy no 1.

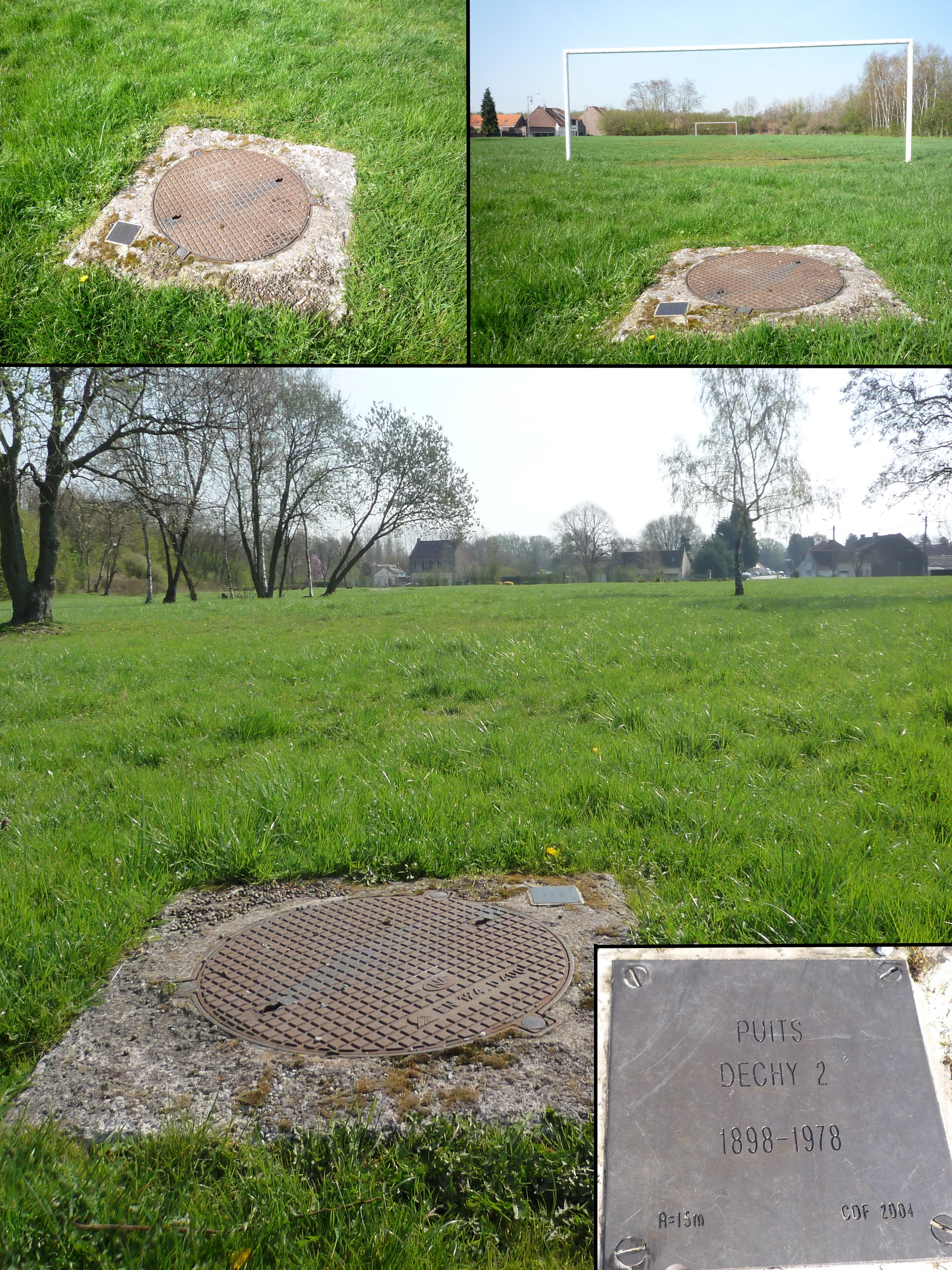
La tête de puits matérialisée Dechy no 1.

Le diamètre du puits est de quatre mètres, sa profondeur de 556 mètres. Le cuvelage est en fonte de 2,40 à 85,49 mètres. Le terrain houiller a été atteint à 181 mètres. Il y avait huit étages de recette aux profondeurs de 217, 255, 311, 360, 411, 460, 511 et 550 mètres.
Puits Dechy no 2
50° 21′ 31″ N, 3° 07′ 36″ E
1898 - 1978
Le diamètre du puits est de 5,10 mètres, sa profondeur de 819 mètres. Le cuvelage est en fonte de 86 centimètres à 98,23 mètres. Le terrain houiller a été atteint à 181 mètres. Il y avait treize étages de recette aux profondeurs de 217, 255, 311, 360, 411, 460, 511, 550, 600, 650, 677, 727 et 777 mètres.
La fosse de Dechy est foncée en 1859 à Dechy, à l'est de la fosse Notre Dame, le long de la ligne Douai - Blanc-Misseron. Le terrain houiller est atteint à la profondeur de 181 mètres. L'extraction débute en 1863. Un second puits est ajouté à la fosse en 1898, il est productif à partir de 1901. La fosse, détruite lors de la Première Guerre mondiale, est reconstruite. Le puits no 2 est approfondi en 1966, et est doté d'un nouveau chevalement en 1970.
L'extraction cesse en 1978 à la suite de l'arrêt de l'unité de production Gayant. Elle continue alors de remonter le matériel du fond. les deux puits, respectivement profonds de 556 et 819 mètres, sont remblayés en septembre 1978. Le seul vestige est le portail d'entrée de la fosse.

### Fosse Saint René
Puits Saint René no 1
50° 20′ 52″ N, 3° 08′ 43″ E
1866 - 1969

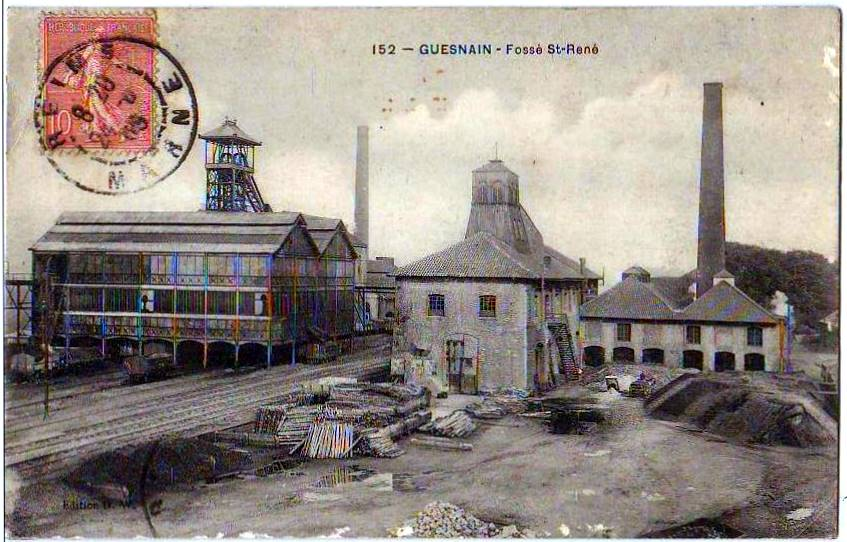
La fosse Saint René en 1905.

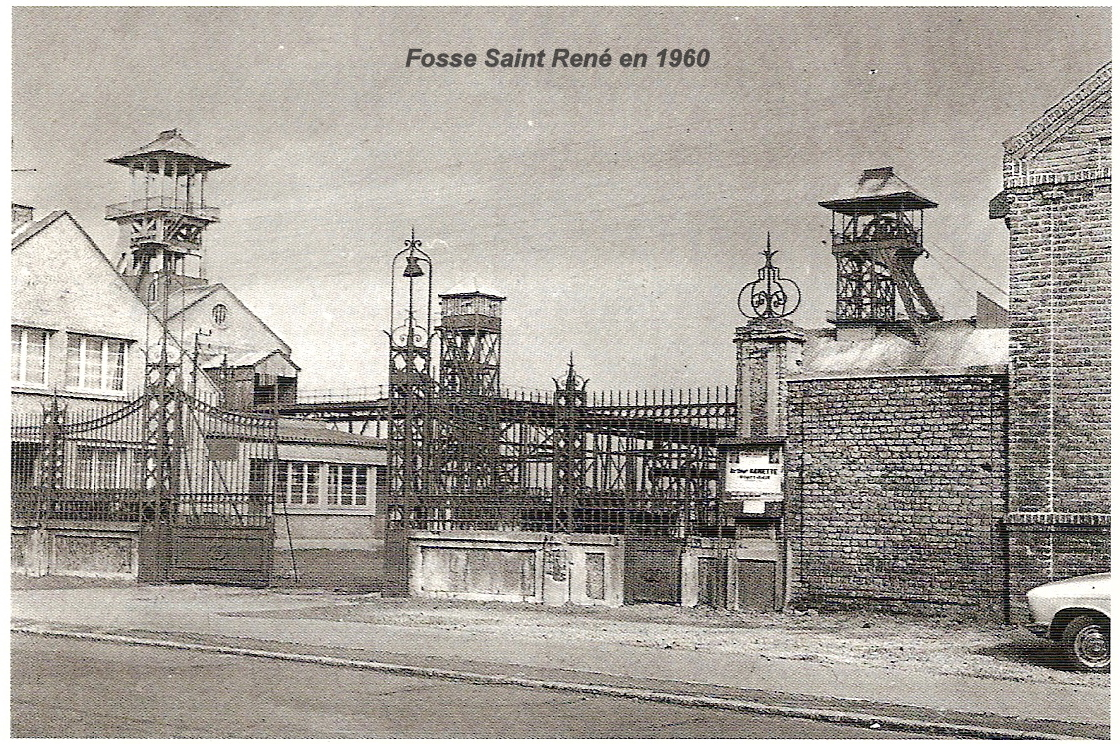
La fosse Saint René vers 1960.

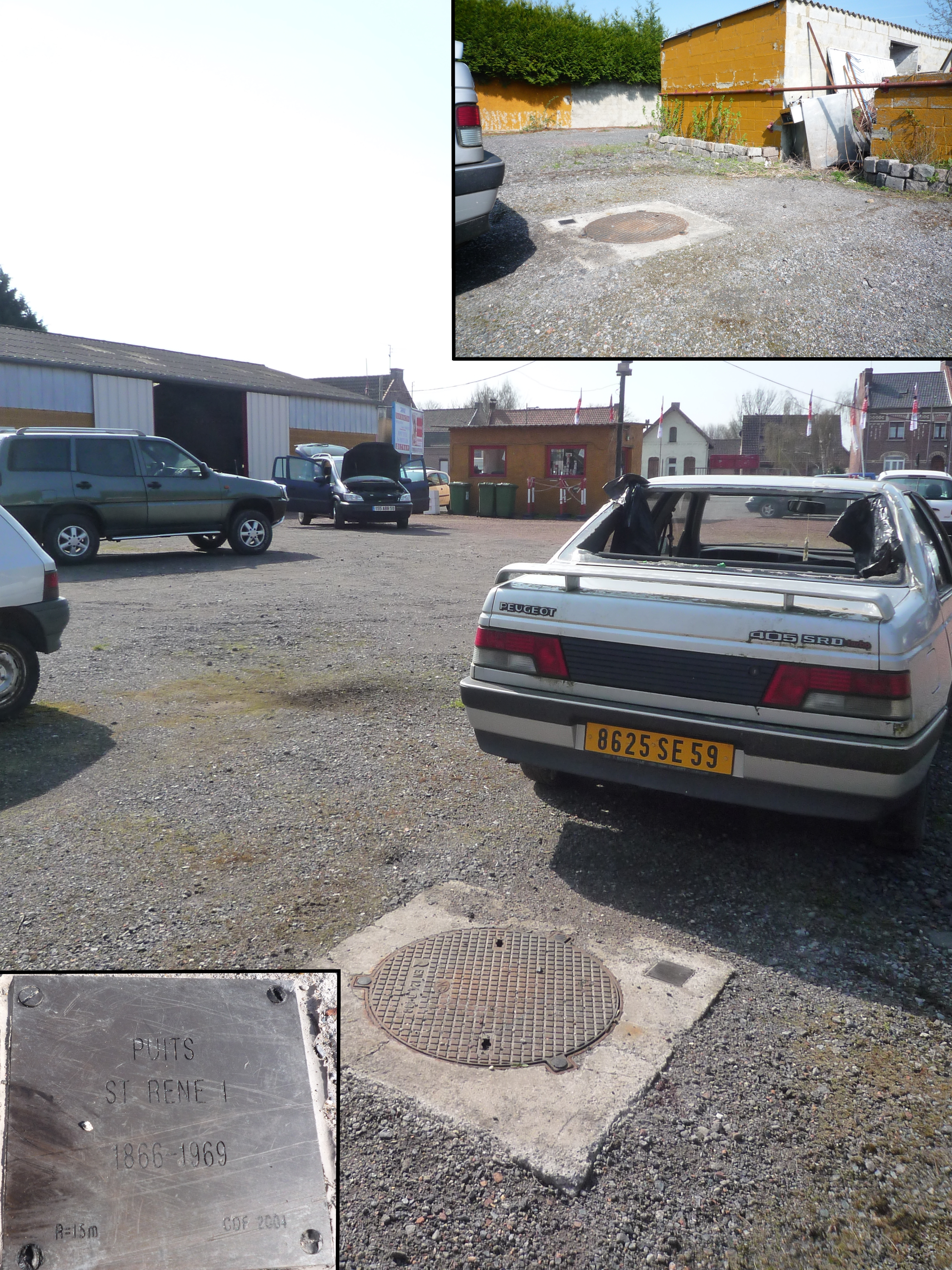
La tête de puits matérialisée Saint René no 1.

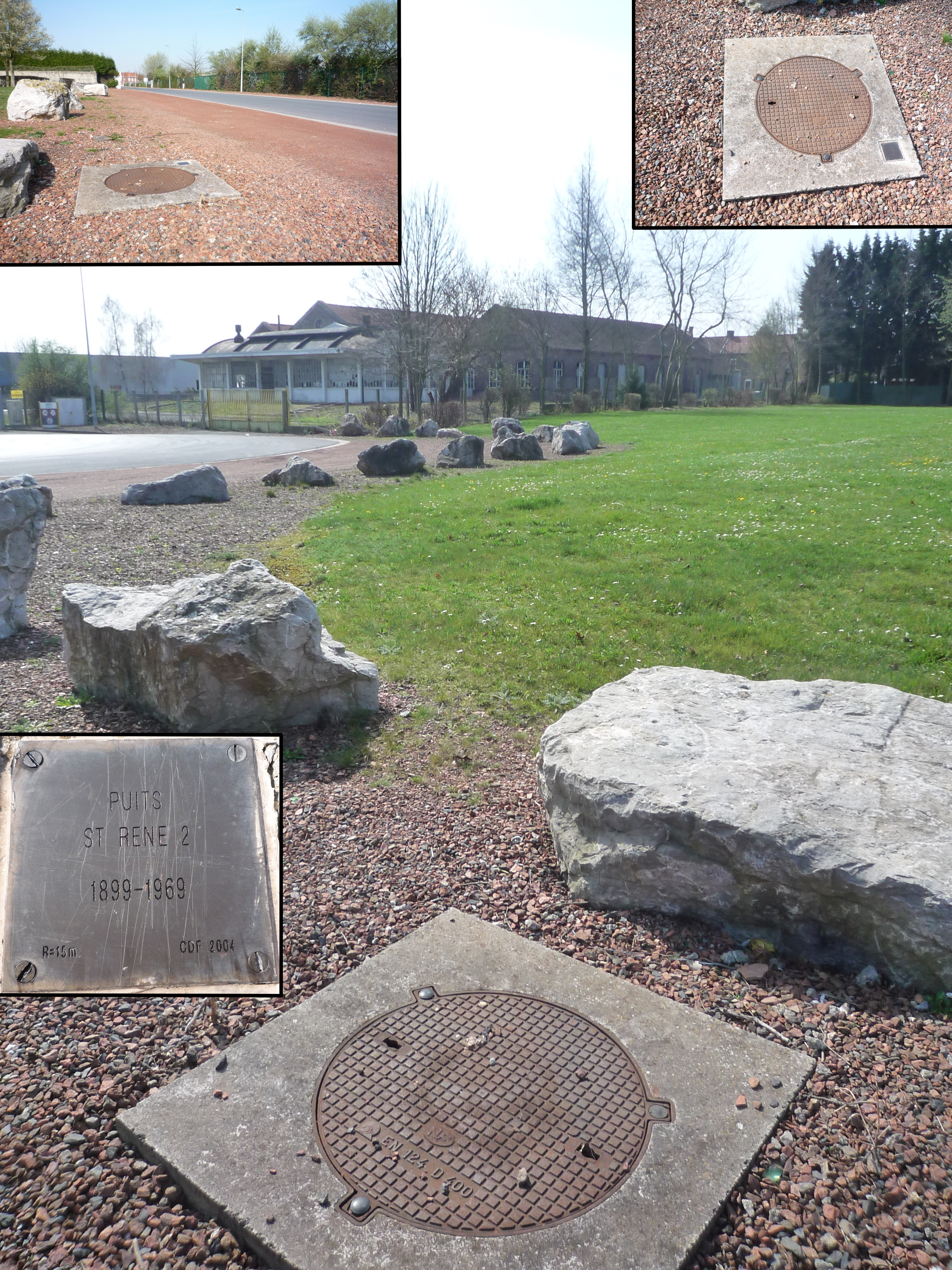
La tête de puits matérialisée Saint René no 2.

Le diamètre du puits est de quatre mètres, sa profondeur de 520 mètres. Le cuvelage est en bois de 6,80 mètres à 72,60 mètres. Le terrain houiller a été atteint à 172 mètres. Il y avait six étages de recette aux profondeurs de 207, 257, 314, 414, 464 et 514 mètres.
Puits Saint René no 2
50° 20′ 53″ N, 3° 08′ 46″ E
1899 - 1969
Le diamètre du puits est de cinq mètres, sa profondeur de 651 mètres. Le cuvelage est en fonte de 5,59 mètres à 80,60 mètres. Le terrain houiller a été atteint à 172 mètres. Il y avait neuf étages de recette aux profondeurs de 207, 257, 314, 414, 464, 514, 550, 600 et 650 mètres.
La fosse Saint René est foncée à partir de 1865 ou 1866 à Guesnain le long de la route reliant Douai à Aniche, à l'est de la fosse Dechy. Le terrain houiller est atteint à la profondeur de 172 mètres. L'extraction débute en 1871, le charbon gras y est exploité. Le puits no 2 est entrepris en 1899 au nord-ouest du premier puits. Il est fonctionnel à partir de 1902.
Les deux puits, respectivement profonds de 520 et 651 mètres, sont remblayés au cours de l'année 1969. Les chevalements sont démolis en 1970 et 1971. Une partie des bâtiments existe encore, ainsi que le portail d'entrée. L'ensemble a été reconverti en zone industrielle.

### Fosse Bernicourt

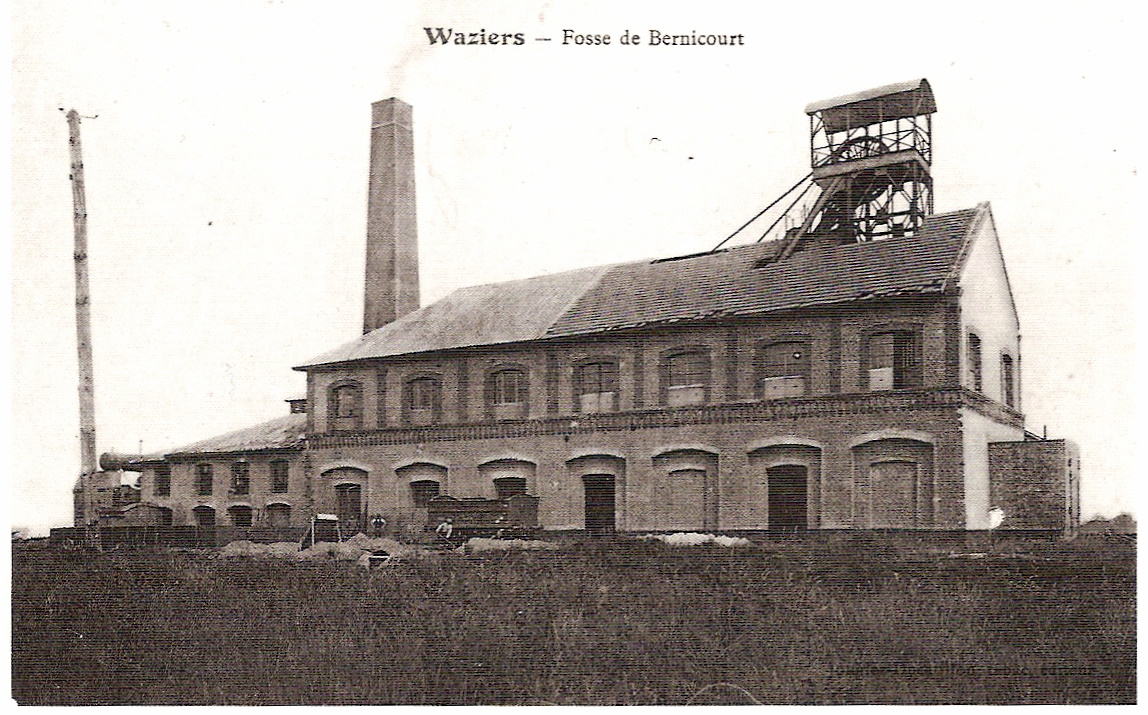
La fosse Bernicourt vers 1905.

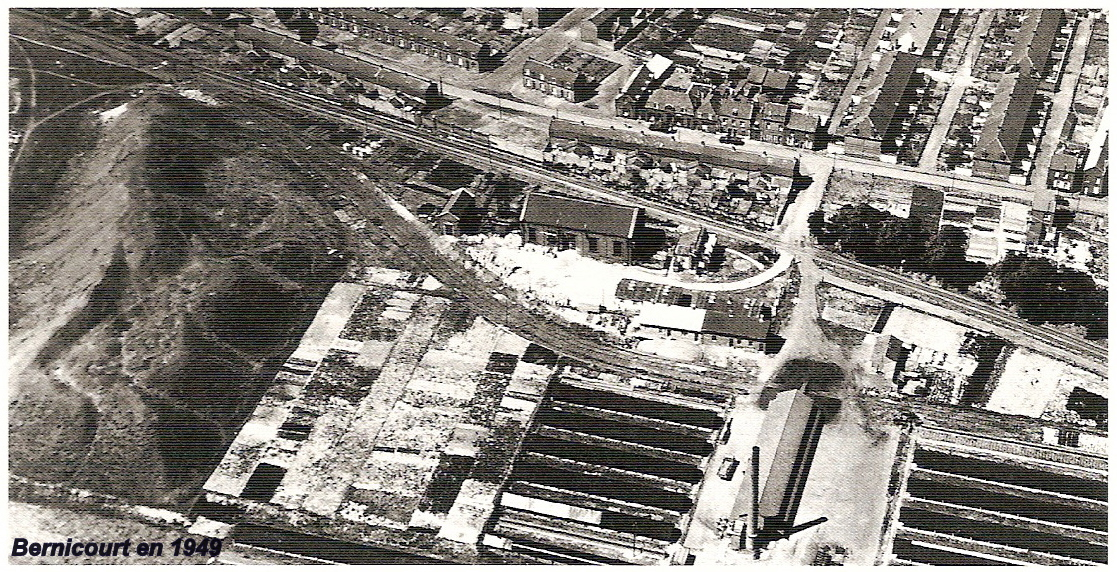
La fosse Bernicourt en 1949.

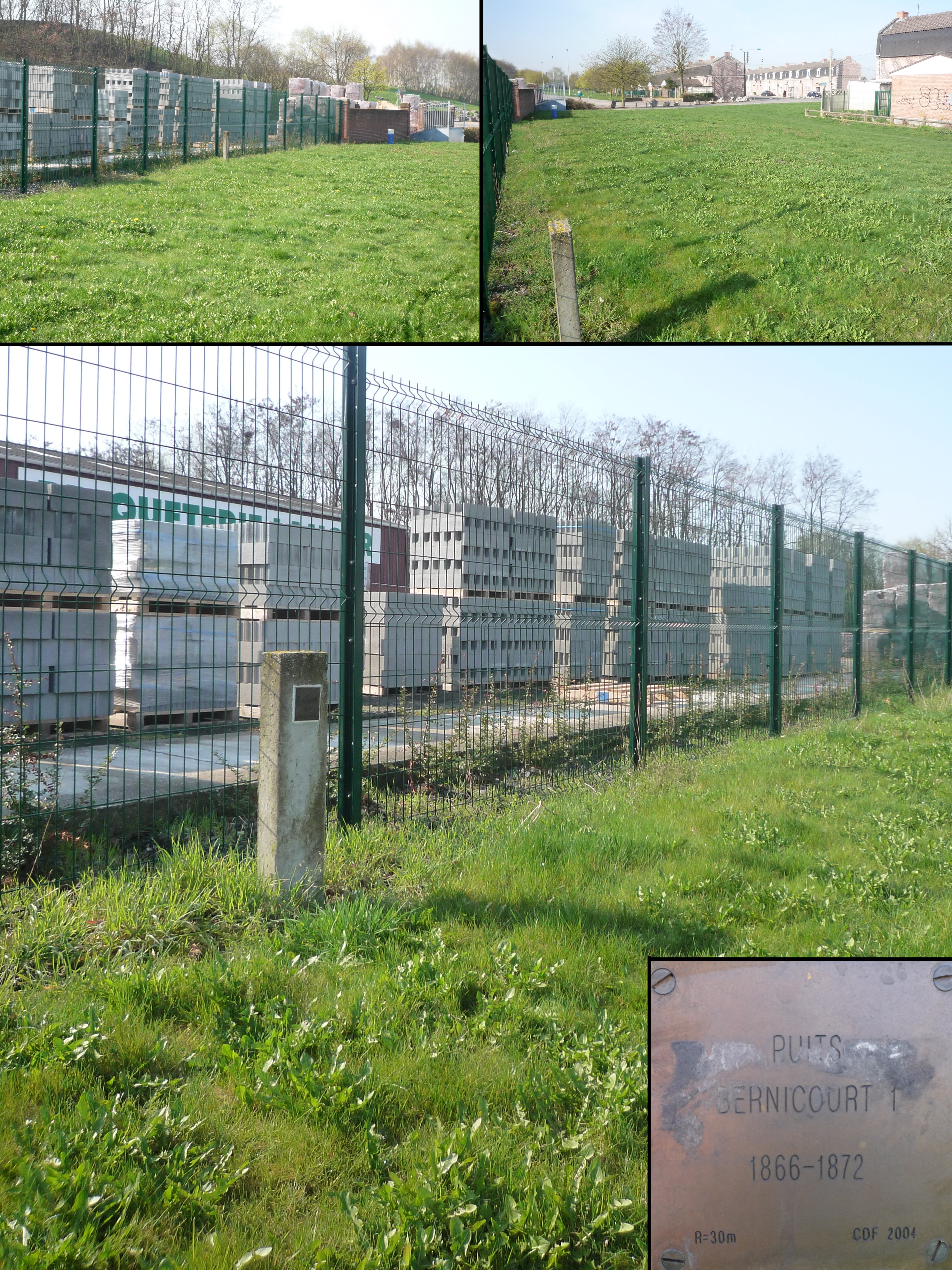
La tête de puits non matérialisée Bernicourt no 1.

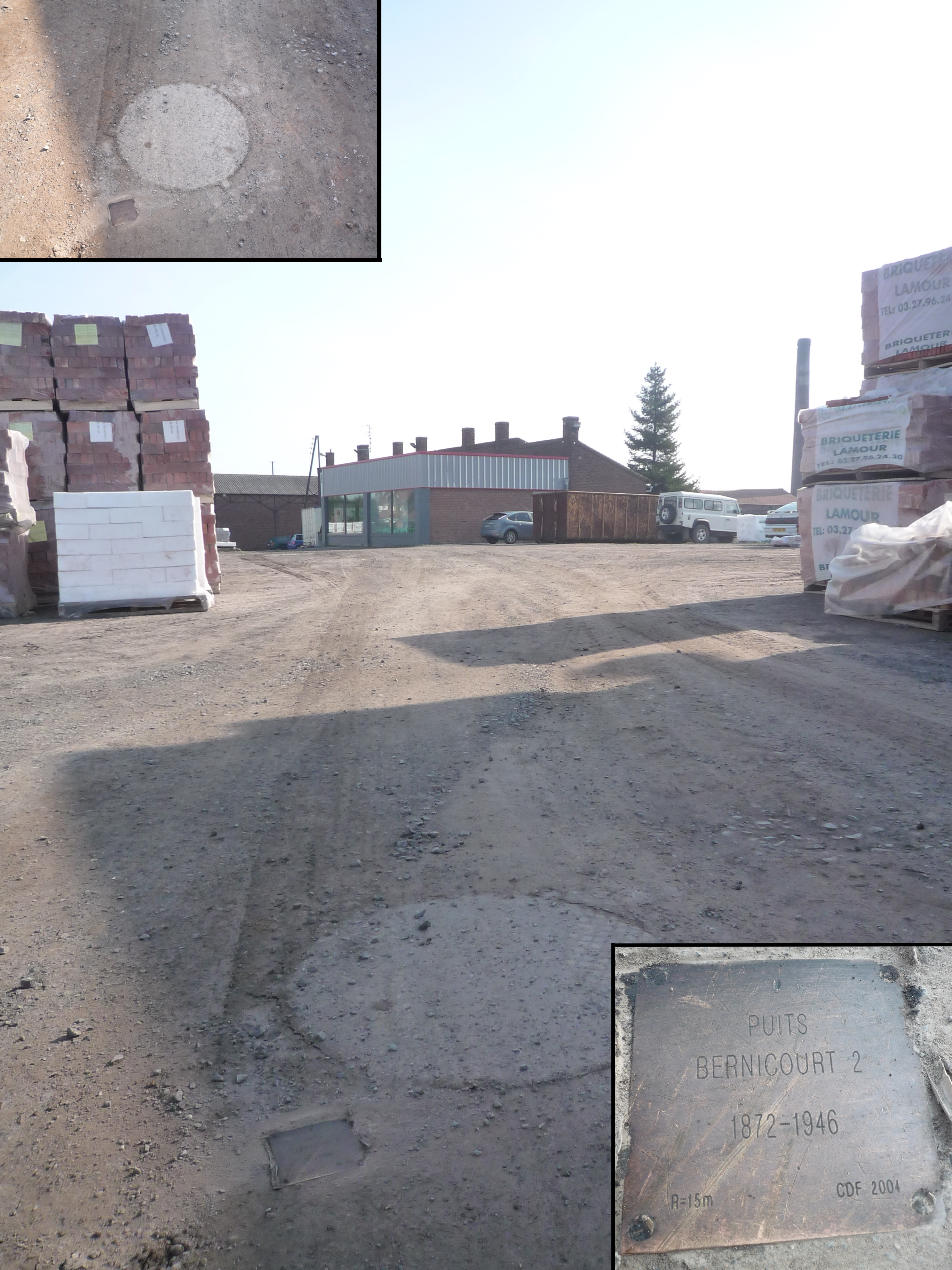
La tête de puits matérialisée Bernicourt no 2.

Puits Bernicourt no 1 Avaleresse
50° 23′ 00″ N, 3° 06′ 44″ E,
1866 - 1872
Le diamètre du puits est de 3,24 mètres, sa profondeur de 28 mètres. La composition du cuvelage est inconnue. Le terrain houiller n'a pas été atteint. Il n'y avait aucun étage de recette.
Puits Bernicourt no 2
50° 23′ 00″ N, 3° 06′ 44″ E
1872 - 1946
Le diamètre du puits est de quatre mètres, sa profondeur de 315 mètres. Le cuvelage est en fonte de 3,50 mètres à 65,86 mètres. Le terrain houiller a été atteint à 153 mètres. Il y avait quatre étages de recette aux profondeurs de 183, 235, 254 et 308 mètres.
Le puits Bernicourt no 1 est entrepris en 1866 au nord-est de la fosse Gayant, sur la commune de Waziers. Des éboulements obligent l'abandon du puits à la profondeur de 28 ou 95 mètres selon les sources, en 1872. Le puits Bernicourt no 2 est alors entrepris à quelques mètres de l'avaleresse au diamètre de quatre mètres, et commence à produire en 1877.
Un incendie se produit au triage le 19 janvier 1901. Il se communique très rapidement au bâtiment d'extraction, qui s'embrase complètement. Le chevalement en bois s'enflamme également, les molettes s'écroulent sur un bâtiment situé du côté du terril. L'extraction est alors définitivement arrêtée.
La fosse a produit 763 850 tonnes de charbon et ne sert plus qu'à l'aérage les fosses Gayant, Notre-Dame et Déjardin jusqu'en 1946, date à laquelle le puits est remblayé. Le chevalement est abattu en 1950. Le bâtiment des compresseurs reste en place jusqu'en octobre 1977.

### Fosse Roucourt
- À Roucourt[JLH 21].

Puits Roucourt no 1
50° 19′ 53″ N, 3° 08′ 58″ E
1875 - 1959

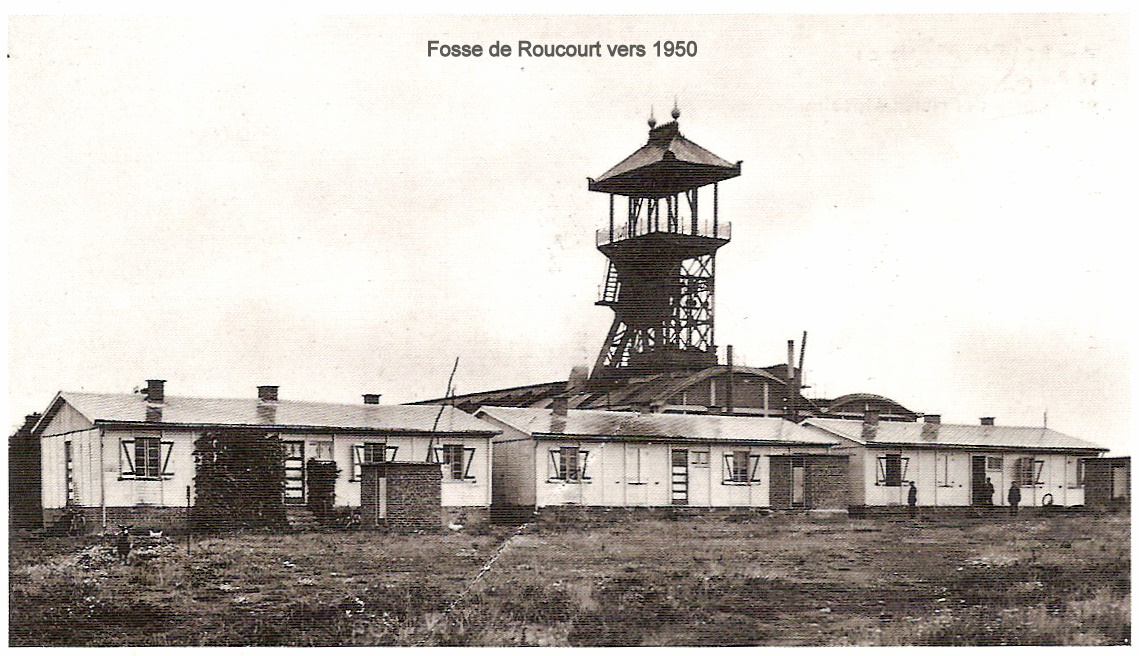
La fosse de Roucourt vers 1950.

Le diamètre du puits est de 4 m, sa profondeur de 207 m. Le cuvelage est en bois de 14,30 m à 42,85 m et en fonte de 42,85 m à 73,10 m. Le terrain houiller n'a pas été atteint. Il y avait un étage de recette à la profondeur de 198 m.
Puits Roucourt no 2
50° 19′ 52″ N, 3° 08′ 57″ E
1875 - 1959
Le diamètre du puits est de 4 m, sa profondeur de 209 m. Le cuvelage est en bois de 14,30 m à 47,85 m et en fonte de 47,85 m à 73,10 m. Le terrain houiller n'a pas été atteint. Il y avait un étage de recette à la profondeur de 198 m.
Ces deux puits n'ayant jamais atteint le charbon, ils servirent d'aérage pour la fosse Saint René située à Guesnain.

### Fosse Vuillemin
- À Masny[JLH 22].

50° 20′ 18″ N, 3° 12′ 11″ E
1891 - 1971

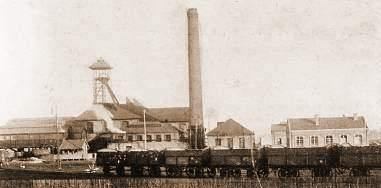
La fosse Vuillemin en 1914.

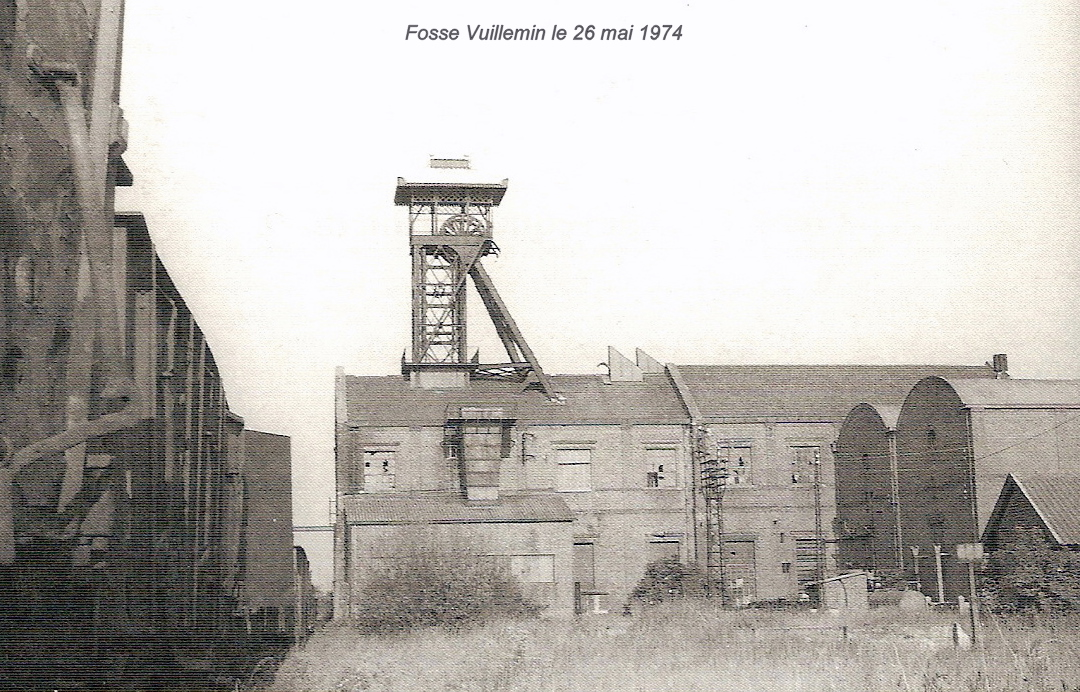
La fosse Vuillemin en 1974.

Le diamètre du puits est de 4,25 m, sa profondeur de 390 m. Le cuvelage est en fonte de 5,51 m à 117,80 m. Le terrain houiller a été atteint à 184 m. Il y avait quatre étages de recette aux profondeurs de 200 m, 220 m, 290 m et 390 m.
La reconversion de l'ancien carreau de fosse Vuillemin de quatre hectares est lancée en 2007 par la plantation d'un arbre pour aboutir en une surface commerciale dont l'ouverture a eu lieu en mars 2008.

### Fosse Déjardin
- À Sin-le-Noble[JLH 23].

Puits Déjardin no 1
50° 23′ 12″ N, 3° 08′ 02″ E
1901 - 1985

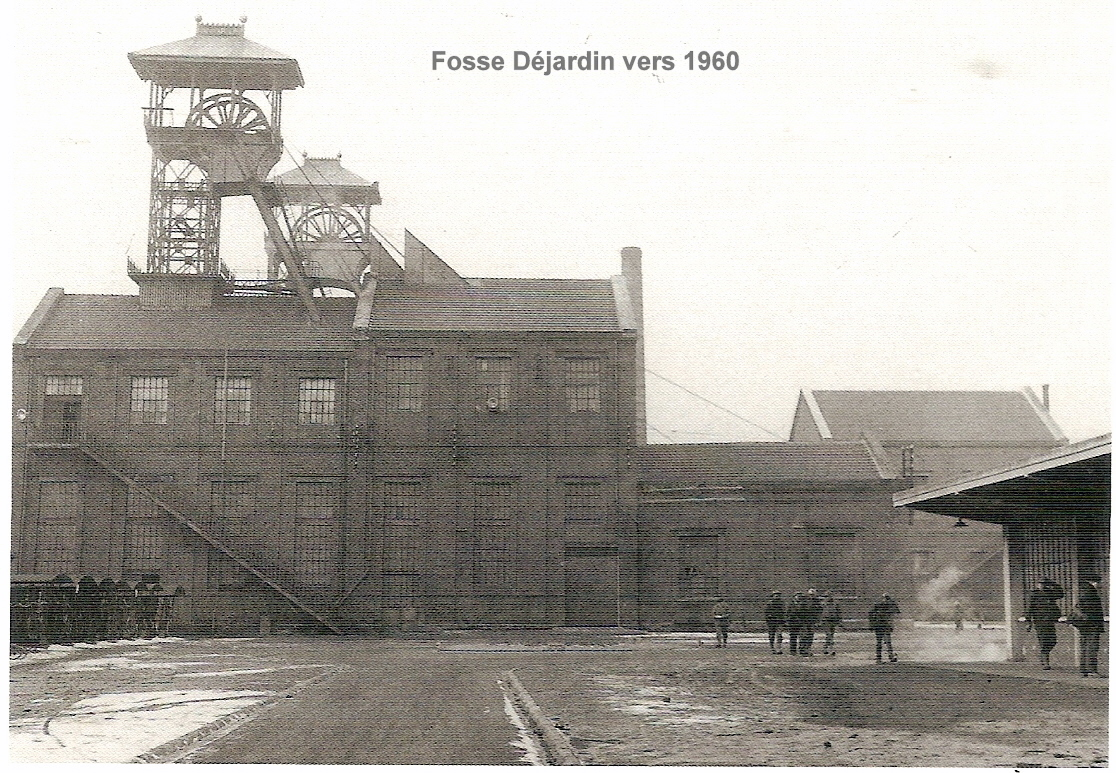
La fosse Déjardin vers 1960.

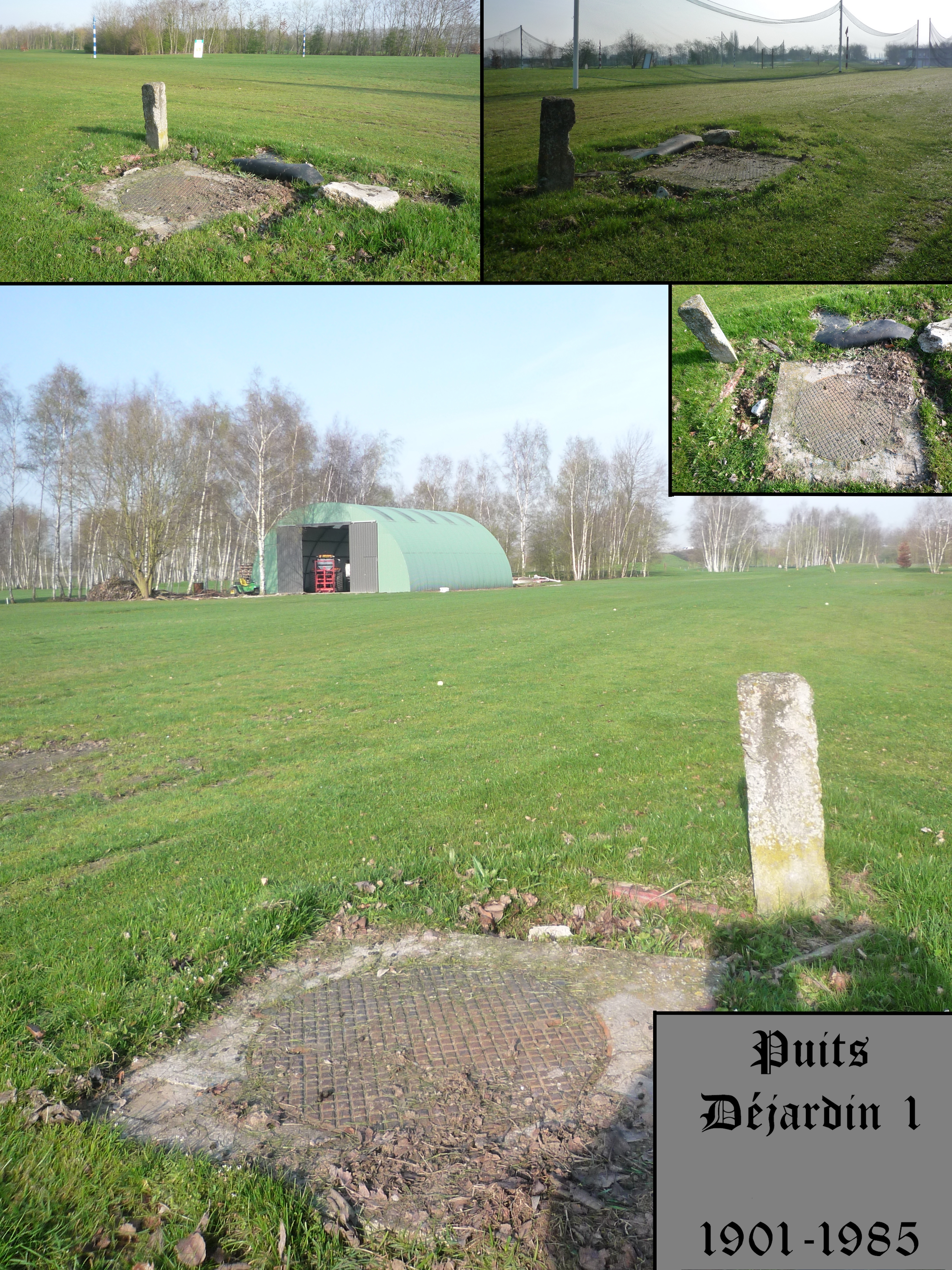
Le puits Déjardin no 1 en avril 2010.

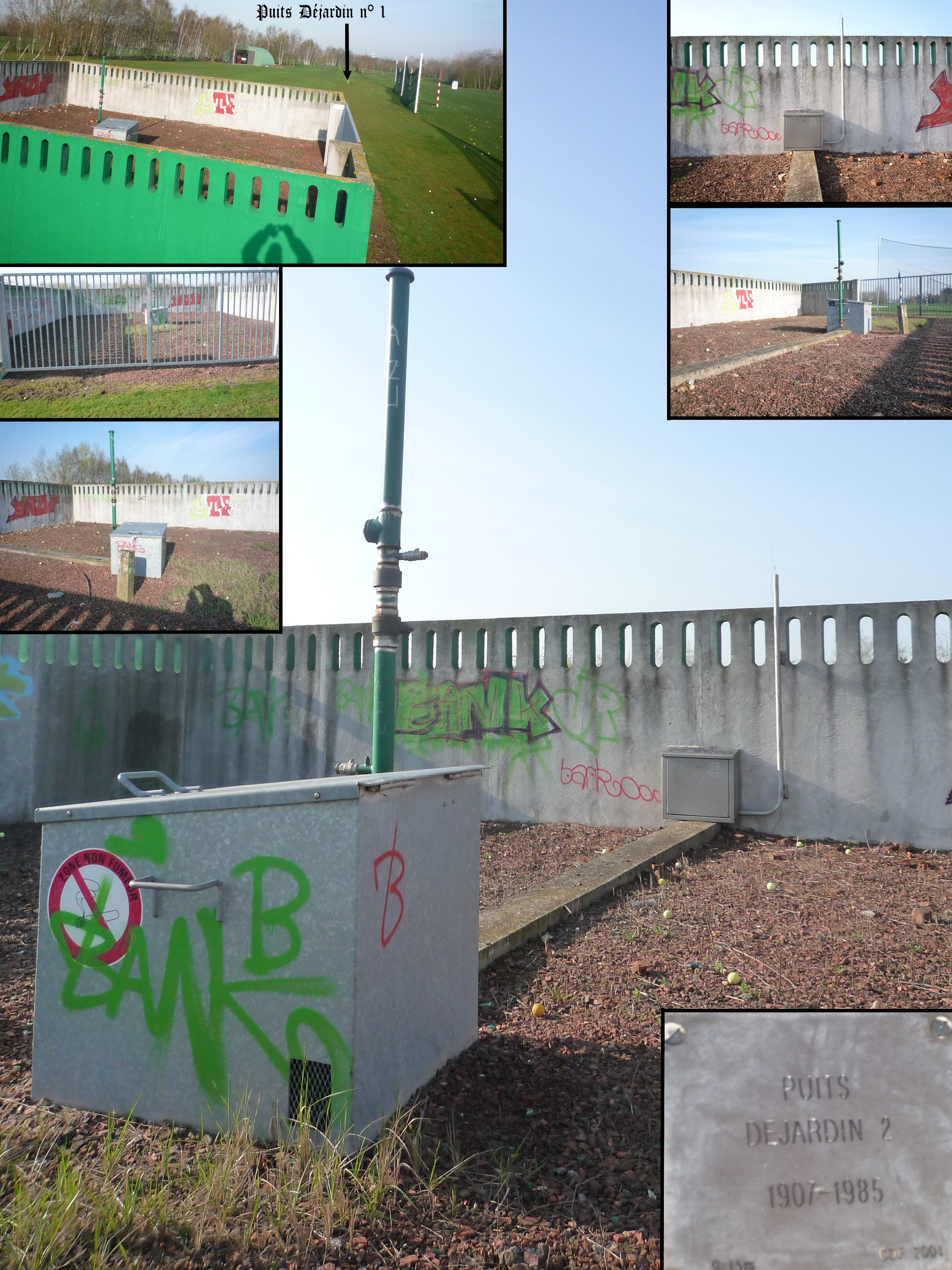
Le puits Déjardin no 2 en avril 2010.

Le diamètre du puits est de 5,10 m, sa profondeur de 676 m. Le cuvelage est en fonte de 1,07 m à 92,35 m. Le terrain houiller a été atteint à 148,50 m. Il y avait huit étages de recette aux profondeurs de 203 m, 310 m, 410 m, 431 m, 481 m, 571 m, 586 m et 646 m.
Puits Déjardin no 2
50° 23′ 11″ N, 3° 08′ 04″ E
1907 - 1985
Le diamètre du puits est de 4 m, sa profondeur de 419 m. Le cuvelage est en fonte de 1,05 m à 92,32 m. Le terrain houiller a été atteint à 150,40 m. Il y avait trois étages de recette aux profondeurs de 203 m, 310 m et 410 m.
Le second puits comporte une station de pompage de grisou. En 2008, un golf (Golf du Bois des Retz) de neuf trous a été ouvert sur l'ancien carreau.

### Fosse De Sessevalle
Puits De Sessevalle no 1
50° 22′ 11″ N, 3° 15′ 41″ E
1901 - 1970
Le diamètre du puits est de 5 m, sa profondeur de 444 m. Le cuvelage est en fonte de 1,27 m à 79,90 m. Le terrain houiller a été atteint à 132,90 m. Il y avait quatre étages de recette aux profondeurs de 180 m, 290 m, 325 m et 440 m.
Puits De Sessevalle no 2
50° 22′ 13″ N, 3° 15′ 42″ E
1905 - 1970
Le diamètre du puits est de 4 m, sa profondeur de 335 m. Le cuvelage est en fonte de 1,22 m à 84,13 m. Le terrain houiller a été atteint à 132,90 m. Il y avait trois étages de recette aux profondeurs de 180 m, 290 m et 325 m.
Sur le site de cette fosse, située au nord de Somain, existe maintenant une zone industrielle, même si pour l'instant il n'y a qu'une seule entreprise. Les schistes étaient rejetés sur le terril de Rieulay (terril no 144), qui n'est distant que d'un kilomètre.

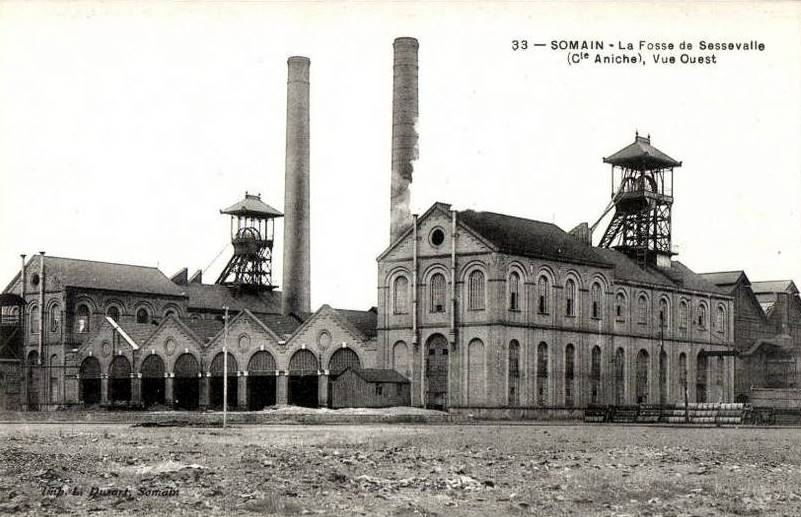
Fosse De Sessevalle à Somain.
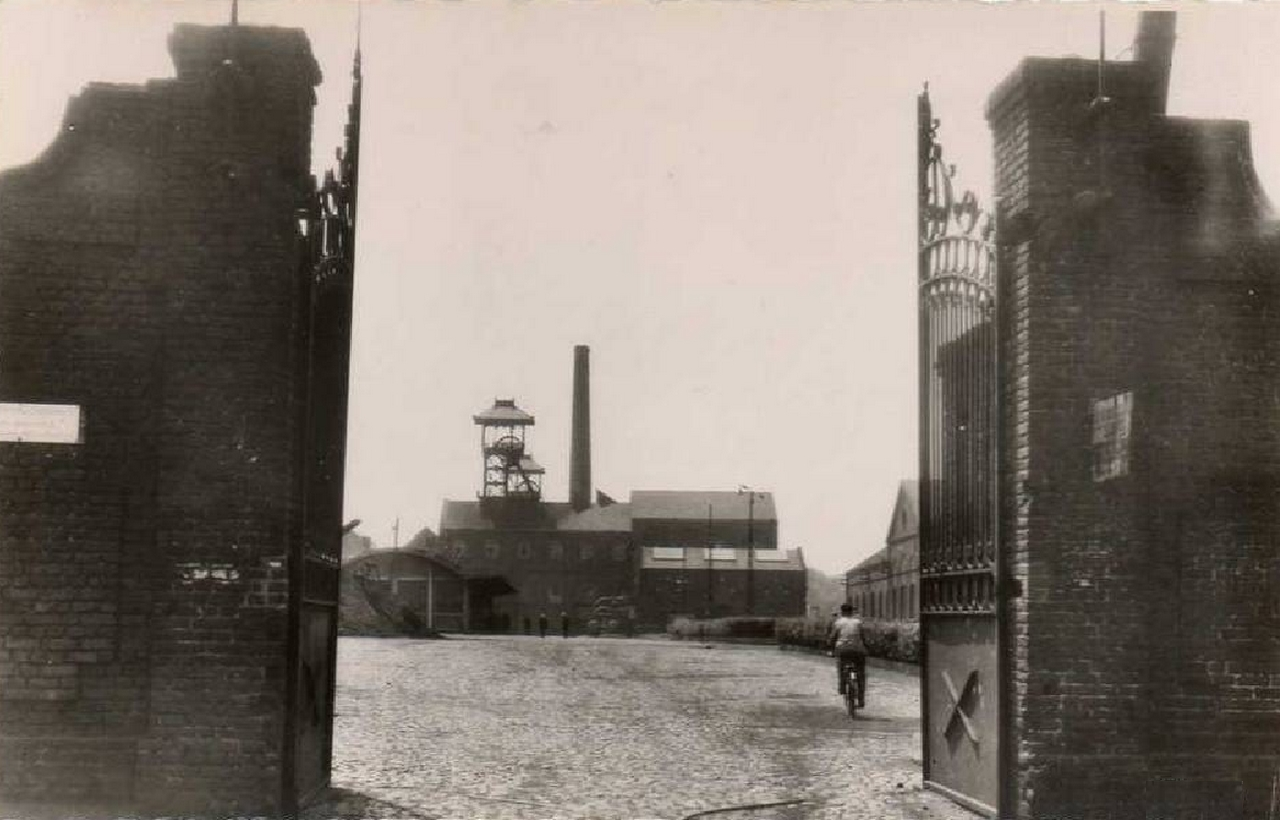
L'entrée de la Fosse.
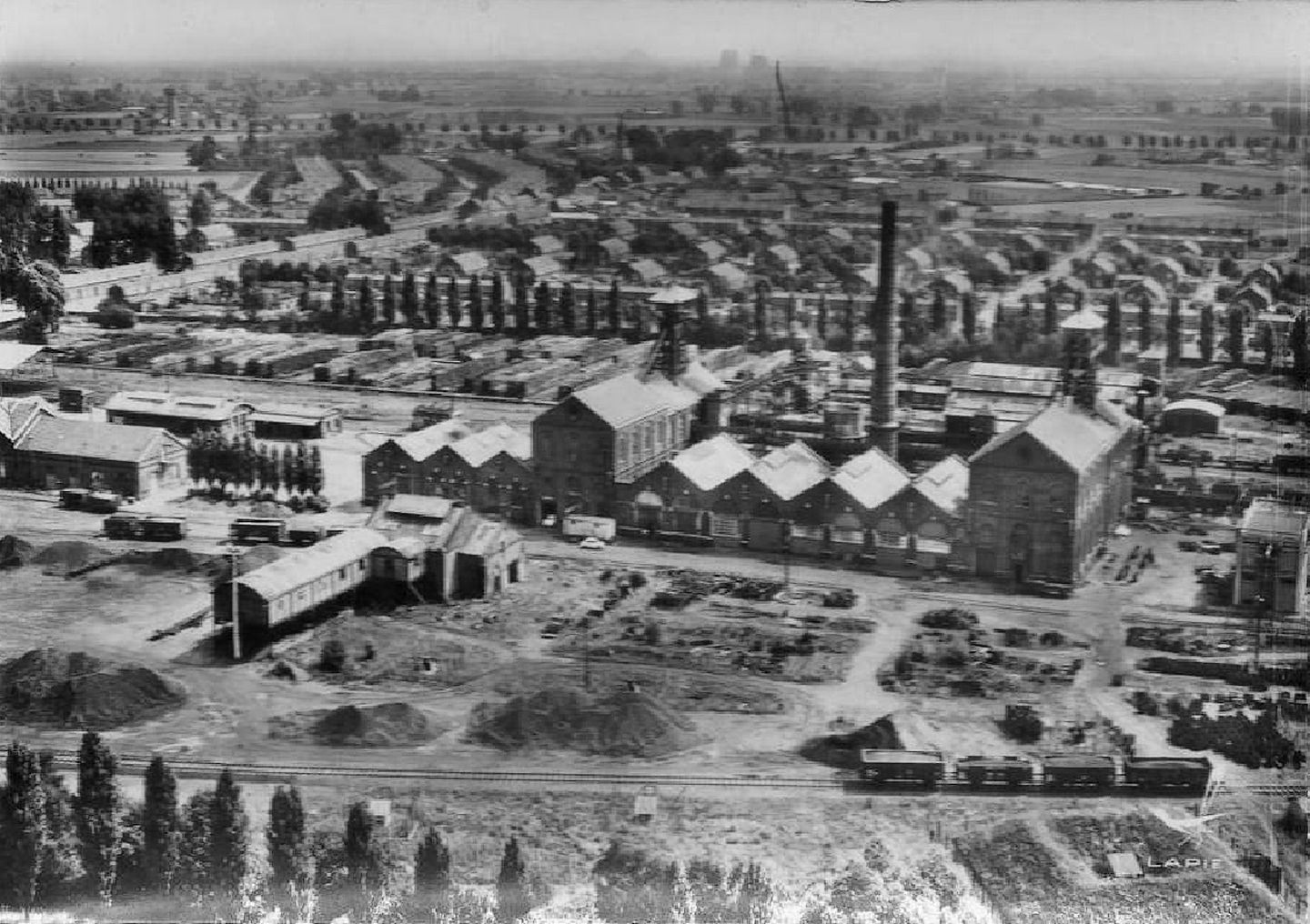
Vue aérienne.
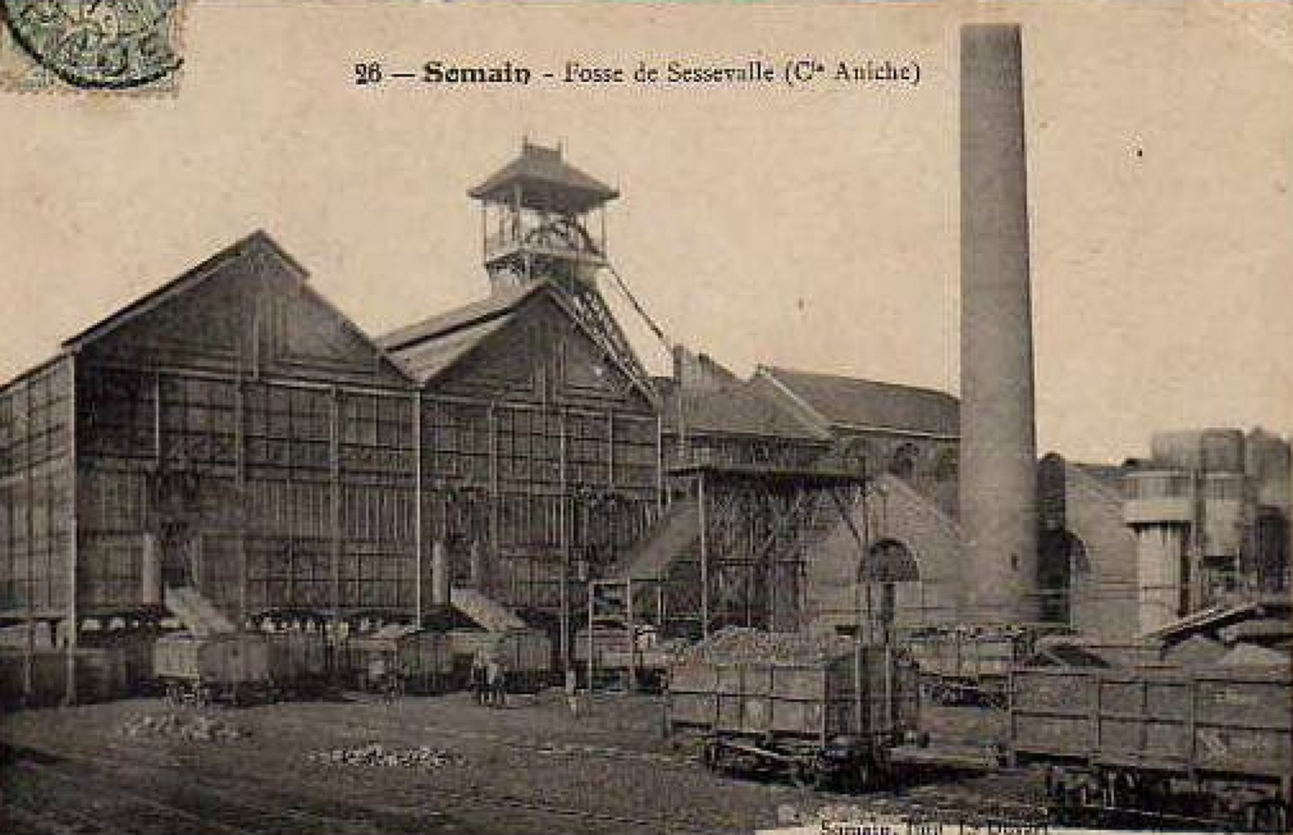
Le bâtiment principal et le triage.
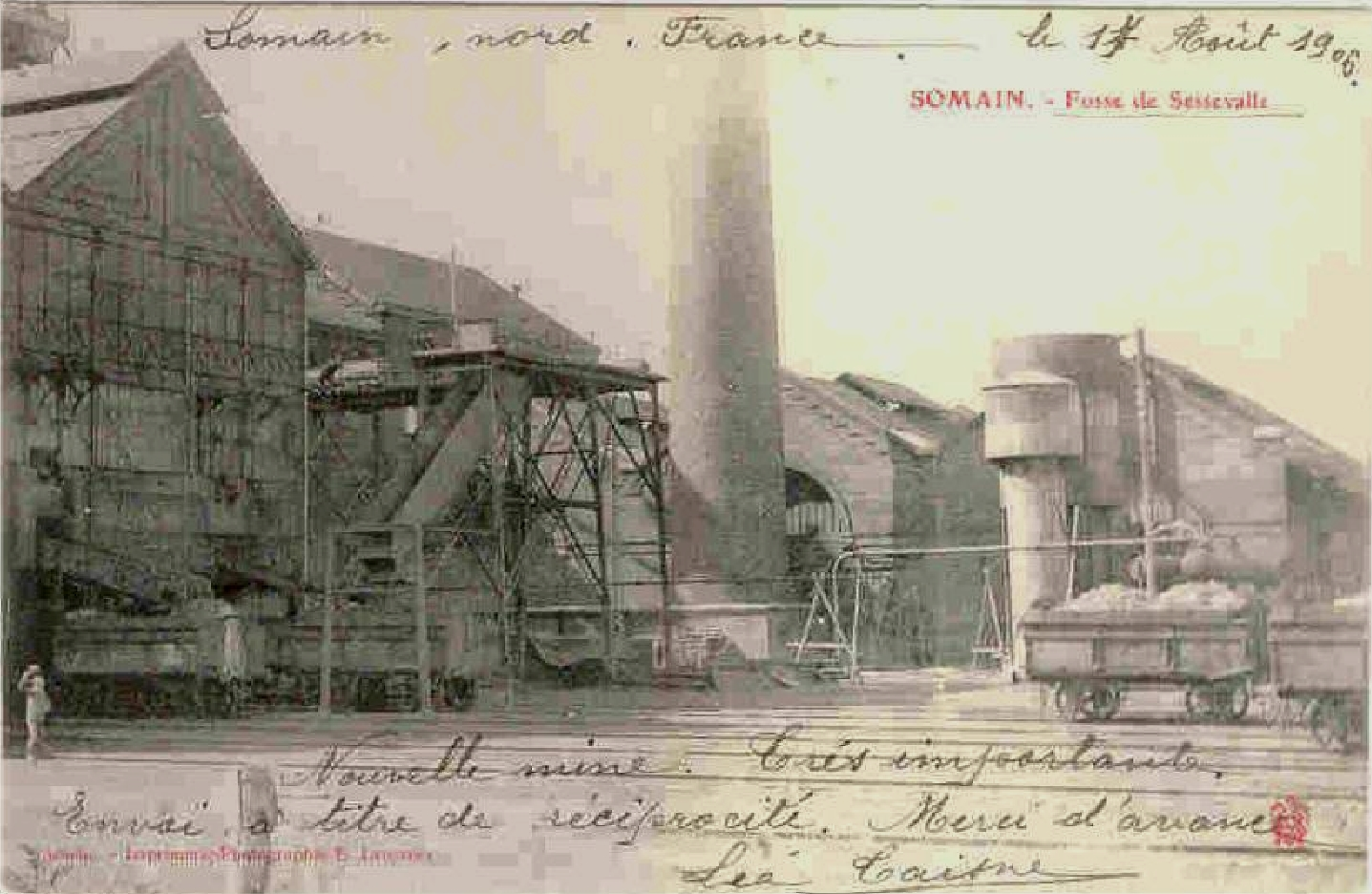
La fosse lors de sa première année d'exploitation en 1906.
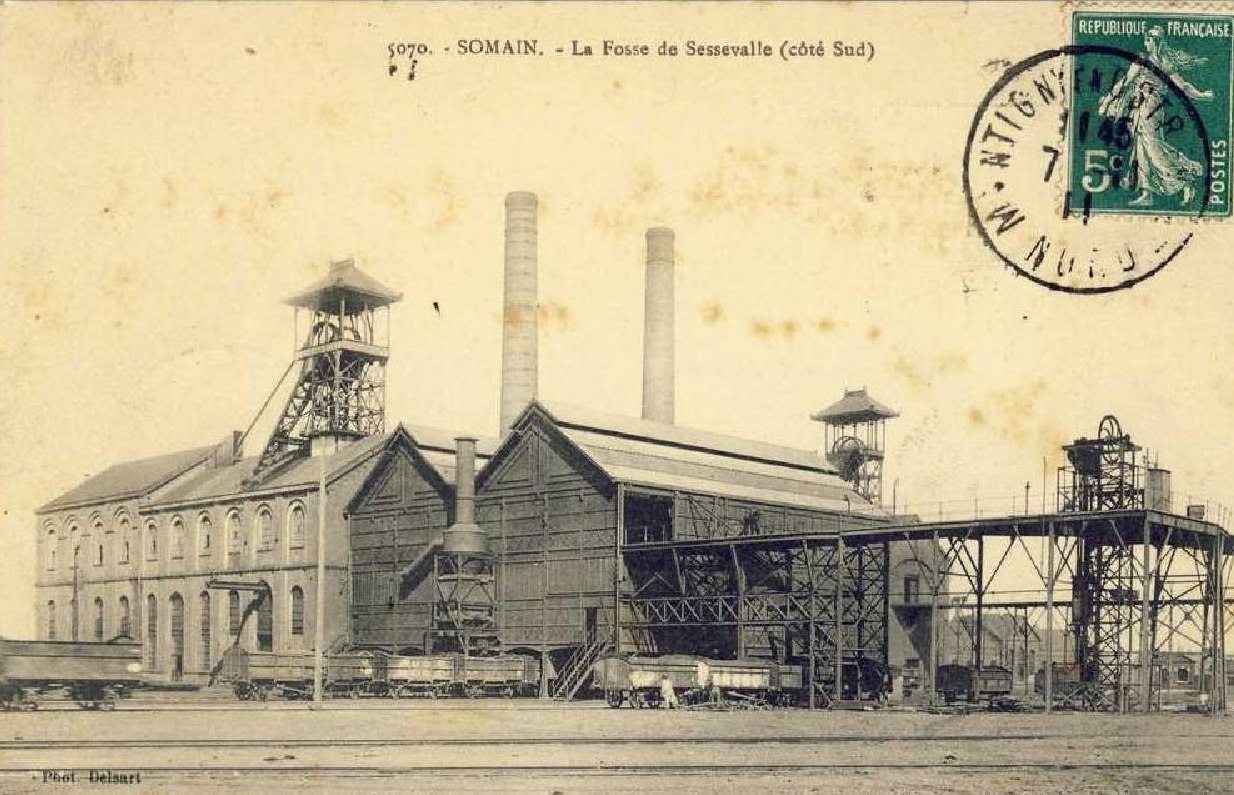
Vue du côté Sud.
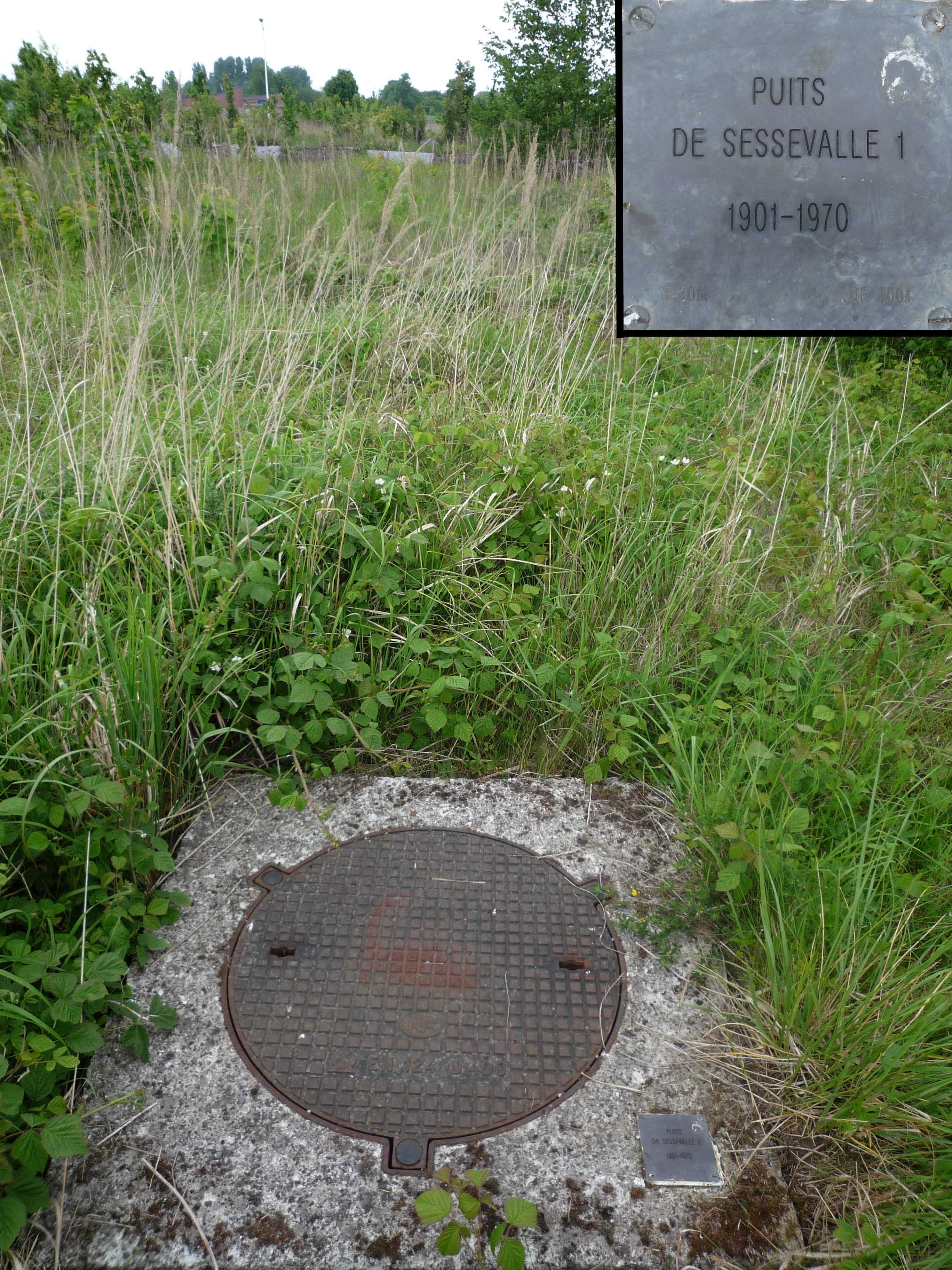
Sépulture du puits De Sessevalle no 1.
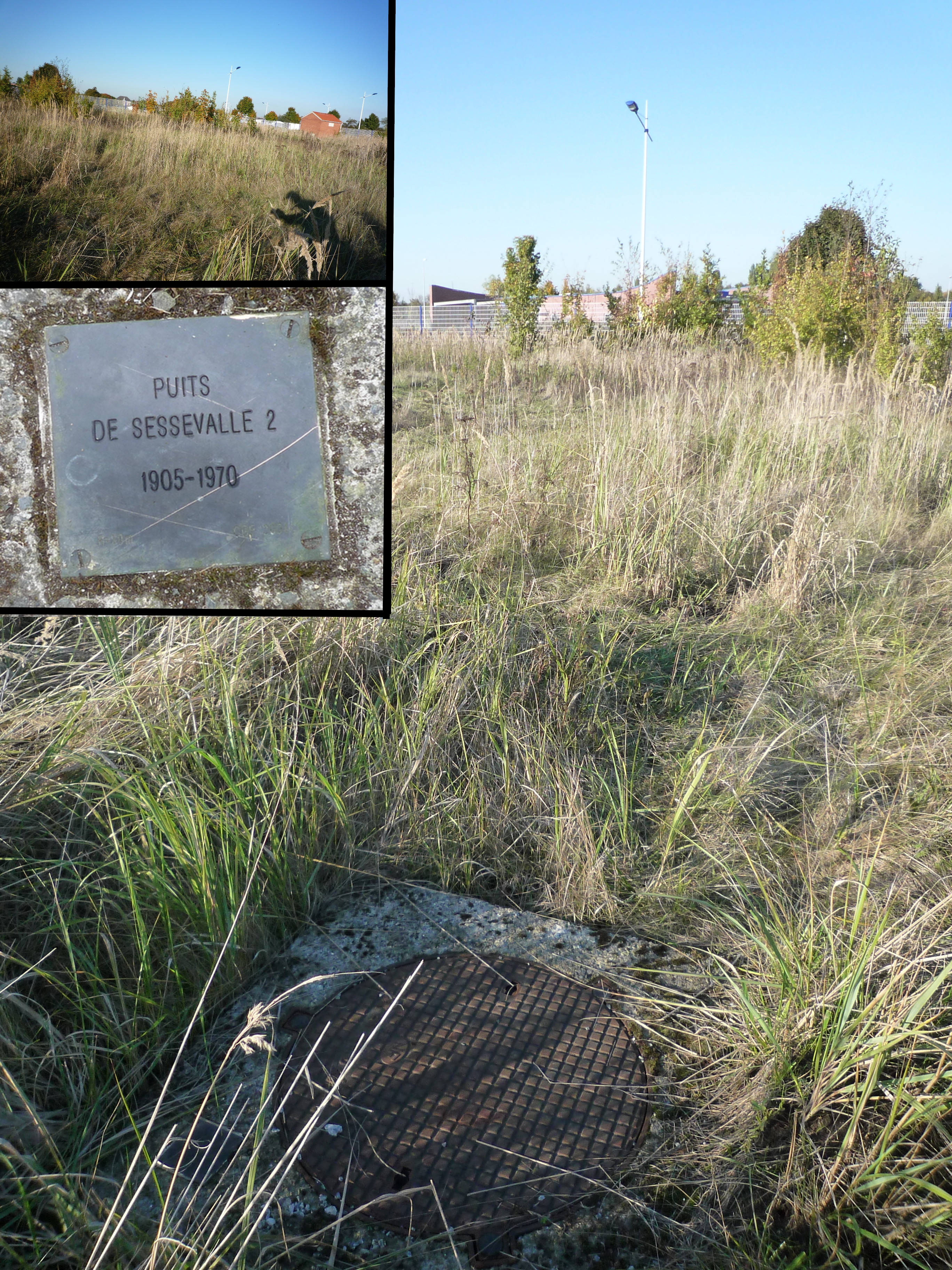
Sépulture du puits De Sessevalle no 2.

### Fosse Sébastopol
- À Erchin[JLH 25].

50° 19′ 19″ N, 3° 11′ 34″ E
1904 - 1961

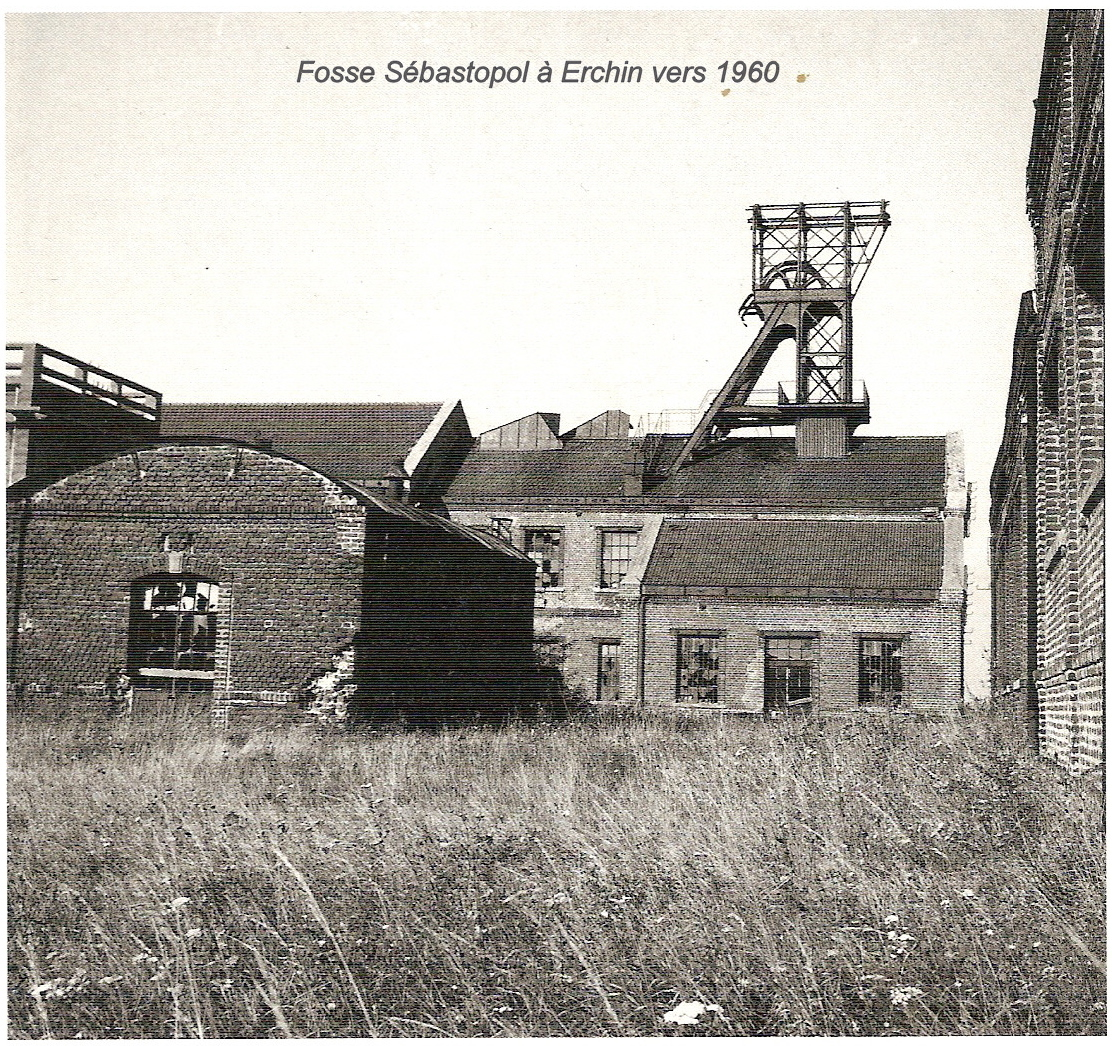
La fosse Sébastopol vers 1960.

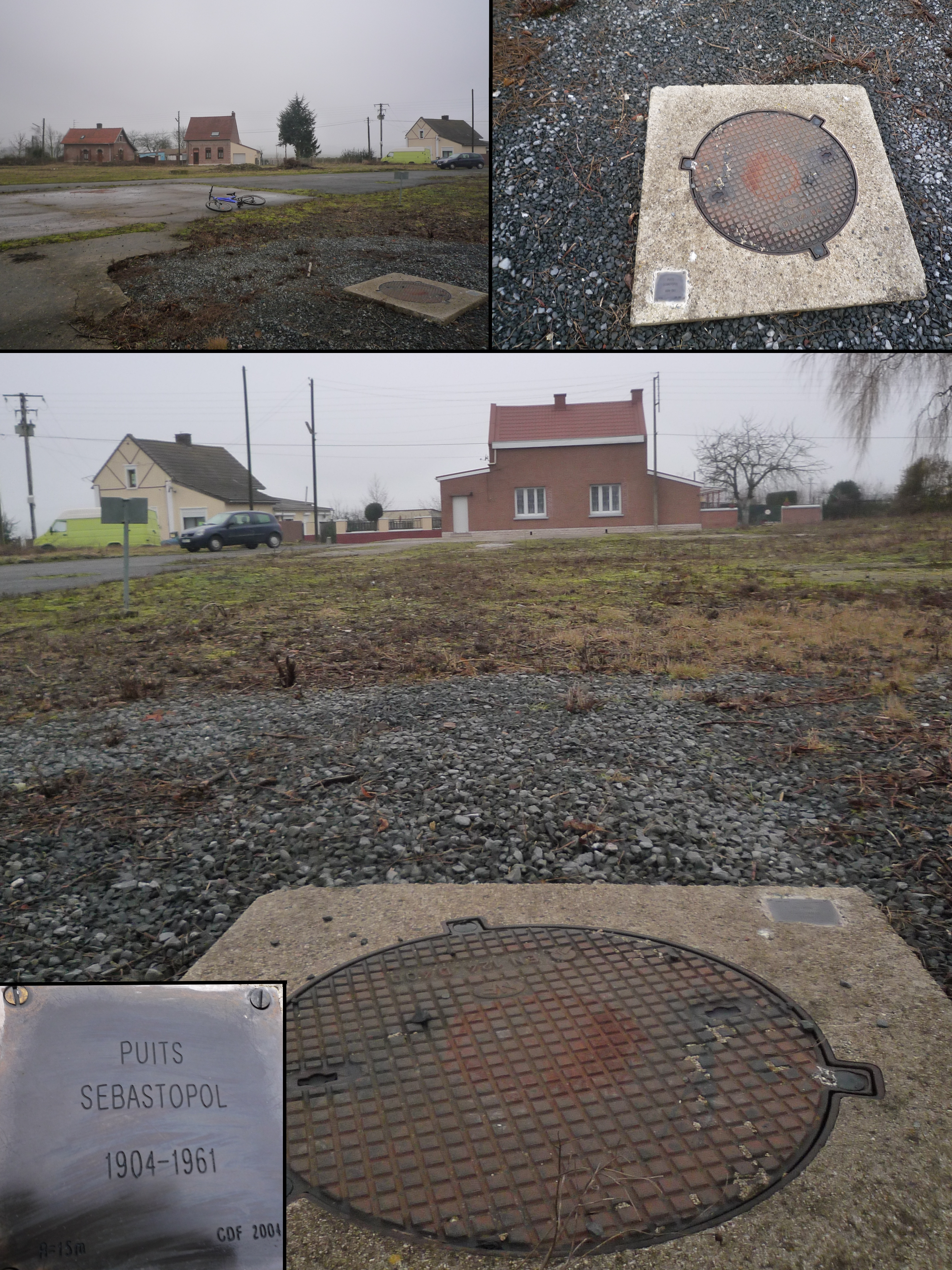
Le puits Sébastopol en 2010.

Le diamètre du puits est de 2,60 m, sa profondeur de 298 m. Le cuvelage est en fonte de 22,81 m à 67,20 m. Le terrain houiller a été atteint à 159,50 m. Il y avait deux étages de recette aux profondeurs de 200 m et 290 m.
L'ensemble des bâtiments (sauf le chevalet détruit bien avant) a été démoli en 2004. À 300 m au sud de cette fosse se trouvait le no 2 de la Compagnie des mines d'Azincourt. Cette fosse possédait son propre terril et avait aussi pour particularité de ne pas être reliée au réseau ferré.

### Fosse Bernard
- À Frais-Marais, hameau de Douai[JLH 26].

50° 24′ 00″ N, 3° 08′ 23″ E
1911 - 1960

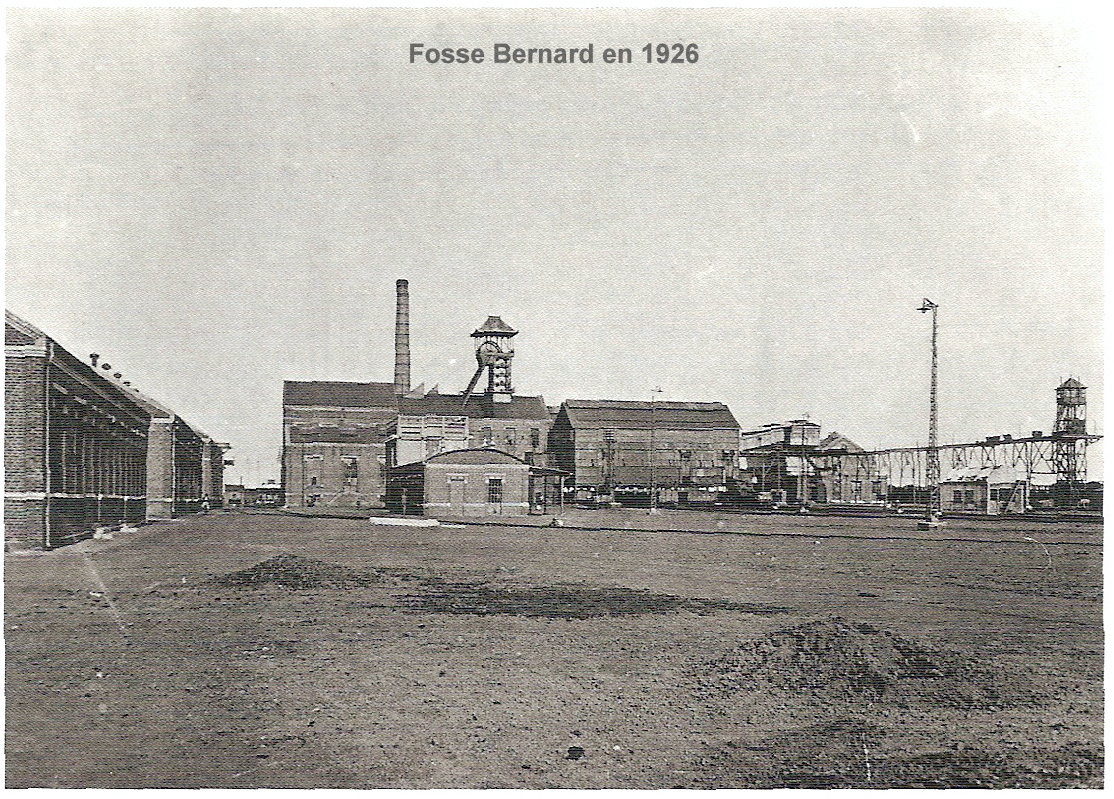
La fosse Bernard en 1926.

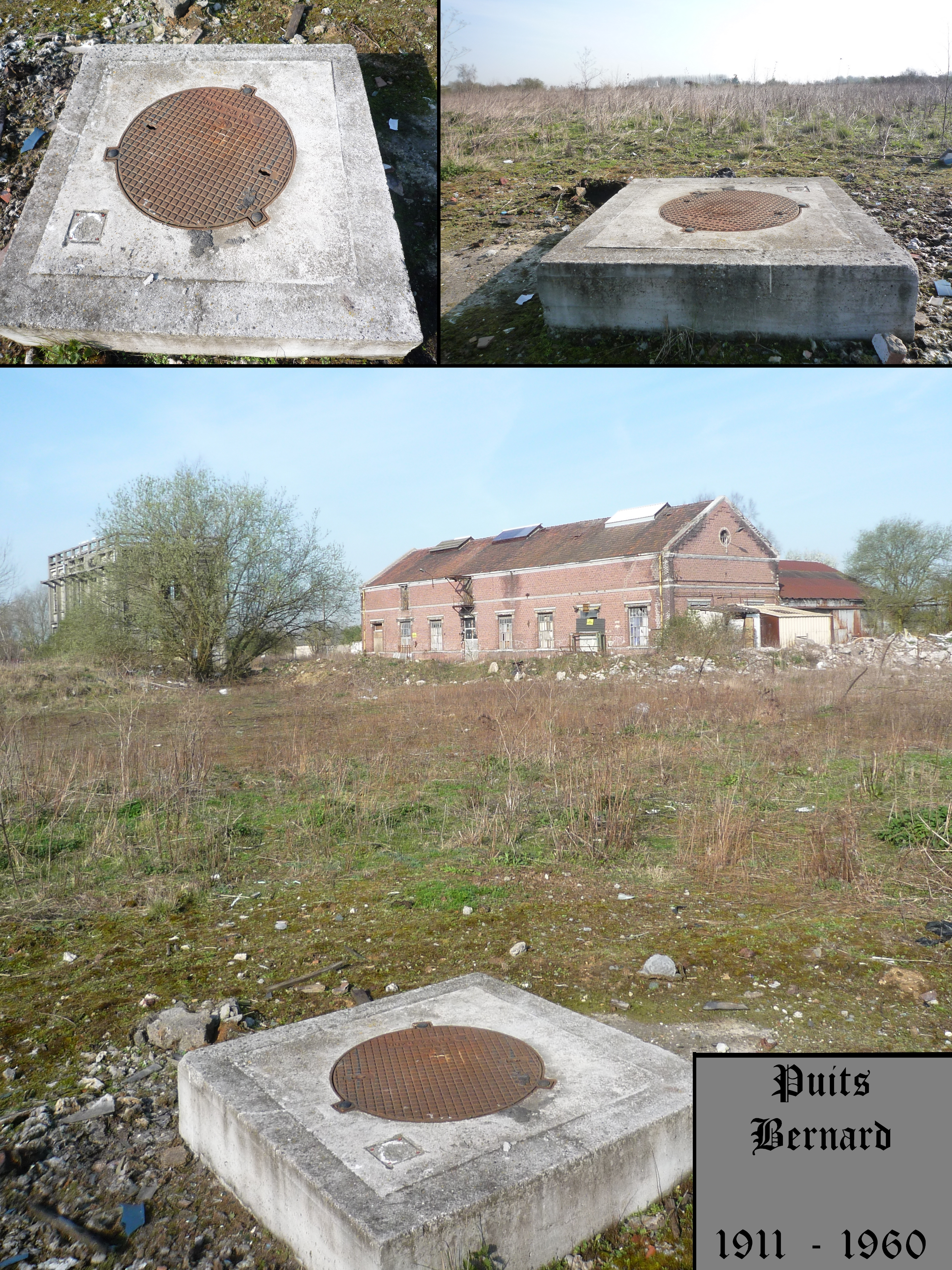
Le puits Bernard en avril 2010.

Le diamètre du puits est de 5 m, sa profondeur de 433 m. Le cuvelage est en fonte de 1,21 m à 93,78 m. Le terrain houiller a été atteint à 153,30 m. Il y avait trois étages de recette aux profondeurs de 200 m, 300 m et 425 m.
L'ensemble du bâtiment d'exploitation sauf celui du chevalet (déjà détruit) a été démoli au début de l'année 2007. Les bâtiments annexes subsistent encore.

### Fosse Delloye
- À Lewarde[JLH 27].

Puits Delloye no 1
50° 19′ 54″ N, 3° 10′ 21″ E
1911 - 1971
Le diamètre du puits est de 4 m, sa profondeur de 409 m. Le cuvelage est en fonte de 2,16 m à 87,72 m. Le terrain houiller a été atteint à 178,70 m. Il y avait trois étages de recette aux profondeurs de 260 m, 350 m et 401 m.
Puits Delloye no 2
50° 19′ 56″ N, 3° 10′ 21″ E
1927 - 1971
Le diamètre du puits est de 5 m, sa profondeur de 518 m. Le cuvelage est en fonte de 2,15 m à 88,87 m. Le terrain houiller a été atteint à 178,70 m. Il y avait quatre étages de recette aux profondeurs de 260 m, 350 m, 401 m et 513 m.
C'est sur le carreau de cette fosse qu'a ouvert en 1984 le Centre historique minier de Lewarde. Toutes les installations ont été conservées.

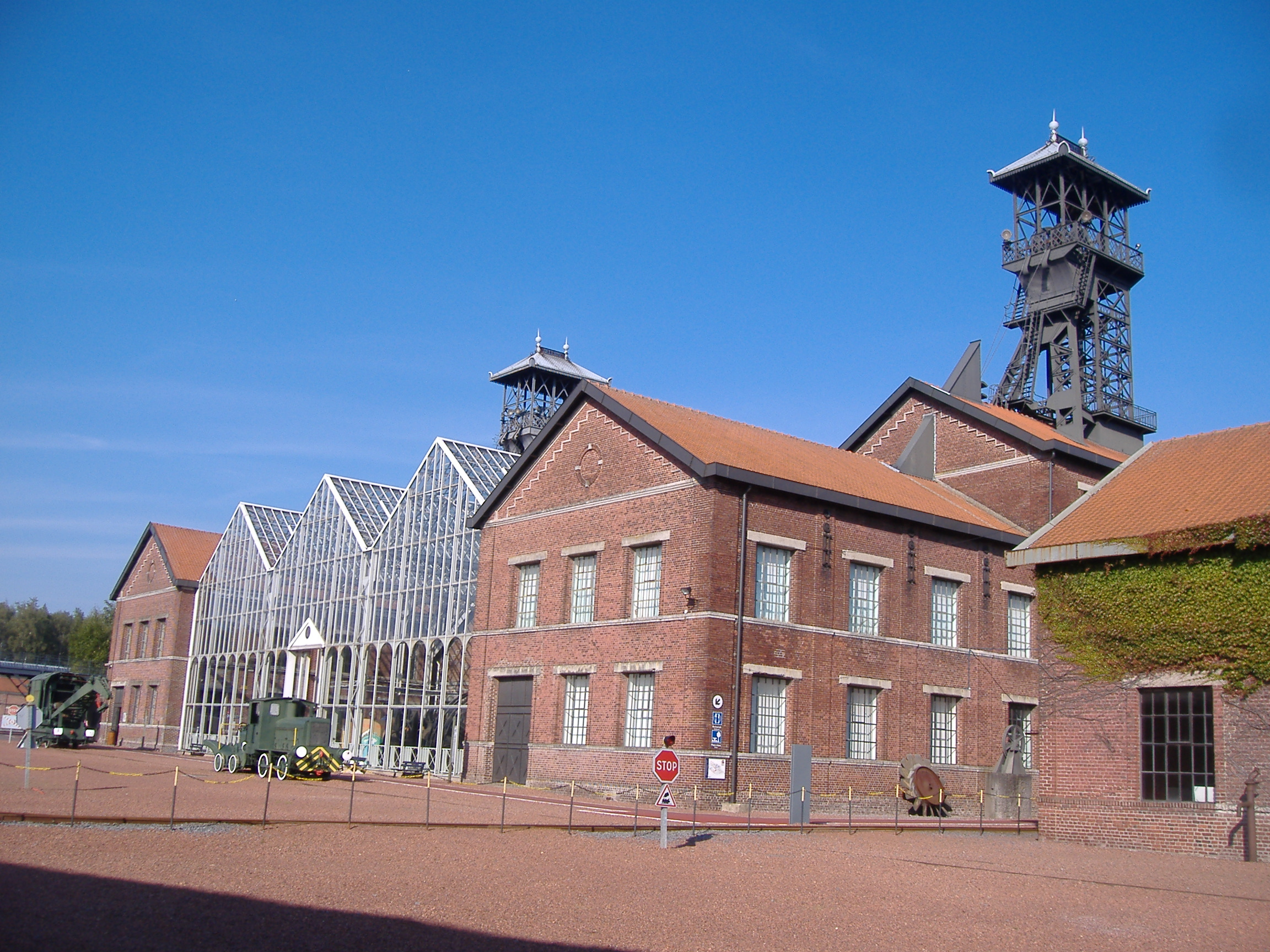
Bâtiment d'extraction.
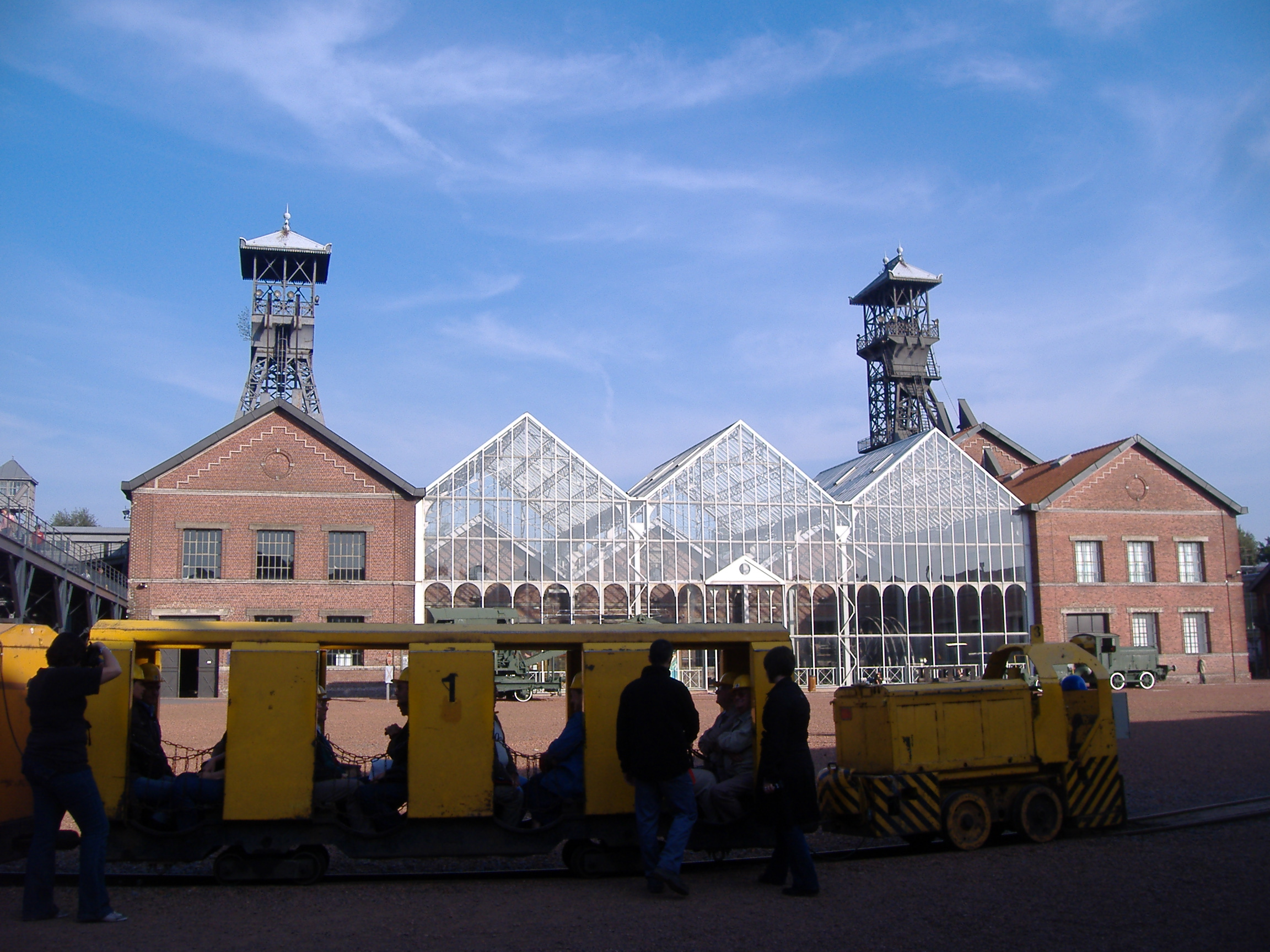
Le train qui emmène les passagers dans les galeries reconstituées.
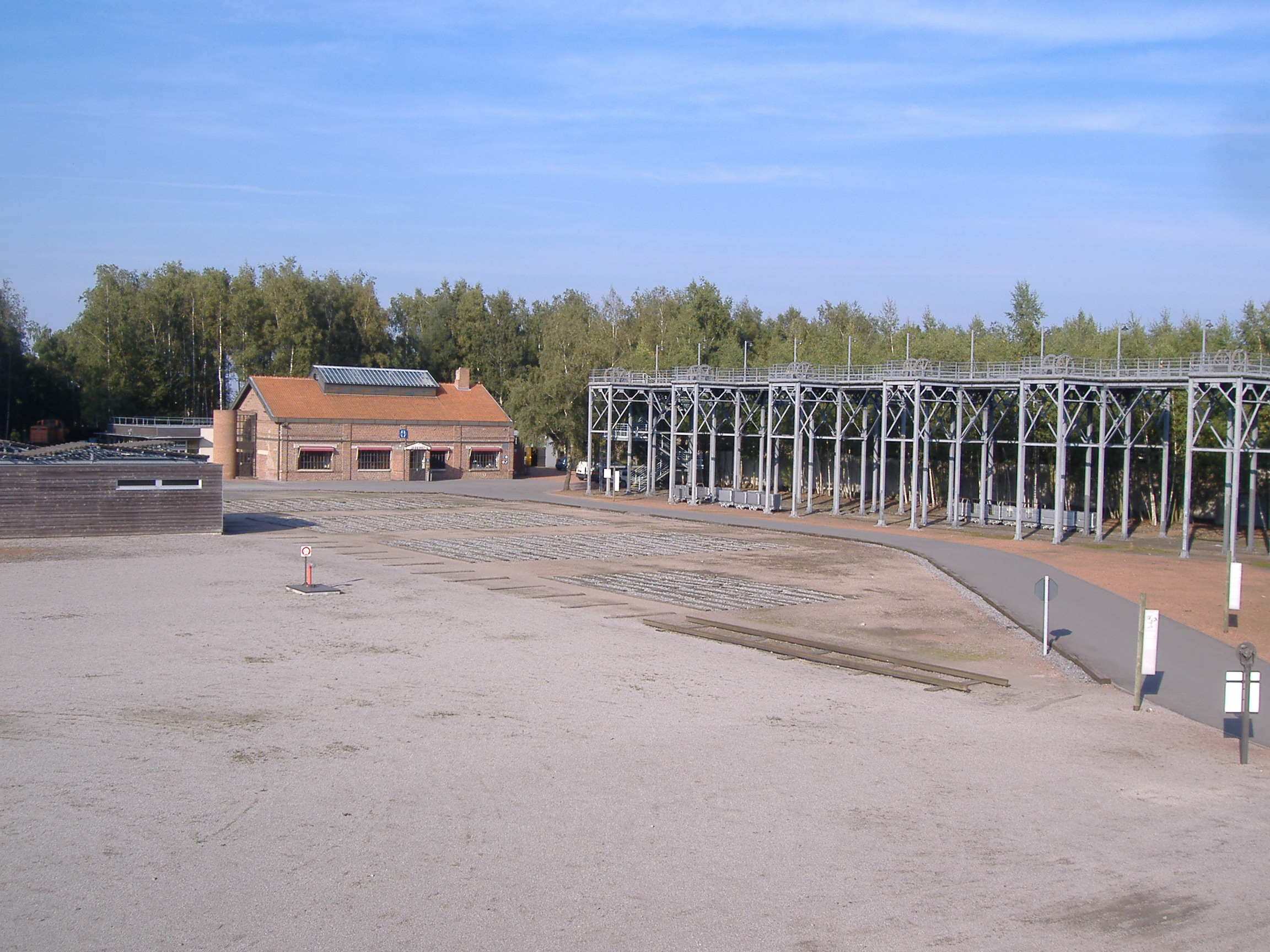
La scierie, devenue restaurant.
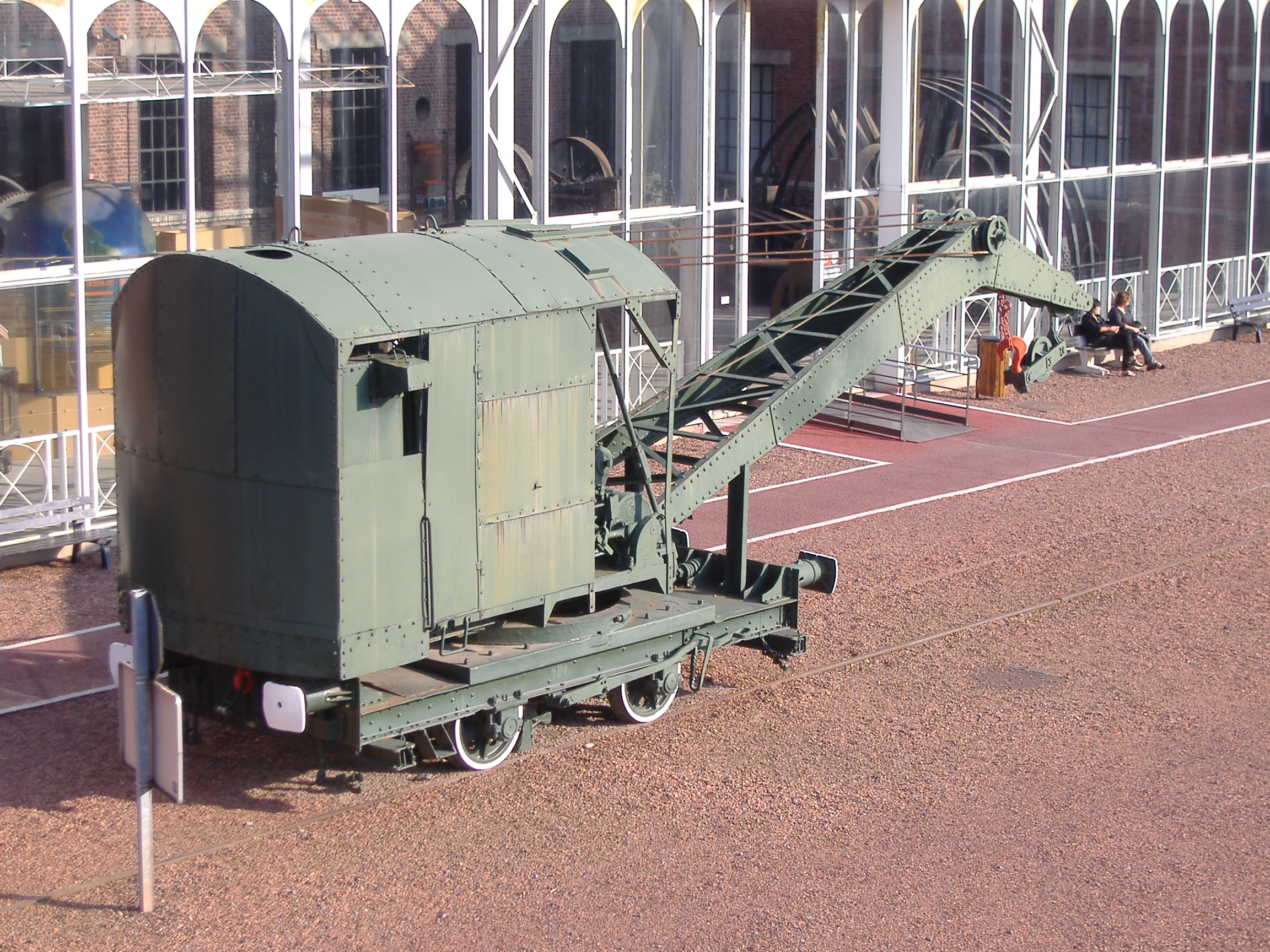
Une grue ferroviaire.
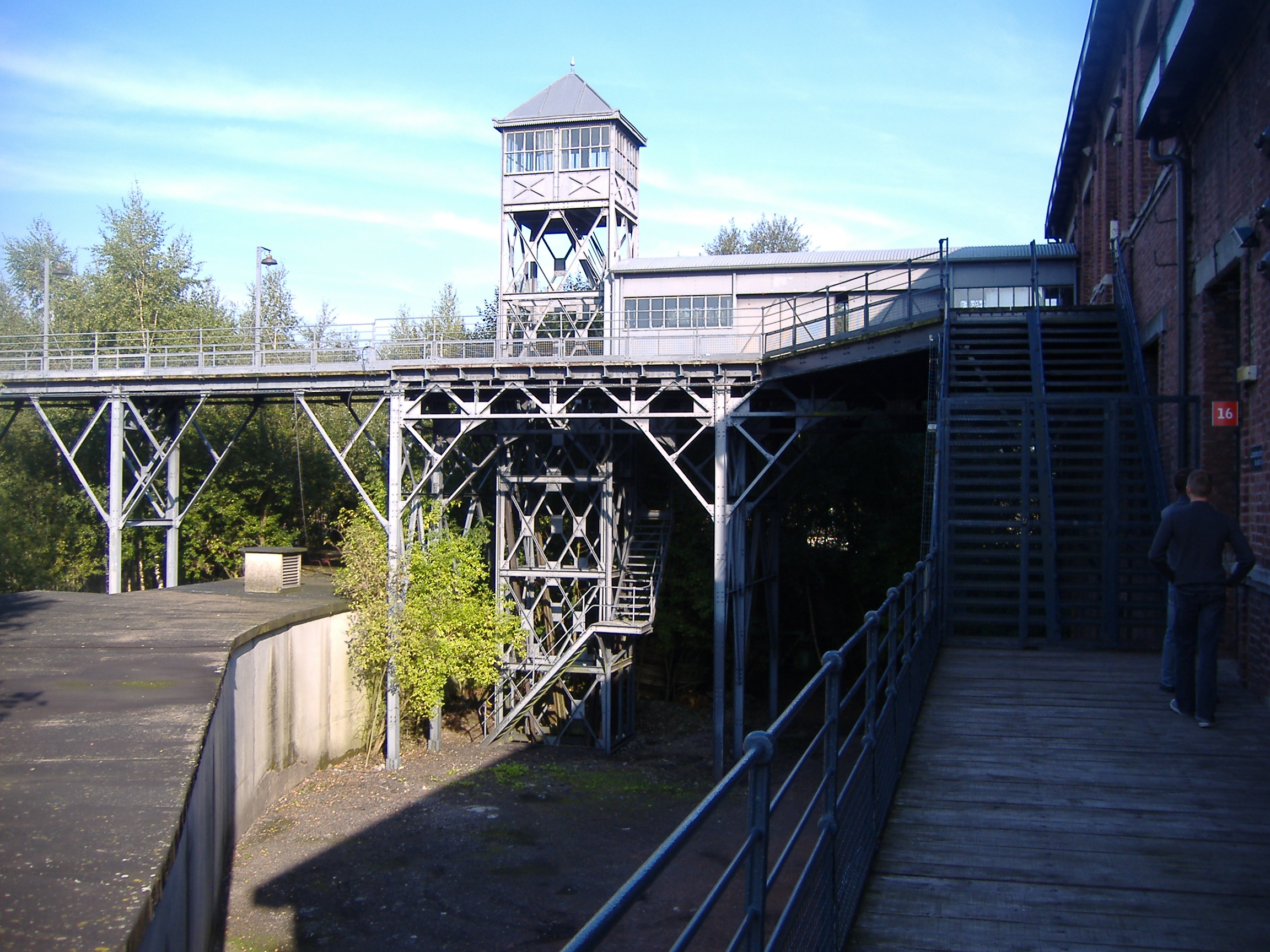
Passerelle d'accès au moulinage du puits no 2.

### Fosse Lemay
- À Pecquencourt[JLH 28].

Puits Lemay no 1
50° 22′ 03″ N, 3° 13′ 32″ E
1912 - 1985

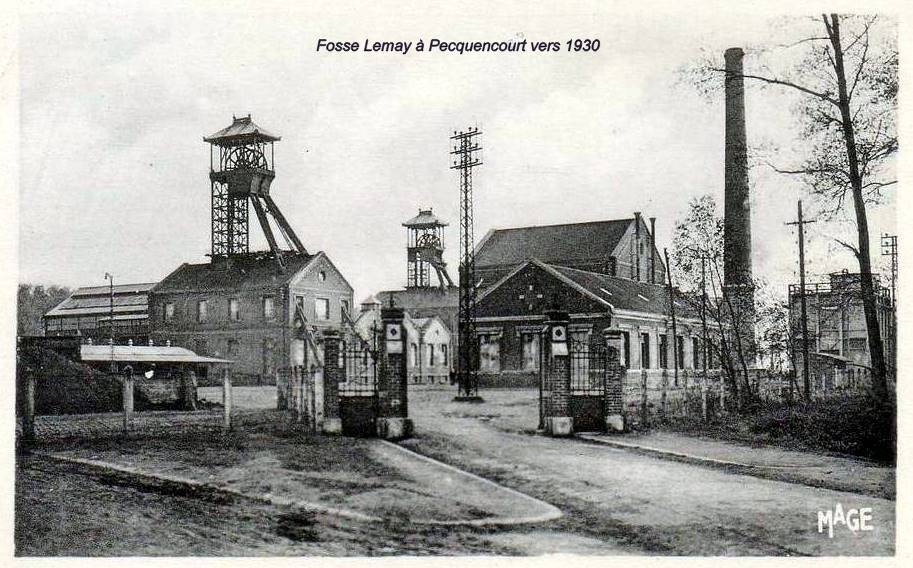
La fosse Lemay vers 1930

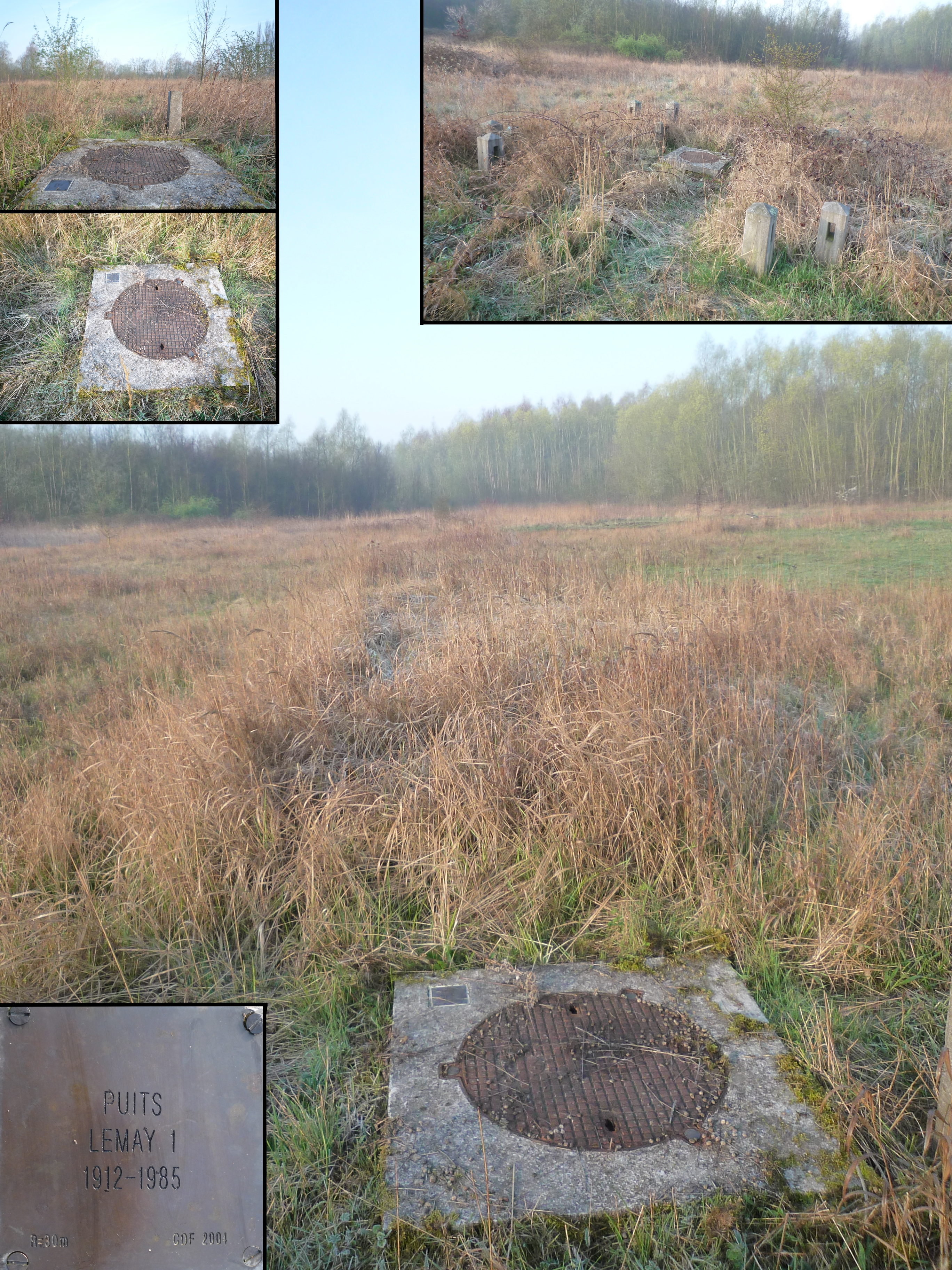
Le puits Lemay no 1 en avril 2010.

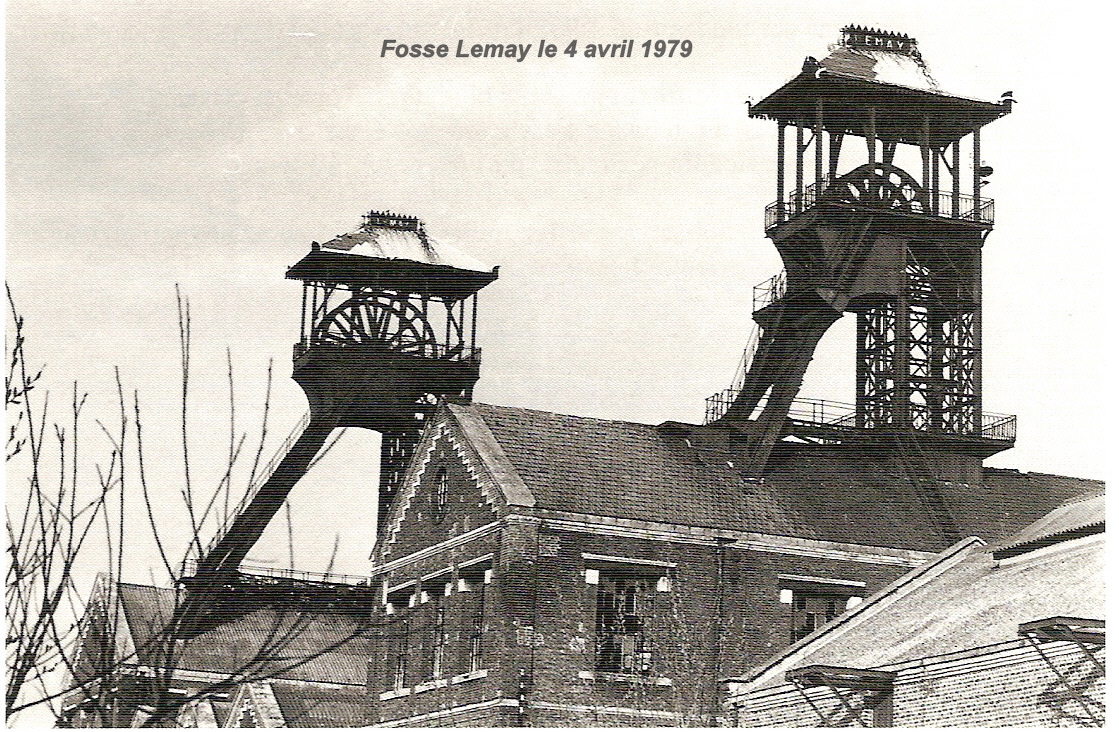
La fosse Lemay en 1979

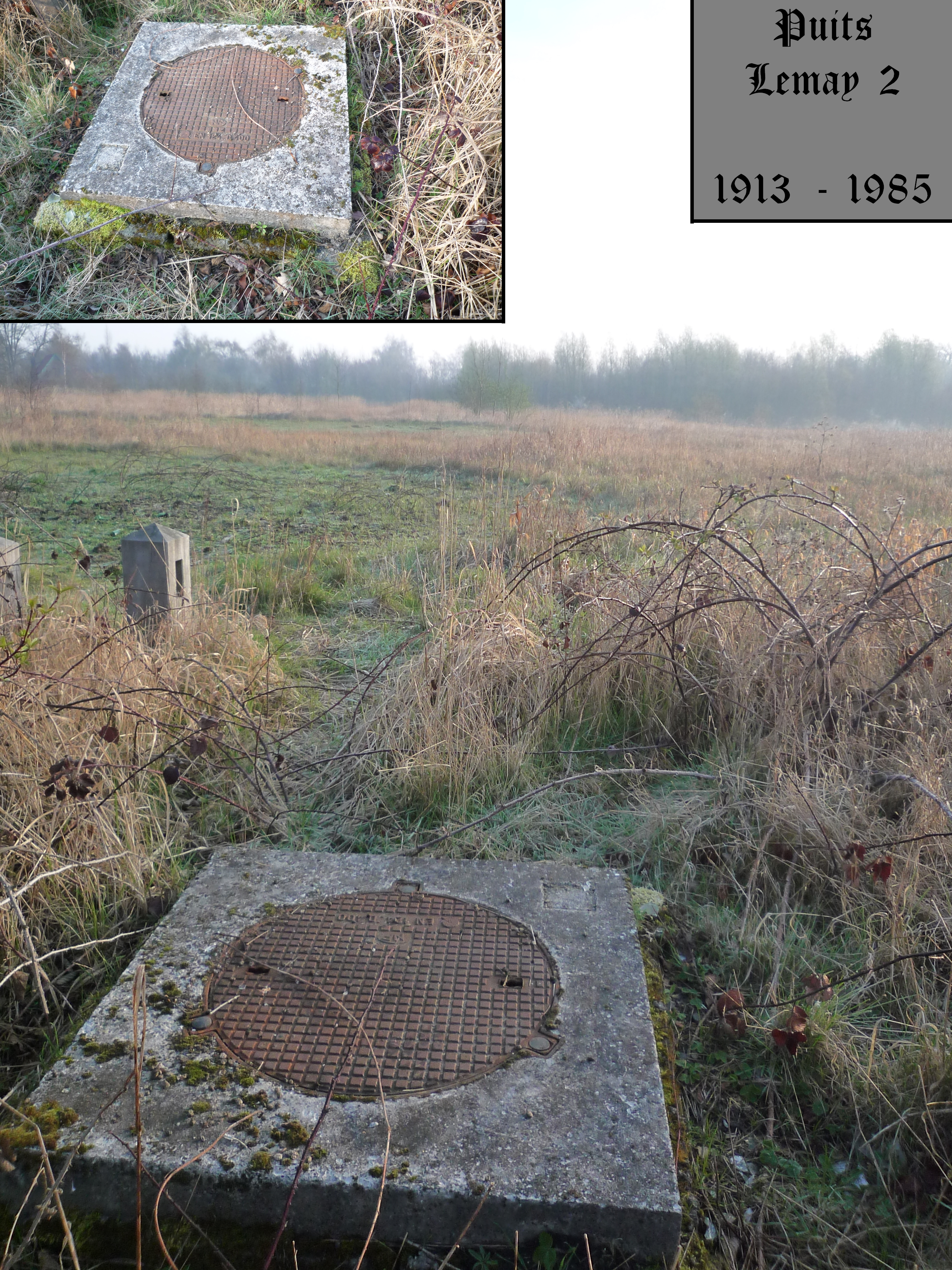
Le puits Lemay no 2 en avril 2010.

Le diamètre du puits est de 5,10 m, sa profondeur de 418 m. Le cuvelage est en fonte de 1,12 m à 90,20 m. Le terrain houiller a été atteint à 143,70 m. Il y avait cinq étages de recette aux profondeurs de 180 m, 290 m, 302 m, 358 m et 413 m.
Puits Lemay no 2
50° 22′ 02″ N, 3° 13′ 31″ E
1913 - 1985
Le diamètre du puits est de 4 m, sa profondeur de 302 m. Le cuvelage est en fonte de 98 cm à 88,98 m. Le terrain houiller a été atteint à 143,30 m. Il y avait deux étages de recette aux profondeurs de 180 m et 290 m.
Cette fosse a été regroupée sur Barrois en 1965. Les schistes étaient envoyés sur le terril de Rieulay.

### Fosse Bonnel
- À Lallaing[JLH 29]

Puits Bonnel no 1
50° 22′ 48″ N, 3° 09′ 51″ E
1913 - 1985

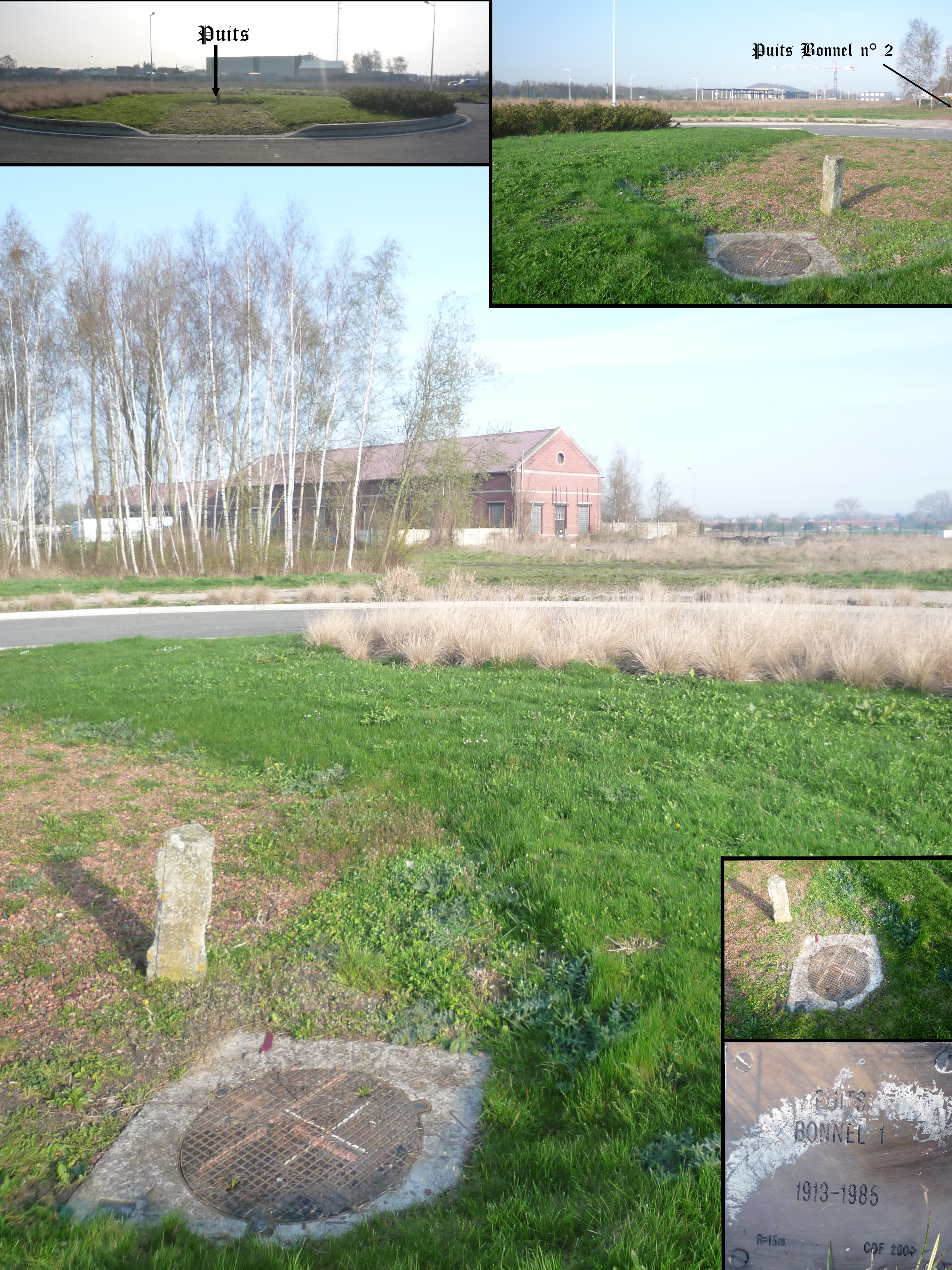
Le puits Bonnel no 1 en avril 2010.

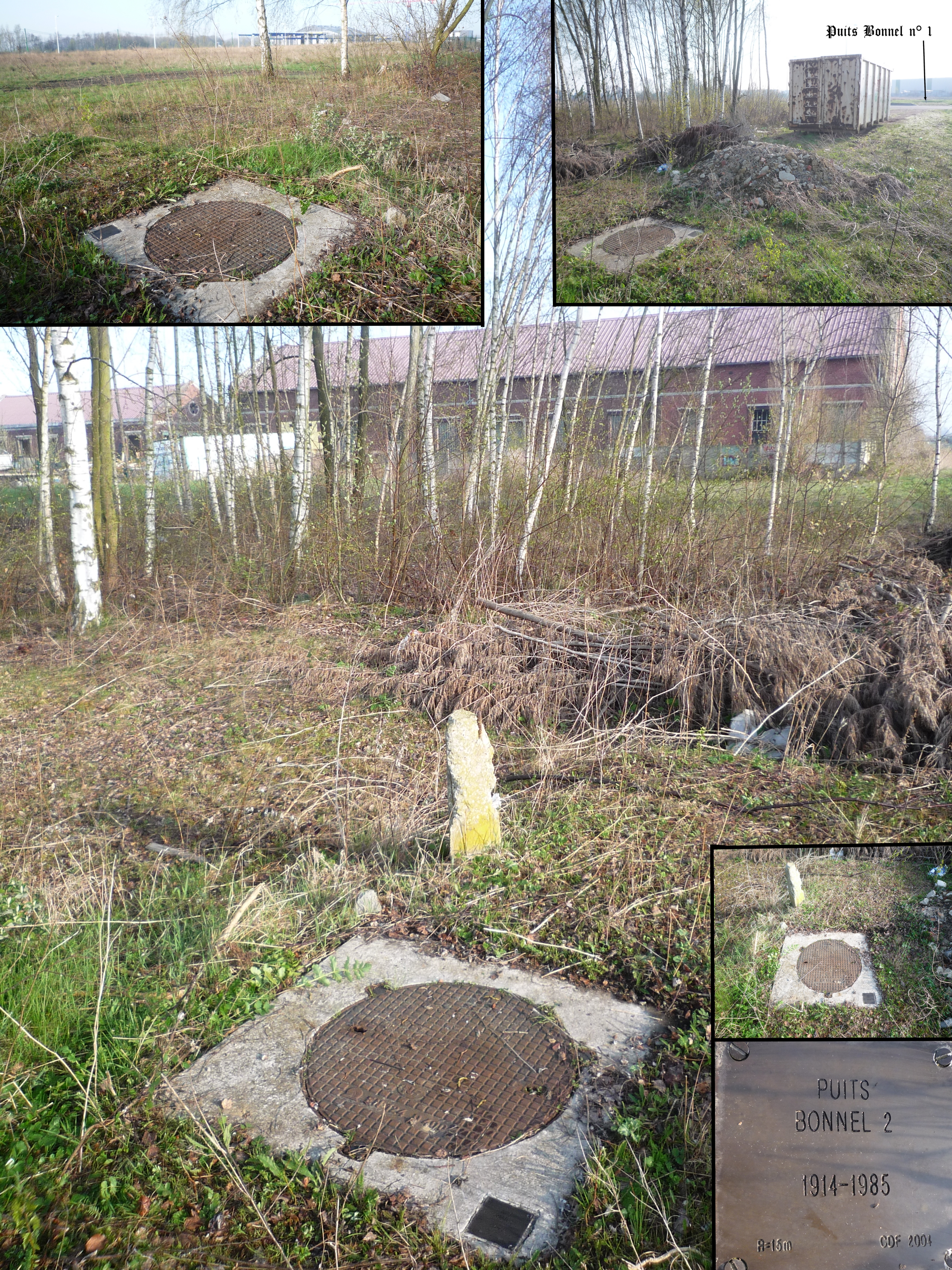
Le puits Bonnel no 2 en avril 2010.

Le diamètre du puits est de 5,10 m, sa profondeur de 500 m. Le cuvelage est en fonte de 90 cm à 89,20 m. Le terrain houiller a été atteint à 148,50 m. Il y avait huit étages de recette aux profondeurs de 160 m, 199 m, 225 m, 290 m, 303 m, 358 m, 413 m et 495 m.
Puits Bonnel no 2
50° 22′ 48″ N, 3° 09′ 48″ E
1914 - 1985
Le diamètre du puits est de 4 m, sa profondeur de 305 m. Le cuvelage est en fonte de 90 cm à 89,32 m. Le terrain houiller a été atteint à 147,50 m. Il y avait quatre étages de recette aux profondeurs de 160 m, 198 m, 225 m et 290 m.
En 1974, la fosse cesse complètement son service. Tout son personnel est transféré à Barrois. L'ancien triage, la salle des machines du no 1 et la cheminée sont démolis en 1980. Les puits no 1 et 2 sont remblayés en 1985. Le chevalet du no 1 est dynamité le 2 avril 1986, celui du no 2 tombe le 15 avril.

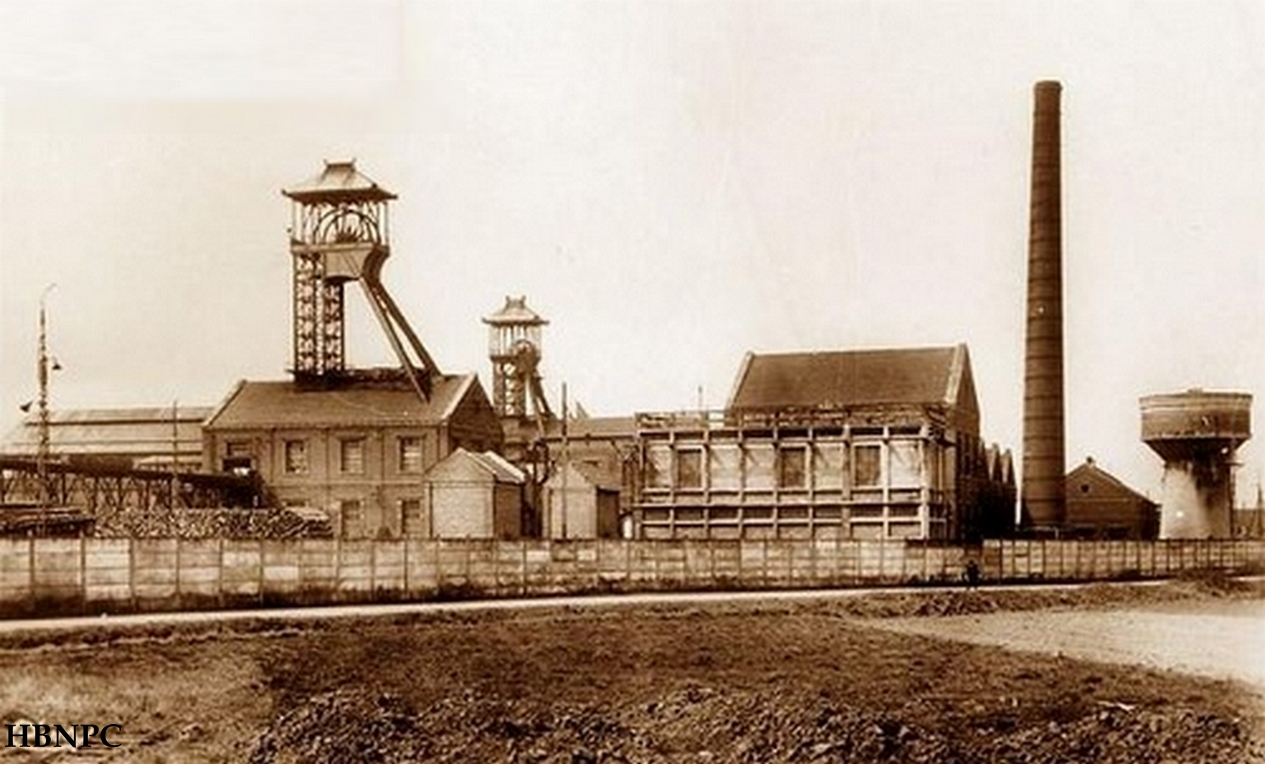
La fosse Bonnel à Lallaing.
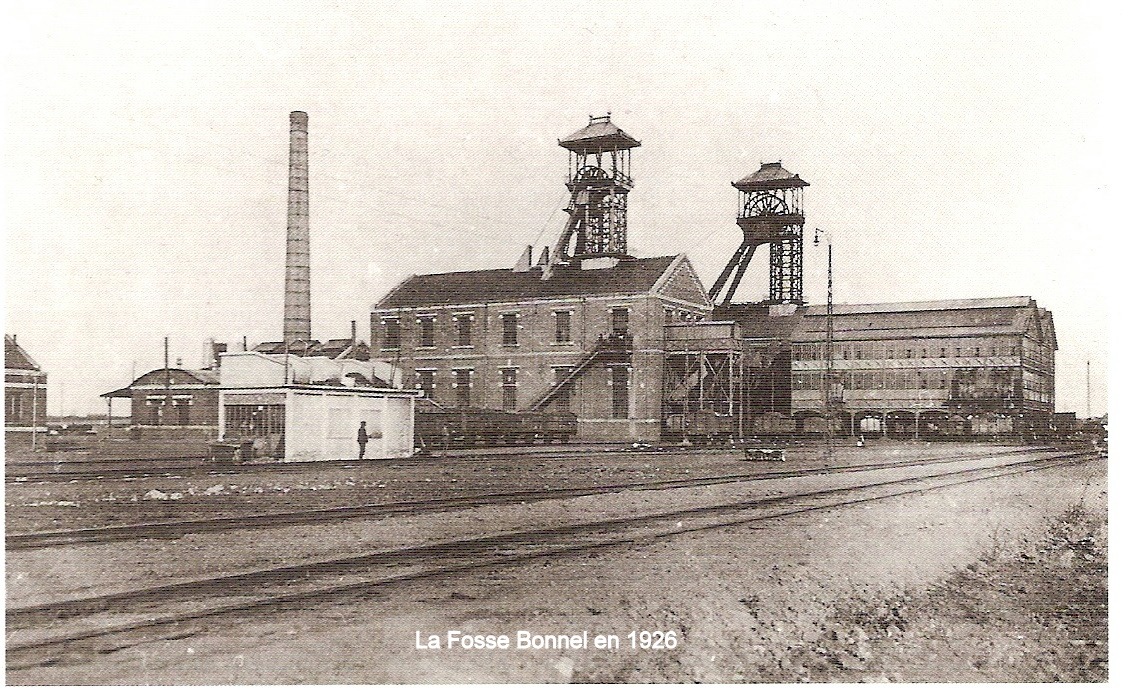
La fosse Bonnel en 1926.
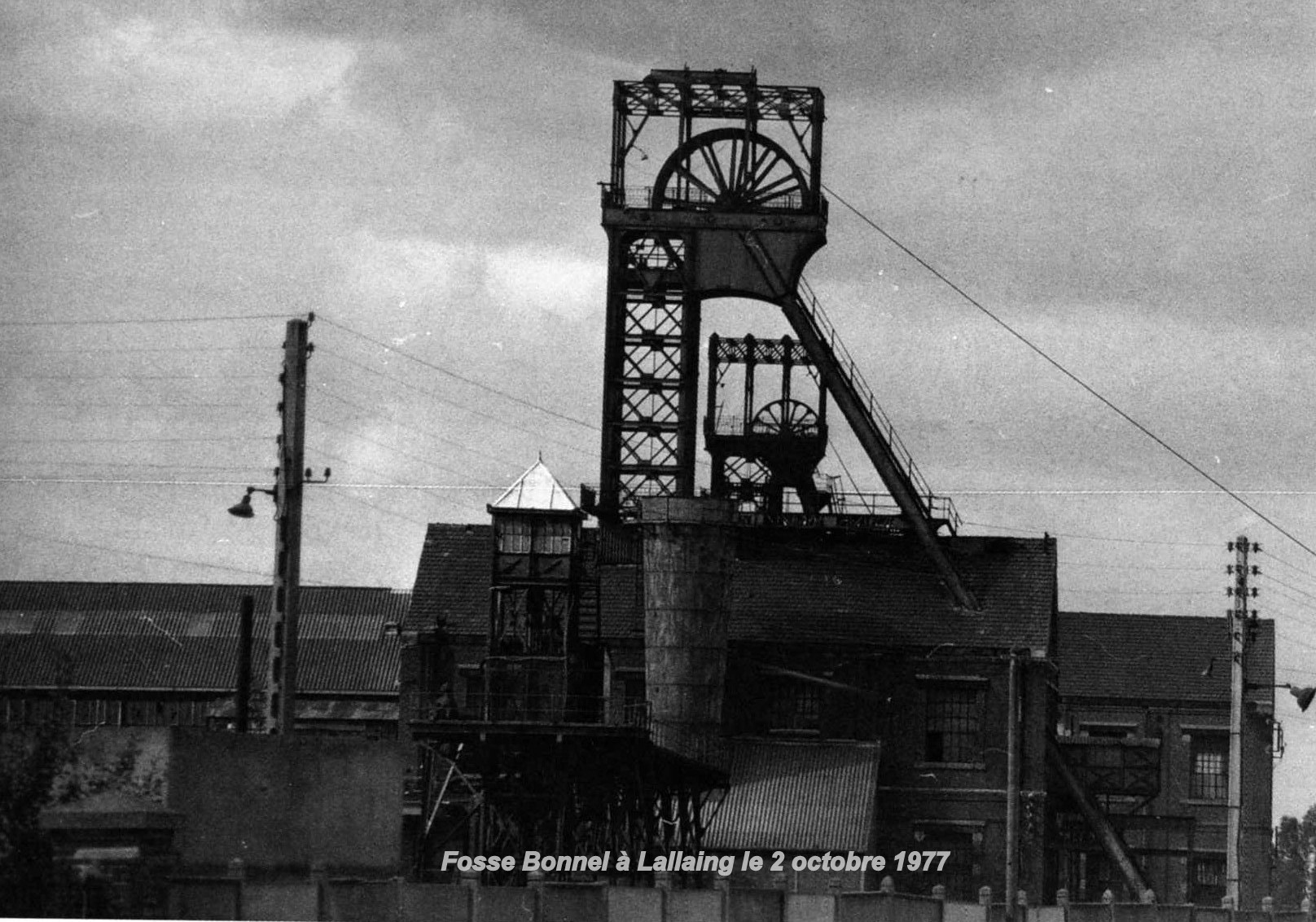
La fosse Bonnel le 2 octobre 1977.

### Depuis 1922, les deux fosses de la Compagnie des mines de Flines

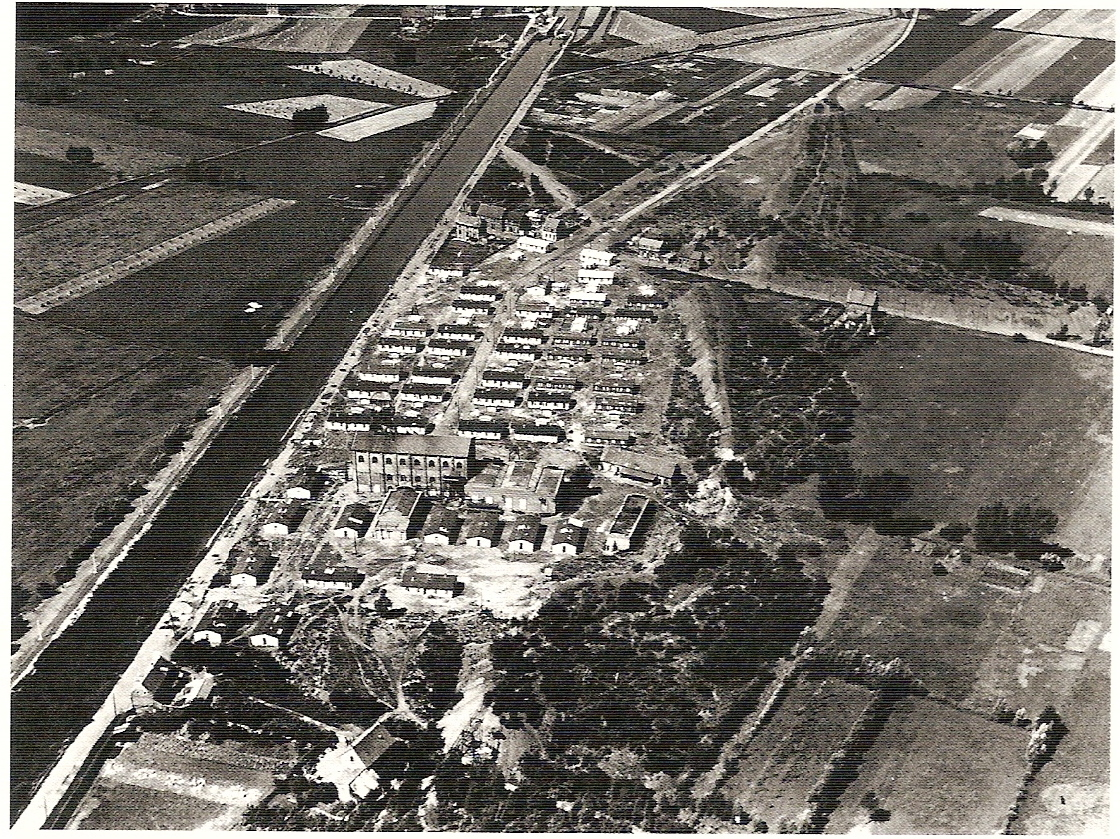
Vue aérienne de la fosse no 1 en 1949.

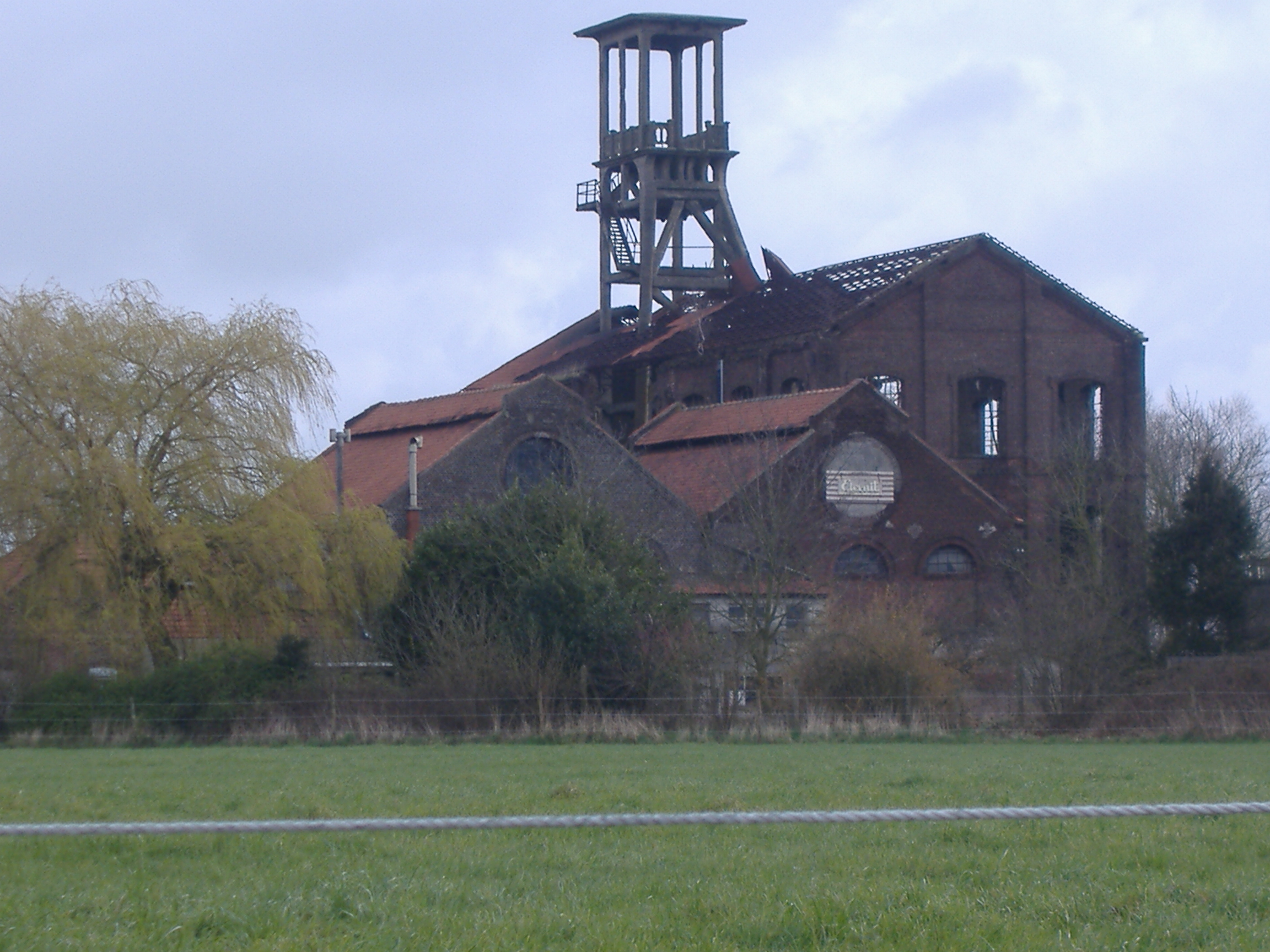
Vue de la fosse no 2 le lundi 24 mars 2008.

Le 13 janvier 1922, la Compagnie des mines d'Aniche rachète celle de Flines, et ses deux fosses :
- la fosse no 1 Saint Charles (50° 23′ 34″ N, 3° 10′ 51″ E).
- la fosse no 2 de Flines à Anhiers (50° 24′ 05″ N, 3° 09′ 36″ E).

### Fosse Barrois
- À Pecquencourt[JLH 30].

Puits Barrois no 1
50° 22′ 22″ N, 3° 11′ 37″ E
1927 - 1985

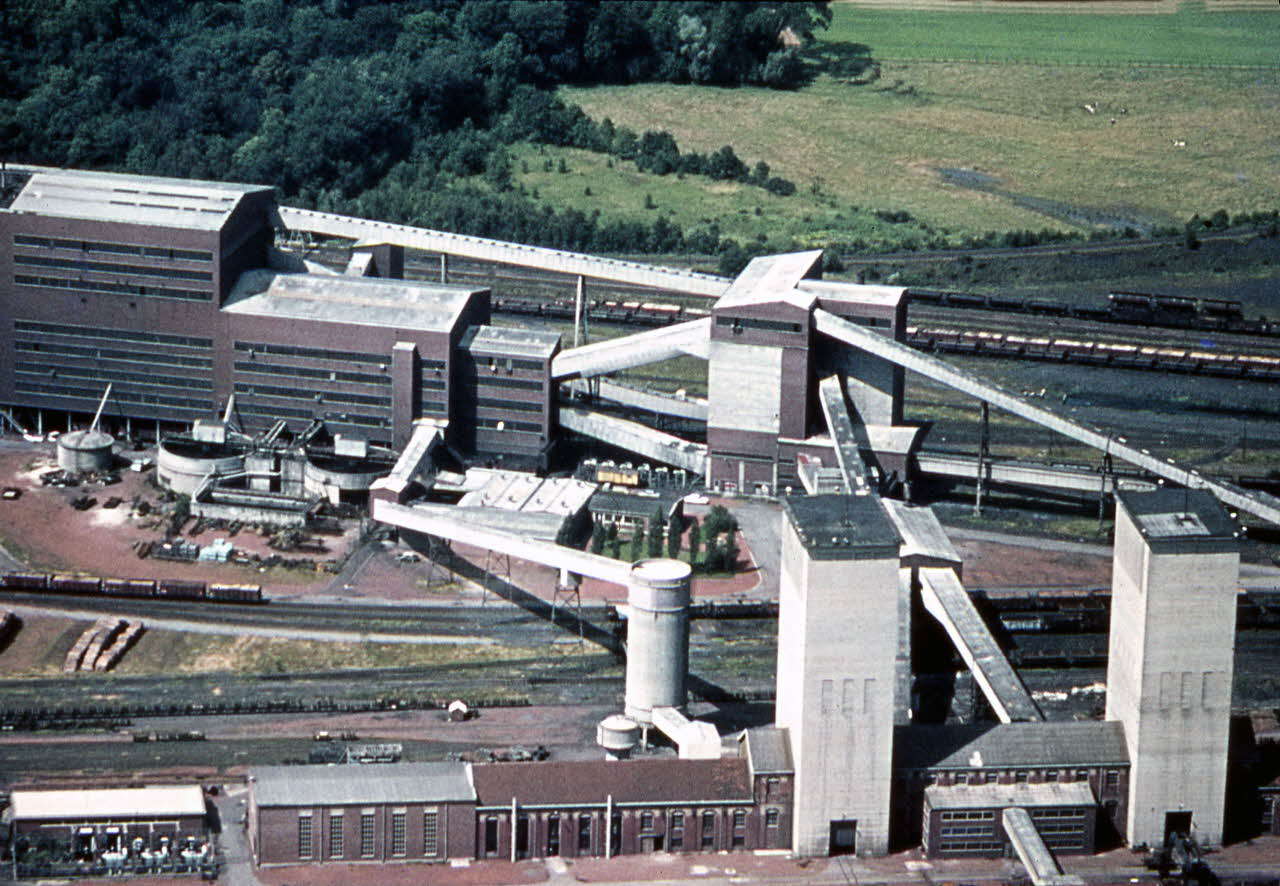
Grand ensemble Barrois des mines d'Aniche, à Pecquencourt. Le lavoir est visible au second plan.

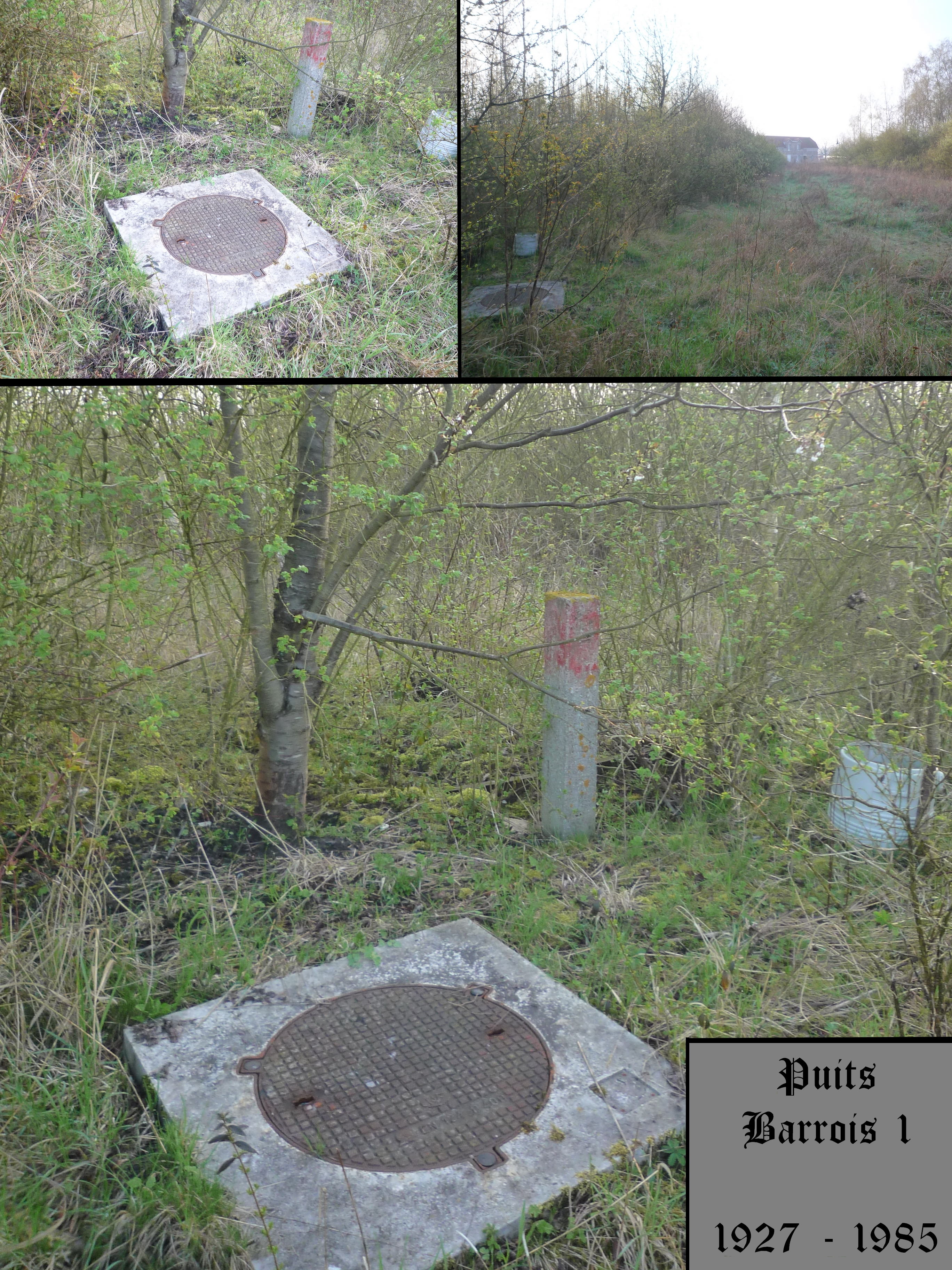
Le puits Barrois no 1 en avril 2010.

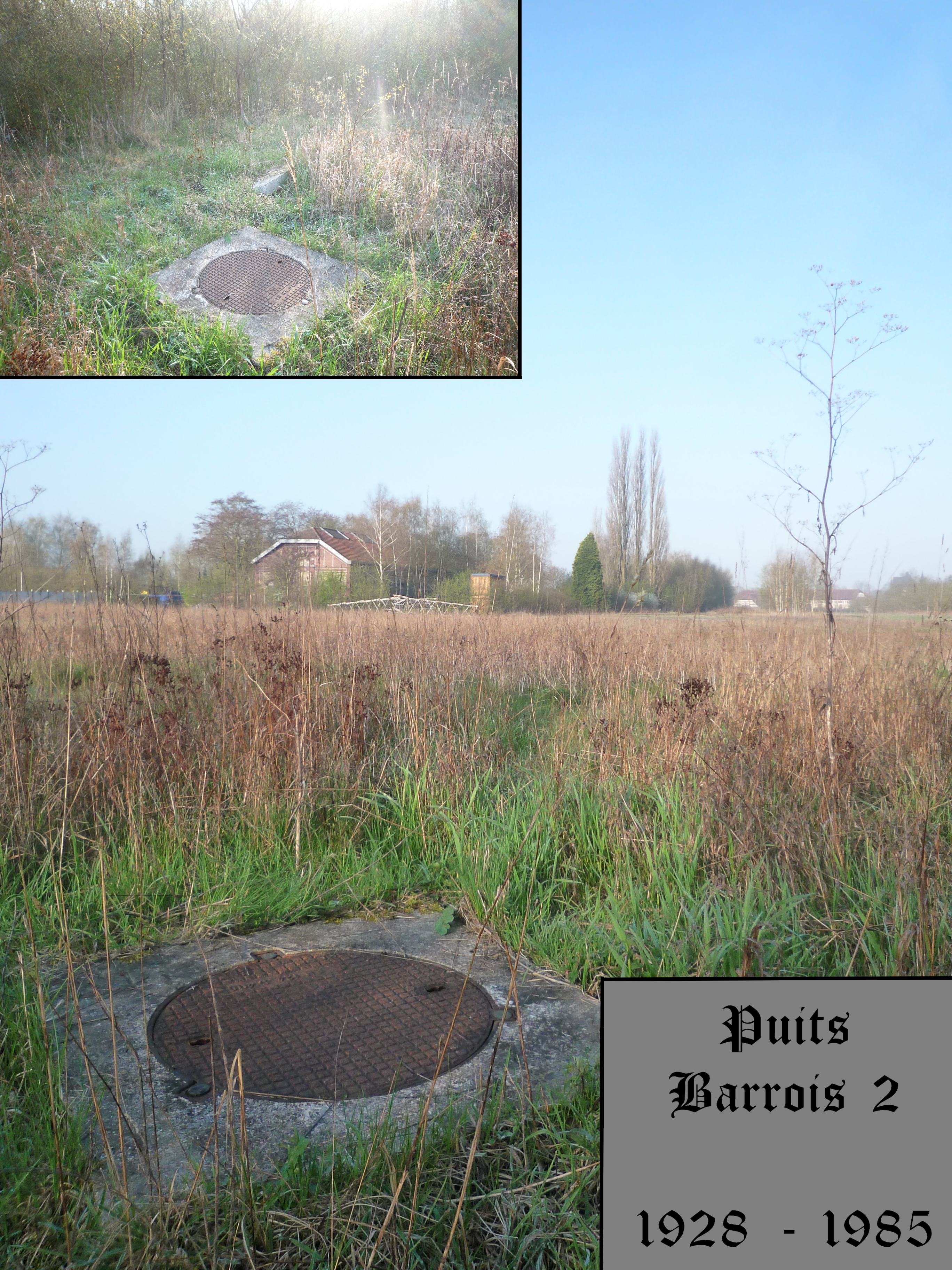
Le puits Barrois no 2 en avril 2010.

Le diamètre du puits est de 5,10 m, sa profondeur de 468 m. Le cuvelage est en fonte de 2,84 m à 99,34 m. Le terrain houiller a été atteint à 150,90 m. Il y avait cinq étages de recette aux profondeurs de 200 m, 290 m, 311 m, 366 m et 421 m.
Puits Barrois no 2
50° 22′ 22″ N, 3° 11′ 35″ E
1928 - 1985
Le diamètre du puits est de 5,10 m, sa profondeur de 549 m. Le cuvelage est en fonte de 2,93 m à 99,44 m. Le terrain houiller a été atteint à 151,20 m. Il y avait six étages de recette aux profondeurs de 200 m, 290 m, 310 m, 367 m, 420 m et 502 m.
Une mine moderne : le siège d'extraction Barrois du groupe de Douai à Pecquencourt, que les HBNPC (Houillères des Bassins du Nord et du Pas-de-Calais) avaient baptisé « la Fosse de l'an 2000 ». Dernière des concentrations réalisées, le siège Barrois exploitait les gisements de charbon maigre de trois puits anciens à faible profondeur : Déjardin à Sin-le-Noble, Lemay à Pecquencourt et Bonnel à Lallaing. Le siège produisait plus de 6 000 tonnes nettes par jour.
Les deux tours en béton, d'une hauteur de 55 m et d'un poids unitaire de 4 500 tonnes, sont érigées à partir de 1957 lors des importants travaux de modernisation entrepris dans le cadre de la concentration des fosses de Bonnel à l'ouest et de Lemay à l'est sur ce siège. À leur sommet, des machines d'extraction multicâbles d'une puissance de 4 400 CV, installées à l'aplomb des puits, entraînaient des cages à quatre plateaux permettant la remontée de berlines de 3 000 litres, représentant 8 tonnes brutes par cordée et par tour, à la vitesse de 60 km/h.
Sur les trente-six hectares occupés par les installations de surface, on comptait la lampisterie, une station de dépoussiérage, la chaufferie, la station de ventilation des galeries, deux lavoirs pour le traitement du charbon et un parc de stockage. 1 800 personnes travaillaient à la fosse Barrois dans les années 1 970 auxquelles s'ajoutaient 1700 autres salariés des fosses Bonnel et Lemay concentrées sur ce siège. La production était de 6 200 tonnes nettes par jour, l'une des plus importantes du bassin minier du Nord-Pas-de-Calais à l'époque.
Dès 1969 des travaux sont entrepris à la concentration Barrois dans le but de préparer le futur étage d'extraction à la profondeur de 476 mètres. À partir de l'étage de 396 mètres, la côte de 476 mètres a été atteinte en deux points. À la fosse Bonne, par le raval du puits no 1. Le tronçon est équipé en bure pour le creusement des bowettes de l'étage futur. Sa mise en service a eu lieu lors de la seconde quinzaine de janvier 1969. À la fosse Barrois, un bure de 80 mètres a été foncé, et équipé dans le courant d'octobre 1968, les cages ont été installées en novembre. Les bowetteurs ont ensuite attaqué la liaison Barrois-Bonnel. Cette bowette est destinée à être une véritable dorsale de l'étage futur. Des bowettes partant en direction des chantiers d'exploitation vont se greffer dessus. Elle a été creusée en majeure partie par les ouvriers de Barrois. la tranche d'exploitation actuelle et la précédente ont 55 mètres de relevée. La future relevée d'étage atteindra 80 mètres. Les tailles seront par conséquent plus longues et leur capacité journalière de production augmentera. Pour l'extraction de toutes les ressources du nouvel étage, estimées à six millions de tonnes, le puits Barrois no 2 est approfondi de 140 mètres, compte tenu du bouniou nécessaire pour la boucle du câble d'équilibre, et pour les dispositifs de tension des câbles-guides. Cette opération doit être terminée pour le 1er juillet 1972, date à laquelle le charbon va remonter de la première taille ouverte à ce nouvel étage.
En 1983, le programme de récession étant largement engagé, la production chute à un niveau de 150 000 tonnes par an.
La fosse Barrois de Pecquencourt ferme définitivement le 30 juin 1984 après avoir extrait 19 000 000 tonnes au cours de son épopée industrielle. Les puits profonds de 549 m et 468 m sont remblayés en 1985. Les lavoirs reconvertis au retraitement des schistes des terrils voisins (notamment Rieulay) poursuivront leur activité jusqu'en 1988 et seront démantelés en 1989.
En dépit de plusieurs projets présentés par diverses associations de conservation du patrimoine minier, les deux tours sont dynamitées successivement en juin et juillet 1991. Ainsi disparait à tout jamais la fosse Barrois que l'on a longuement surnommée « Fosse de l'an 2000 ».

### Fosse Puits du Midi
- À Sin-le-Noble[JLH 31].

50° 21′ 24″ N, 3° 06′ 02″ E
1947 - 1973

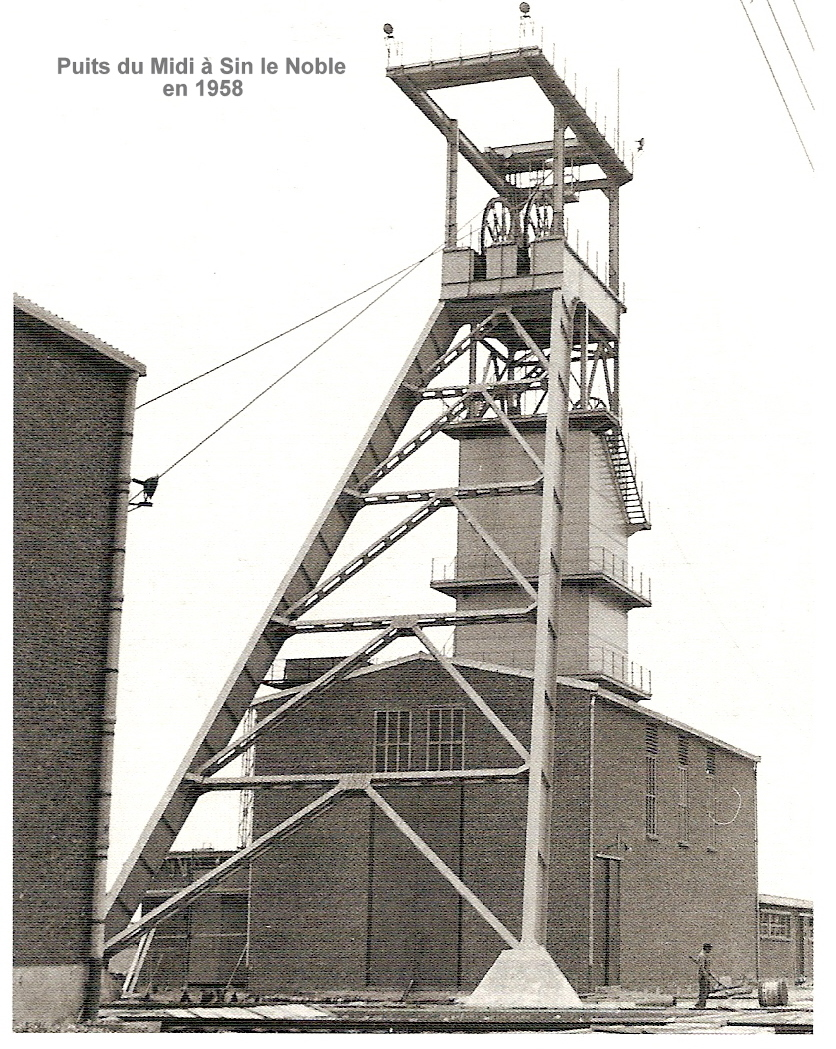
La fosse Puits du Midi en 1958.

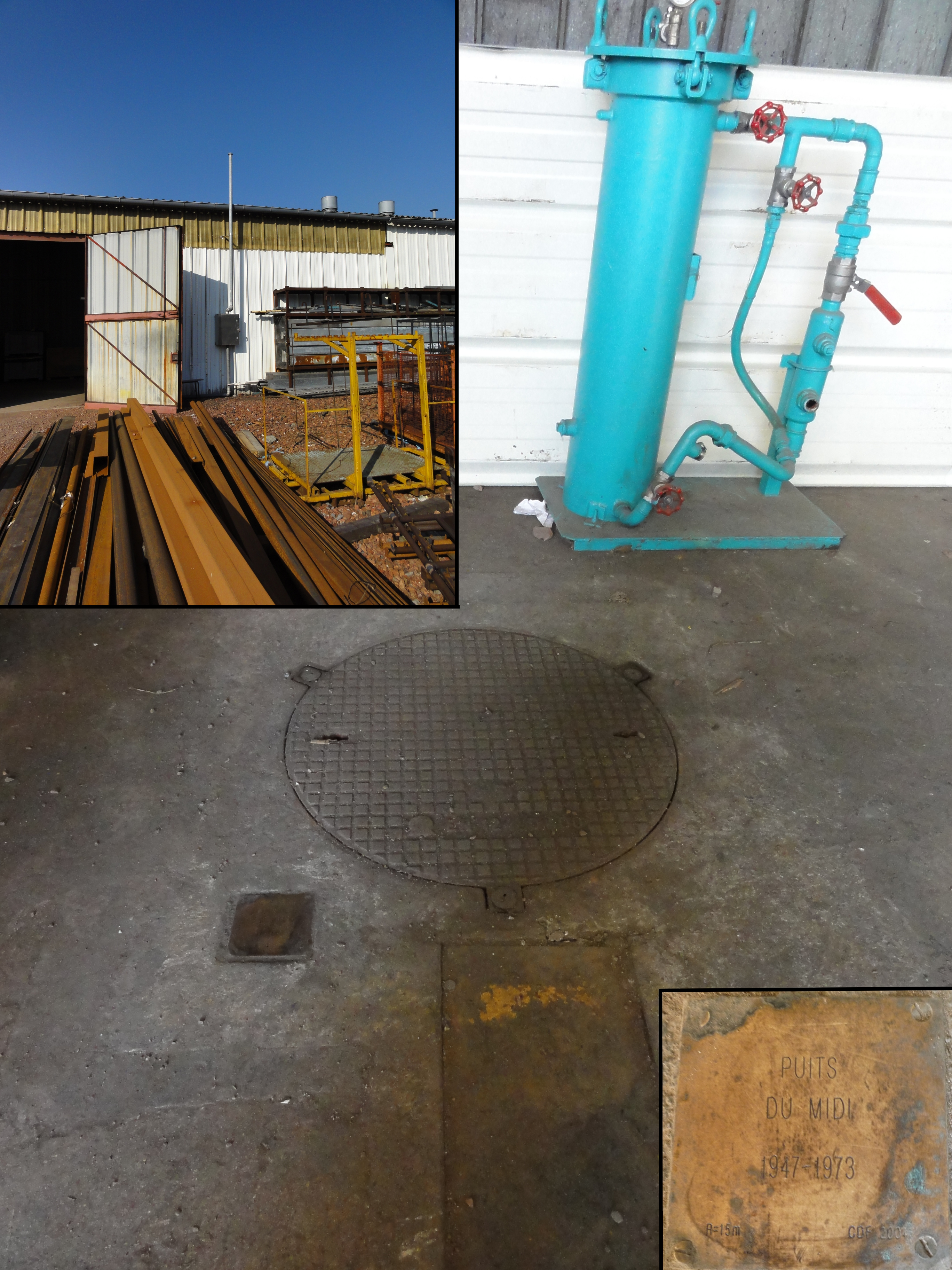
La tête de puits matérialisée du Midi en mars 2011.

La fosse est nommée Puits du Midi ou Notre Dame Sud. Le diamètre du puits est de 5,55 m, sa profondeur de 662 m. Le cuvelage est en béton du niveau du sol à 662 m. Le terrain houiller a été atteint à 158,80 m. Il y avait neuf étages de recette aux profondeurs de 165 m, 204 m, 242 m, 281 m, 358 m, 436 m, 506 m, 576 m et 650 m.
La fosse a été ouverte après la nationalisation.

## Tableau synoptique des puits de mine
| Nom du puits               | Ville         | Début du fonçage | Date de remblaiement | Profondeur atteinte | Profondeur du terrain houiller | Diamètre du puits | Composition du cuvelage |
| -------------------------- | ------------- | ---------------- | -------------------- | ------------------- | ------------------------------ | ----------------- | ----------------------- |
| Avaleresse Aglaé           | Auberchicourt | 1798             | 1800                 | 060 m               | Non atteint                    | 2,60 m            | Inconnue                |
| Aoust                      | Aniche        | 1836             | 1871                 | 353 m               | 148 m                          | 2,60 m            | Inconnue                |
| Archevêque                 | Aniche        | 1854             | 1969                 | 589 m               | 126 m                          | 4,00 m            | Bois                    |
| Barrois no 1               | Pecquencourt  | 1927             | 1985                 | 468 m               | 150,90 m                       | 5,10 m            | Fonte                   |
| Barrois no 2               | Pecquencourt  | 1928             | 1985                 | 549 m               | 151,20 m                       | 5,10 m            | Fonte                   |
| Bernard                    | Frais-Marais  | 1911             | 1960                 | 433 m               | 153,30 m                       | 5,00 m            | Fonte                   |
| Bernicourt no 1 Avaleresse | Waziers       | 1866             | 1872                 | 028 m               | Non atteint                    | 3,24 m            | Inconnue                |
| Bernicourt no 2            | Waziers       | 1872             | 1946                 | 315 m               | 153 m                          | 4,00 m            | Fonte                   |
| Bonnel no 1                | Lallaing      | 1913             | 1985                 | 500 m               | 148,50 m                       | 5,10 m            | Fonte                   |
| Bonnel no 2                | Lallaing      | 1914             | 1985                 | 305 m               | 147,50 m                       | 4,00 m            | Fonte                   |
| Dechy no 1                 | Dechy         | 1860             | 1979                 | 556 m               | 181 m                          | 4,00 m            | Fonte                   |
| Dechy no 2                 | Dechy         | 1898             | 1978                 | 819 m               | 181 m                          | 5,10 m            | Fonte                   |
| Déjardin no 1              | Sin-le-Noble  | 1901             | 1985                 | 676 m               | 148,50 m                       | 5,10 m            | Fonte                   |
| Déjardin no 2              | Sin-le-Noble  | 1907             | 1985                 | 419 m               | 150,40 m                       | 4,00 m            | Fonte                   |
| Delloye no 1               | Lewarde       | 1911             | 1971                 | 409 m               | 178,70 m                       | 4,00 m            | Fonte                   |
| Delloye no 2               | Lewarde       | 1927             | 1971                 | 518 m               | 178,70 m                       | 5,00 m            | Fonte                   |
| De Sessevalle no 1         | Somain        | 1901             | 1970                 | 444 m               | 132,90 m                       | 5,00 m            | Fonte                   |
| De Sessevalle no 2         | Somain        | 1905             | 1970                 | 335 m               | 132,90 m                       | 4,00 m            | Fonte                   |
| Espérance                  | Auberchicourt | 1817             | 1850                 | 333 m               | 185 m                          | 2,50 m            | Bois                    |
| Fénelon                    | Aniche        | 1847             | 1925                 | 724 m               | 160 m                          | 3,00 m            | Bois                    |
| Fressain no 1              | Fressain      | 1773             | 1774                 | Inconnue            | Non atteint                    | Inconnu           | Inconnue                |
| Fressain no 2              | Fressain      | 1773             | 1774                 | Inconnue            | Non atteint                    | Inconnu           | Inconnue                |
| Gayant no 1                | Waziers       | 1852             | 1978                 | 853 m               | 153,30 m                       | 5,10 m            | Fonte                   |
| Gayant no 2                | Waziers       | 1907             | 1978                 | 703 m               | 153,30 m                       | 5,10 m            | Fonte                   |
| Avaleresse La Paix         | Auberchicourt | 1815             | 1817                 | 080 m               | Non atteint                    | 2,60 m            | Inconnue                |
| La Renaissance             | Somain        | 1839             | 1890                 | 380 m               | 140 m                          | 2,60 m            | Chemise en fonte        |
| Lemay no 1                 | Pecquencourt  | 1912             | 1985                 | 418 m               | 143,70 m                       | 5,10 m            | Fonte                   |
| Lemay no 2                 | Pecquencourt  | 1913             | 1985                 | 302 m               | 143,30 m                       | 4,00 m            | Fonte                   |
| Mastaing                   | Mastaing      | 1835             | 1838                 | 143 m               | Non atteint                    | Inconnu           | Inconnue                |
| Monchecourt                | Monchecourt   | 1774             | 1839                 | 152 m               | Non atteint                    | Inconnu           | Inconnue                |
| Notre Dame no 1            | Waziers       | 1856             | 1978                 | 542 m               | 166,70 m                       | 3,60 m            | Fonte                   |
| Notre Dame no 2            | Waziers       | 1905             | 1978                 | 834 m               | 166,70 m                       | 5,10 m            | Fonte                   |
| Puits du Midi              | Sin-le-Noble  | 1947             | 1973                 | 662 m               | 158,80 m                       | 5,55 m            | Béton                   |
| Roucourt no 1              | Roucourt      | 1875             | 1959                 | 207 m               | Non atteint                    | 4,00 m            | Bois puis fonte         |
| Roucourt no 2              | Roucourt      | 1875             | 1959                 | 209 m               | Non atteint                    | 4,00 m            | Bois puis fonte         |
| Sébastopol                 | Erchin        | 1904             | 1961                 | 298 m               | 159,50 m                       | 2,60 m            | Fonte                   |
| Sainte Barbe               | Aniche        | 1786             | 1850                 | 350 m               | 129 m                          | 2,60 m            | Inconnue                |
| Saint Waast                | Aniche        | 1786             | 1840                 | 230 m               | 129 m                          | 2,60 m            | Briques                 |
| Sainte Catherine           | Aniche        | 1777             | 1840                 | 350 m               | 128 m                          | 2,60 m            | Inconnue                |
| Saint Hyacinthe            | Aniche        | 1793             | 1840                 | 273 m               | 130 m                          | 2,40 m            | Inconnue                |
| Saint Laurent              | Aniche        | 1779             | 1786                 | 248 m               | Inconnu                        | 2,15 m            | Briques                 |
| Saint Louis                | Somain        | 1843             | 1925                 | 606 m               | 156 m                          | 3,00 m            | Bois                    |
| Sainte Marie no 1          | Auberchicourt | 1857             | 1969                 | 516 m               | 230,50 m                       | 4,00 m            | Bois, fonte puis bois   |
| Sainte Marie no 2          | Auberchicourt | 1907             | 1969                 | 523 m               | 230,60 m                       | 4,20 m            | Fonte                   |
| Saint Mathias              | Aniche        | 1777             | 1840                 | 276 m               | 128 m                          | 2,60 m            | Briques                 |
| Saint René no 1            | Guesnain      | 1866             | 1969                 | 520 m               | 172 m                          | 4,00 m            | Bois                    |
| Saint René no 2            | Guesnain      | 1899             | 1969                 | 651 m               | 172 m                          | 5,00 m            | Fonte                   |
| Sainte Thérèse             | Aniche        | 1779             | 1786                 | 200 m               | Inconnu                        | 2,10 m            | Briques                 |
| Traisnel                   | Aniche        | 1848             | 1952                 | 393 m               | 126 m                          | 3,00 m            | Bois                    |
| Vuillemin                  | Masny         | 1891             | 1971                 | 390 m               | 184 m                          | 4,25 m            | Fonte                   |

## Les chemins de fer

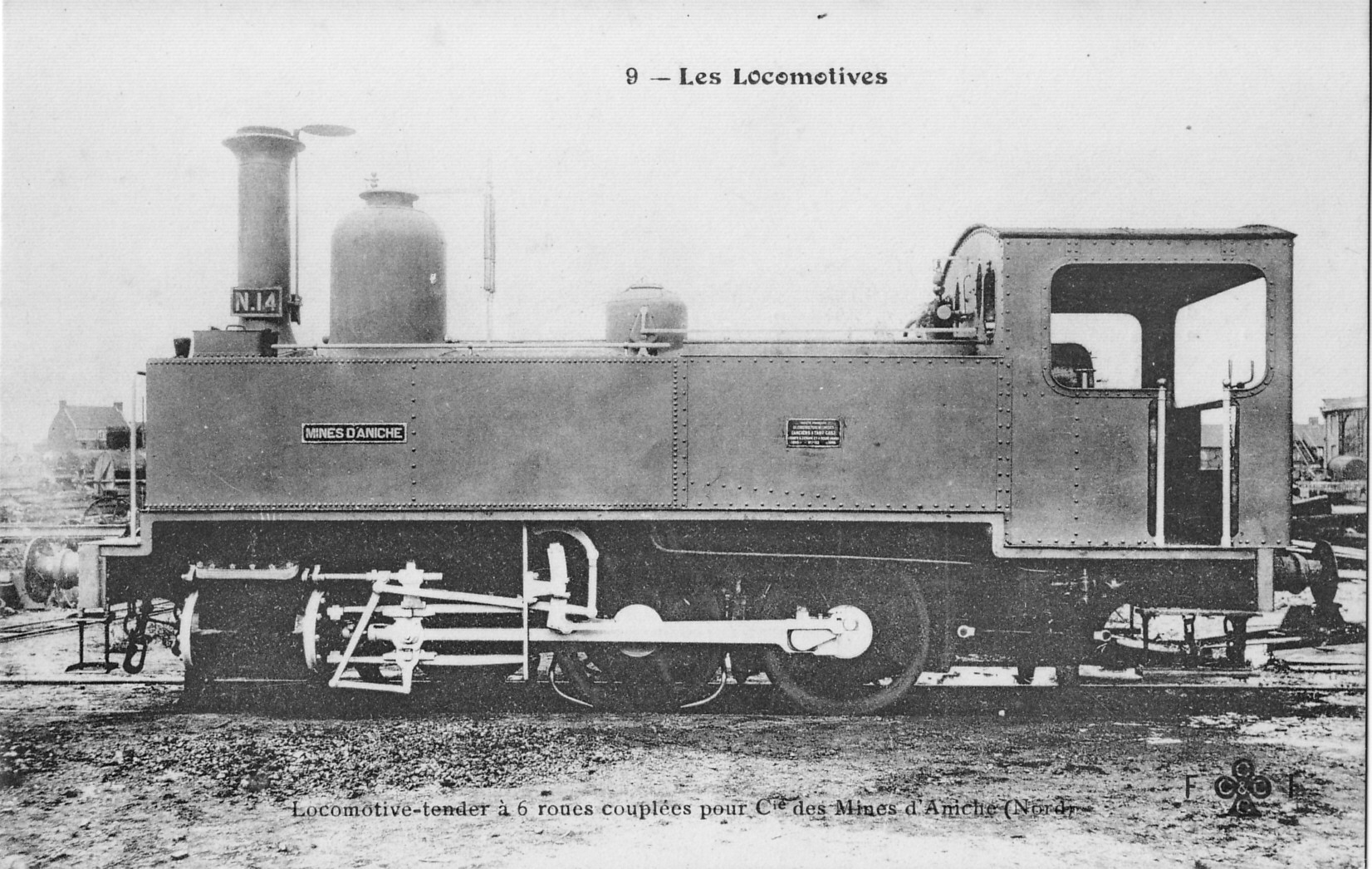
Locomotive-tender type 030 T no 14 de la Compagnie des Mines d'Aniche, servant à tracter les trains sur ses lignes.

La Compagnie des mines d'Aniche possédait deux voies ferrées principales d'où partaient de multiples embranchements.
La Ligne Somain - Douai (Sud) a été la première construite, en 1854, vint ensuite à partir de 1907 la Ligne Somain - Douai (Nord).

## Le rivage
50° 23′ 07″ N, 3° 05′ 40″ E
- Il est situé à Waziers, à proximité de la fosse Gayant et de la cokerie. Il constitue actuellement le parc Jacques Vernier.

## Les usines

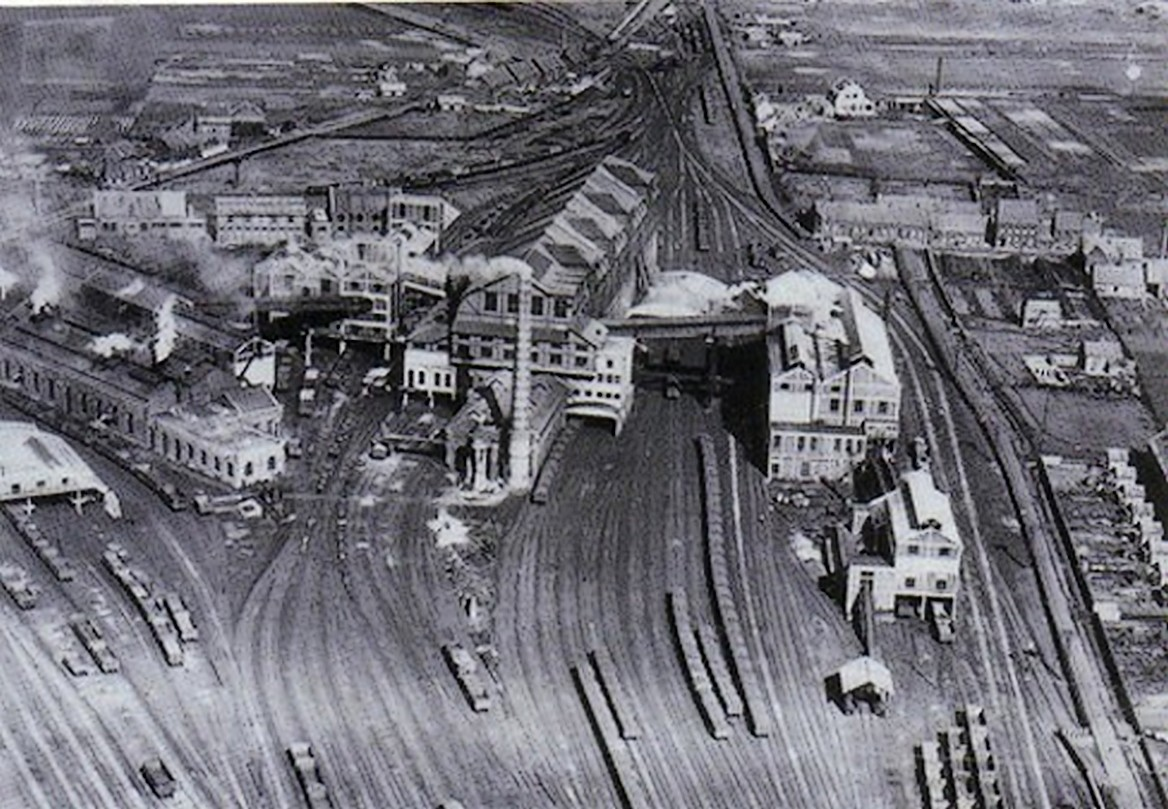
Usine de la Briquette à Somain, possession de la Compagnie des mines d'Aniche.

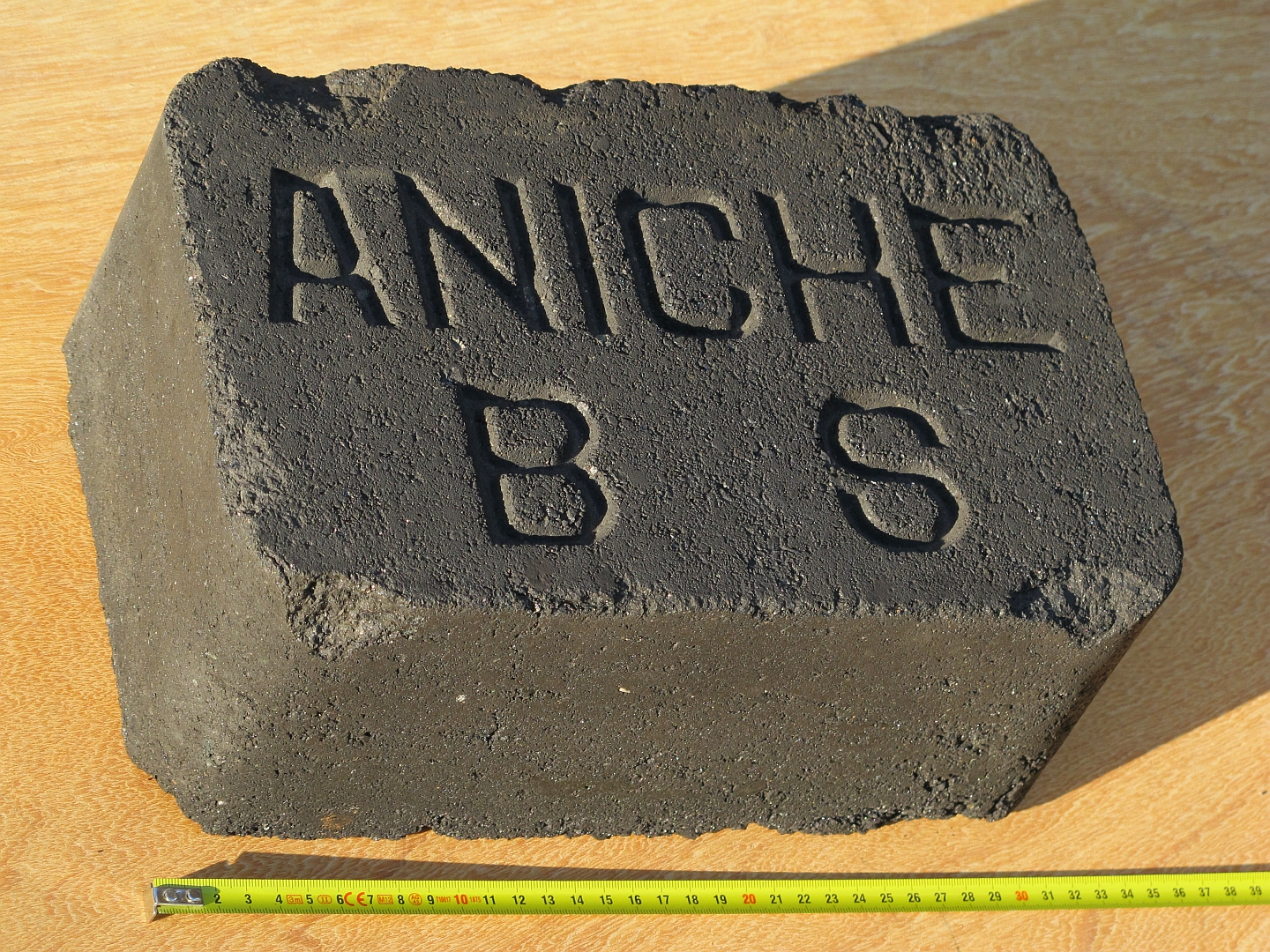
Une briquette de Somain.

- La Briquette à Somain, c'est notamment une usine à boulet et des fours à coke. Elle était située à proximité immédiate des fosses La Renaissance, Saint Louis et Fénelon.
- La lavoir Barrois.
- La Cokerie de Waziers :

Située sur le territoire de la commune de Waziers, sur le carreau du siège Gayant, elle a cessé son activité le 15 décembre 1976. La première cokerie, qui a été installée en 1899, comprenait 120 fours. Détruite durant la Première Guerre mondiale, reconstruite avec 230 fours entre 1923 et 1929, elle a été à nouveau partiellement détruite en 1939 - 1940.
Une nouvelle cokerie a été construite entre 1952 et 1958 et comprenait 92 fours. Sa capacité de production de 1 500 tonnes de coke par jour exigeait une consommation journalière de 2 000 tonnes de charbon. Alimentée à l'origine par des charbons provenant exclusivement des sièges voisins, la cokerie a dû de plus en plus faire appel à des charbons étrangers en raison de l'épuisement progressif du gisement du bassin du Nord Pas de Calais. La cokerie de Waziers fournissait essentiellement du coke métallurgique. Le gaz obtenu au cours de la carbonisation alimentait l'usine voisine de la Grande Paroisse qui en extrayait de l'hydrogène pour fabriquer de l'ammoniac et restituait ensuite le gaz pour le chauffage des batteries de fours. La fermeture définitive de la cokerie est due à la baisse de production des charbons à coke du siège Gayant et à la diminution des besoins de la sidérurgie.
Les 230 personnes travaillant sur le site furent reclassées dans les autres cokeries et établissements du bassin selon un plan établi par le service de gestion et d'administration du personnel.
La cokerie a été entièrement détruite est seule subsiste l'ancienne entrée.

## Les sondages de reconnaissance
Ces sondages sont difficilement reconnaissables, ils ne sont pas signalisés sur le terrain. Leur but était de chercher des veines de charbon afin de créer de nouveaux puits. Ils sont au nombre de vingt-sept.
| Commune                                  | Sondage       | Année       | Profondeur atteinte | Localisation                |
| ---------------------------------------- | ------------- | ----------- | ------------------- | --------------------------- |
| Sondage d'Auberchicourt                  | Auberchicourt | 1838        | 146 m               |                             |
| Sondage à l'Ouest                        | Auberchicourt | 1837        | 217 m               |                             |
| Sondage de Dechy                         | Dechy         | 1858 - 1859 | 190 m               | 50° 21′ 07″ N, 3° 07′ 57″ E |
| Sondage Avenue du 4 Sept J2              | Douai         | 1957        | 286 m               |                             |
| Sondage J3 du Raquet                     | Douai         | 1957        | 154 m               |                             |
| Sondage de Bruilles                      | Ecaillon      | 1899        | 307 m               |                             |
| Sondage de Férin                         | Férin         | 1833        | 210 m               |                             |
| Sondage du Passage à Niveau              | Guesnain      | 1968 - 1969 | 881 m               |                             |
| Sondage no 1 de Lallaing                 | Lallaing      | 1903        | 272 m               |                             |
| Sondage no 2 de Lallaing                 | Lallaing      | 1904 - 1905 | 393 m               |                             |
| Sondage Vuillemin no 1 [4J]              | Lewarde       | 1960        | 1 284 m             |                             |
| Sondage de Masny 2 [6J]                  | Masny         | 1961        | 1 137 m             |                             |
| Sondage de Masny                         | Masny         | 1834        | 173 m               |                             |
| Sondage de Masny 1 [5J]                  | Masny         | 1960 - 1961 | 1 271 m             |                             |
| Sondage de Montigny                      | Pecquencourt  | 1912        | 635 m               |                             |
| Sondage no 1 Pecquencourt                | Pecquencourt  | 1898 - 1900 | 531 m               |                             |
| Sondage no 2 Pecquencourt                | Pecquencourt  | 1898        | 400 m               |                             |
| Sondage de la Ferme de Raismes           | Rieulay       | 1957        | 573 m               | 50° 22′ 55″ N, 3° 16′ 15″ E |
| Sondage de Roucourt                      | Roucourt      | 1874        | 181 m               | 50° 19′ 56″ N, 3° 08′ 23″ E |
| Sondage de Waziers no 2                  | Sin-le-Noble  | 1855        | 199 m               | 50° 22′ 15″ N, 3° 06′ 44″ E |
| Sondage de la Porte de Fer [16J]         | Sin-le-Noble  | 1969        | 855 m               |                             |
| Sondage de Villers-Campeau               | Somain        | 1899        | 367 m               | 50° 21′ 52″ N, 3° 15′ 27″ E |
| Sondage B Bis - 4e de Somain             | Somain        | 1840        | 152 m               | 50° 21′ 08″ N, 3° 16′ 28″ E |
| Sondage B - 2e de Somain                 | Somain        | 1840        | 121 m               | 50° 21′ 04″ N, 3° 16′ 27″ E |
| Sondage A - 1er de Somain                | Somain        | 1839        | 136 m               | 50° 20′ 50″ N, 3° 16′ 29″ E |
| Sondage E - 3e de Somain                 | Somain        | 1840        | 152 m               | 50° 21′ 17″ N, 3° 16′ 42″ E |
| Sondage no 1 de Waziers                  | Waziers       | 1851        | 156 m               | 50° 22′ 37″ N, 3° 06′ 10″ E |
| Premier sondage au sud-ouest de Roucourt | Cantin        | 1838        | 165 m               | 50° 19′ 00″ N, 3° 07′ 08″ E |